# Republikanische Partei
Die Republikanische Partei (englisch Republican Party; auch als Republikaner (englisch Republicans) oder Grand Old Party (GOP; englisch für große alte Partei) bezeichnet) ist mit ca. 33,2 Millionen registrierten Anhängern nach der Demokratischen Partei die kleinere der beiden großen politischen Parteien in den Vereinigten Staaten. Die Partei deckt dabei ein sehr breites politisches Spektrum mit klassisch konservativen, wirtschaftsliberalen, libertären und evangelikal-christlichen Positionen ab, positioniert sich aber spätestens seit der Präsidentschaft von Donald Trump vielfach rechtspopulistisch bis rechtsextrem.
Symbol der Republikanischen Partei ist der Elefant. Dessen Ursprung geht, ebenso wie der Esel der Demokraten, auf den Karikaturisten Thomas Nast zurück. Die inoffizielle Parteifarbe ist seit 2000 Rot. In TV-Sendungen oder Medienberichten werden Senatoren, Abgeordnete des Repräsentantenhauses und sonstige Parteimitglieder der Republikanischen Partei meistens mit einem „(R)“ hinter ihrem Namen gekennzeichnet, während Sen., Rep. oder Gov. davor steht.
Die Partei ging 1854 aus der Whig Party hervor, nahm aber auch viele Forderungen der American Party (Know Nothing) und der Free Soil Party auf. Sie war gemäßigt abolitionistisch und wurde insbesondere mit dem Ziel gegründet, die Sklaverei in den Vereinigten Staaten einzuschränken oder ganz abzuschaffen. Dieses Ziel erreichte sie nach dem Sieg der Nordstaaten im Sezessionskrieg, der durch die Wahl Abraham Lincolns zum US-Präsidenten, des ersten Republikaners in diesem Amt, ausgelöst worden war.
Neben dem Abolitionismus gehörten im 19. Jahrhundert der Klassische Liberalismus und ein gemäßigter Konservatismus zu den hauptsächlichen Ideologien der Republikaner. Seit die Demokraten in den 1960er Jahren zunehmend linksliberale Themen wie die Bürgerrechtsbewegung unterstützten, wandten sich die Republikaner im Gegensatz immer mehr rechtskonservativen und evangelikalen Wählern zu. Aufgrund dessen veränderte sich die Kernbasis der Partei, die Südstaaten wurden zunehmend republikanisch und die Nordoststaaten zunehmend demokratisch.
Donald Trump war der 19. Präsident, den die Republikaner stellten (2017 bis 2021). Von 1857 bis 2024 hatten demokratische Präsidenten 19 Amtszeiten, Republikaner 23. Seit 1988 haben republikanische Präsidentschaftskandidaten zweimal (2004 und 2024) die Mehrheit der Wählerstimmen erlangt; 2000 und 2016 zogen die Kandidaten der GOP lediglich aufgrund der Besonderheiten des US-Wahlsystems ins Weiße Haus ein, bei dem die Mehrheit im Electoral College ausschlaggebend ist. Vorsitzender des nationalen Organisationsgremiums der Partei, des Republican National Committee, ist seit dem 8. März 2024 Michael Whatley; Co-Vorsitzende ist Lara Trump, die Schwiegertochter von Donald Trump.

## Geschichte

### Gründung
Die Republikanische Partei wurde am 28. Februar 1854 nach einer Idee von Alvan E. Bovay in Ripon (Wisconsin) als Partei gegen die Ausbreitung der Sklaverei gegründet. Sie hatte nichts zu tun mit der namensähnlichen Demokratisch-Republikanischen Partei von Thomas Jefferson, mit der sie häufig verwechselt wird und aus der die Demokratische Partei hervorging. Die National Republican Party von Henry Clay kann auch nur indirekt als ihre Vorgängerin betrachtet werden, zumal viele in dieser Partei später bei den Whigs gearbeitet haben. Eine große Zahl des nördlichen Teils der Whig Party fand sich dann nach der republikanischen Parteigründung in der neuen Partei wieder und brachte auch Bestandteile ihres früheren Parteiprogramms ein.
Spätestens nach dem Ausbruch des Bürgerkrieges wechselten auch viele Demokraten der Nordstaaten (vor allem aus dem ländlichen Raum in Gegenden mit fruchtbarem Boden und wenig Landverpachtung) wegen der zunehmenden Dominanz des Südens in ihrer Partei zu den Republikanern. Der erste Konvent der Partei fand am 6. Juli 1854 in Jackson (Michigan) statt. Neben Mitgliedern der Whig Party kamen auch Teile der Free Soil Party und der American Party dazu.

### Bürgerkrieg und republikanische Dominanz (1860–1896)

Abraham Lincoln, Präsident von 1861 bis 1865

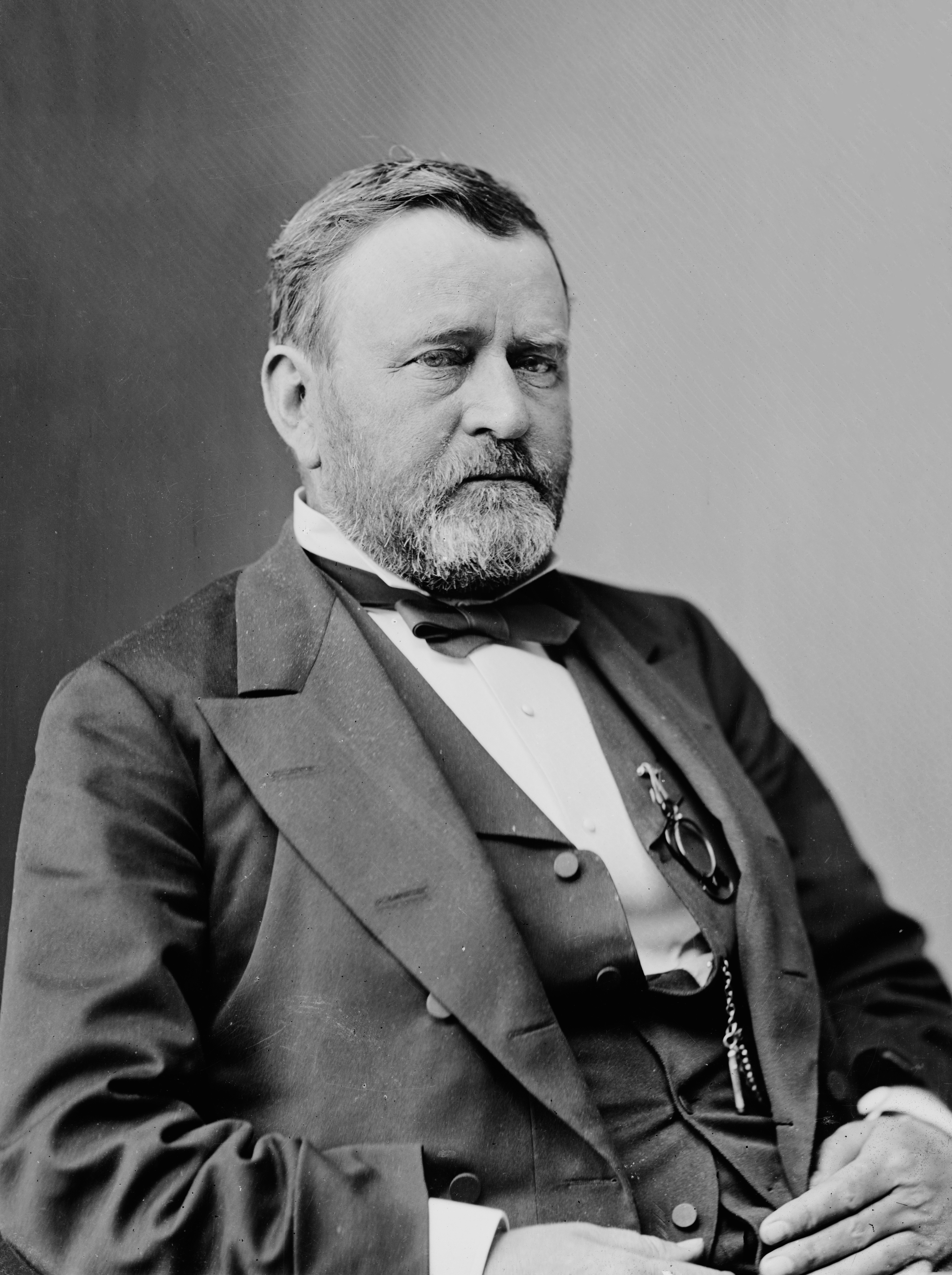
Ulysses S. Grant, Präsident von 1869 bis 1877

In den Auseinandersetzungen um die Sklaverei sammelten sich deren Gegner bei den Republikanern, die 1860 auch die Wahl Abraham Lincolns (der 1846 für die Whigs schon in den Kongress gewählt worden war) zum ersten republikanischen Präsidenten durchsetzten.
Die Präsidentschaftswahlen 1864 fanden während des Bürgerkrieges statt, dessen Ende aber bereits absehbar war. Wählen durften nur die unionstreuen Staaten. Die Republikaner, die Nordstaaten-Demokraten und Teile der unionstreu gebliebenen Südstaaten-Demokraten traten unter dem Namen National Union Party (Nationale Unionspartei) zur Wahl an. Kandidat war der republikanische Präsident Abraham Lincoln, Vizepräsidentschaftskandidat der Südstaaten-Demokrat Andrew Johnson. Am 31. Januar 1865 gelang es den Republikanern gegen die Stimmen der Demokraten, welche im Senat und Repräsentantenhaus fast geschlossen gegen das Befreiungsgesetz stimmten, die Sklaverei auf dem Gebiet der gesamten Vereinigten Staaten abzuschaffen.
Mit der Ermordung Lincolns fiel das Präsidentenamt an dessen ursprünglich den Demokraten angehörenden Vizepräsidenten Andrew Johnson. Dieser trat für eine nachsichtige Behandlung der besiegten Südstaaten ein, doch der radikale Flügel der Republikaner beharrte weiter darauf, Afroamerikanern in den ehemaligen Sklavenstaaten die gleichen Bürgerrechte zu geben wie Weißen und deren Beachtung durch fortgesetzte Militärpräsenz zu erzwingen. Sie setzen sich damit 1867 gegen Johnson durch und verabschiedeten die Reconstruction Acts. Dies sorgte dafür, dass die Republikaner bei den weißen Südstaatlern als Sklavenbefreier und „Negerfreunde“ so verhasst waren, dass sie dort nach dem Abzug der letzten Besatzungstruppen 1877 für fast achtzig Jahre bei keiner Präsidentenwahl mehr Wahlmännerstimmen als die Demokraten erhielten. Erst bei Eisenhowers Wiederwahl 1956 bekam der republikanische Präsident mehr Wahlmännerstimmen aus den elf ehemaligen Mitgliedern der Konföderation als seine Gegenkandidaten. Zählt man die Staaten des Oberen Südens mit, hatte allerdings schon Herbert Hoover bei der Wahl 1928 eine Mehrheit der Wahlmännerstimmen der ehemaligen Sklavenstaaten erhalten.
Nach der Wahl von 1868 ging das Weiße Haus erneut an die Republikaner, die etwa ein halbes Jahrhundert lang die Politik der Vereinigten Staaten dominierten. In dieser Zeit gab es nur einen demokratischen Präsidenten: Grover Cleveland, der 1884 und 1892 jeweils für vier Jahre zum Präsidenten gewählt wurde.
Die Republikaner lehnten Freihandel in dieser Zeit ab und unterstützten hohe Zölle, um die einheimische Industrie zu schützen. So wurde unter Präsident Benjamin Harrison 1890 das McKinley Tariff Gesetz verabschiedet, welches Zölle von 38 % auf 49,5 % anhob.
Während des Gilded Age, das von der Reconstruction bis zum Spanisch-Amerikanischen Krieg dauerte, waren die Republikaner für lange Zeit in zwei Lager gespalten, nämlich in die Stalwarts unter Roscoe Conkling und die Half-Breeds unter James G. Blaine. In den Präsidentschaftswahlen von 1872 bis 1884 stand die Partei immer in Gefahr, komplett aufzubrechen. So kam es, dass in dieser Ära der Wahlkampf nicht um die Unentschlossenen geführt wurde, sondern darum, die eigenen Anhänger zur Wahl zu bewegen. Beim Konflikt zwischen Stalwarts und Half-Breeds ging es weniger um inhaltliche Fragen, sondern um Personalentscheidungen beziehungsweise Ämterpatronage vor dem Hintergrund des Spoilssystems. Der Historiker Allen Peskin stellt diese gängige Interpretation jedoch infrage und weist darauf hin, dass die Begriffe Stalwarts und Half-Breeds nicht in einem konsistenten Bedeutungszusammenhang verwendet wurden. Eine größere Gruppenkohärenz wiesen laut ihm die Stalwarts auf.
Ursprünglich waren die Hauptbastionen der Republikaner der Nordosten, der mittlere Westen und die Westküste, während die Demokraten im Süden (wo die Republikaner als verhasste Yankees galten) und in dem dünner besiedelten Teil des Westens (sofern das Gebiet als Staat dem Bund beigetreten war) dominierten. Seit der Präsidentschaftswahl 1964 änderte sich die politische Ausrichtung vor allem der Südstaaten massiv (→ Solid South).

### Die progressive Ära (1896–1921)

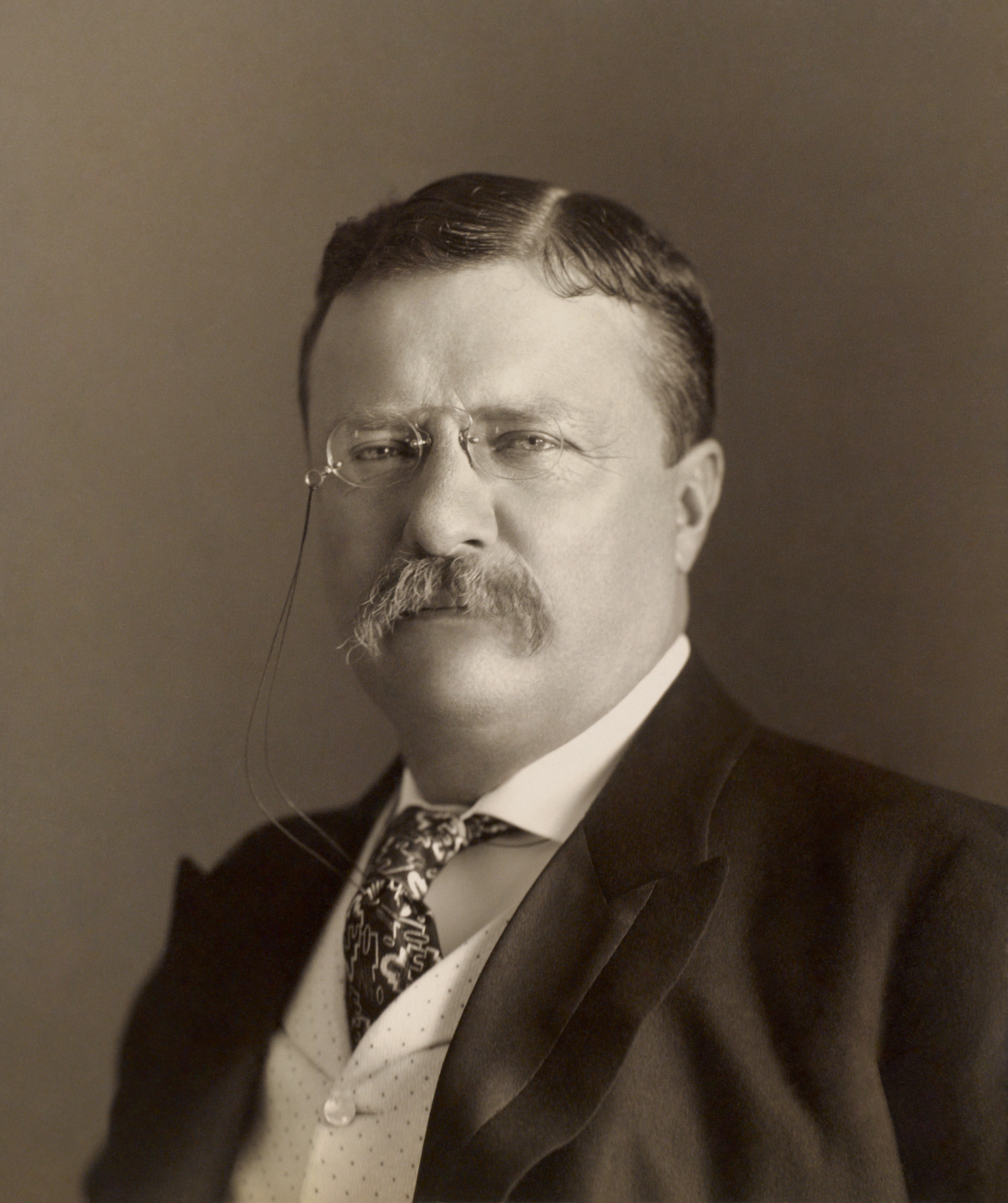
Theodore Roosevelt, Präsident von 1901 bis 1909

Ab 1896 – mit der Wahl von William McKinley, dem 1901 nach dessen Ermordung Theodore Roosevelt folgte – gewann in der Republikanischen Partei der Progressivismus an Macht. Jedoch kam es 1912 unter Roosevelts Nachfolger William Howard Taft – der 1909 ins Weiße Haus einzog – zur Spaltung der Partei in die Konservativen, die Taft bei seiner Wiederwahl 1912 unterstützten, und die Progressiven, die Roosevelts Präsidentschaftskandidatur für die von ihm gegründete Progressive Partei starkmachten. Dementsprechend teilte sich auch die Wählerschaft der Republikaner; Roosevelt bekam 27,4 % und Taft erhielt 23,2 %. So gelang es den Demokraten, mit Woodrow Wilson die Wahl von 1912 zu gewinnen. Für die Wahl 1916 verzichtete Roosevelt auf eine Kandidatur für die Progressive Partei und unterstützte den Kandidaten der Republikaner Charles Evans Hughes. So löste sich die Progressive Partei auf, und viele kehrten in die Republikanische Partei zurück. Dort gaben nun die Konservativen, die durch das zwischenzeitliche Verlassen der progressiven Republikaner deutlich an Einfluss gewonnen hatten, den Ton an.

### Die konservative Ära der Old Right (1921–1933)
Als die Republikaner in den 1920er Jahren mit Warren G. Harding, Calvin Coolidge und Herbert Hoover drei Präsidenten stellten, betrieben sie eine äußerst konservativ ausgerichtete Politik. Mit dem Immigration Act of 1924 wurde die Einwanderung in die USA stark begrenzt. In der Außenpolitik verfolgten sie einen Kurs des Isolationismus, welcher nach der Beteiligung der USA am Ersten Weltkrieg auf breite Zustimmung in der Bevölkerung stieß. Ökonomisch vertraten sie einen strikten Wirtschaftsliberalismus. Dieses Konzept hatte bis zum Schwarzen Donnerstag ein beachtliches Wirtschaftswachstum zur Folge. Als jedoch 1929 die Great Depression begann, fehlte es den Republikanern an alternativen Ansätzen in der Wirtschaftspolitik.

### Opposition und Niedergang der Old Right (1933–1953)
Aus diesem Grund konnte sich der demokratische Kandidat Franklin D. Roosevelt bei den Präsidentschaftswahlen 1932 klar gegen Amtsinhaber Herbert Hoover durchsetzen. Die von Roosevelt eingeführten Reformen werden New Deal genannt und waren beim Volk sehr beliebt. Damit verloren die Republikaner einen großen Teil der Nordstaaten-Arbeiterschicht, die jahrzehntelang ihre wichtigste Wählerbasis gewesen war, an die Demokraten. Zunächst lehnten die Republikaner den New Deal fundamental ab, doch ab den 1940er begannen die Republikaner große Teile des New Deal zu akzeptieren und von der konservativen Wirtschaftspolitik der 1920er Jahre abzurücken. So wurde bei den Präsidentschaftswahlen 1936 der progressive Republikaner Alf Landon, der wie sein Vizepräsidentschaftskandidat Frank Knox die Progressive Partei von Theodore Roosevelt 1912 unterstützt hatte, als Kandidat aufgestellt. Landon sprach sich im Gegensatz zu Hardings, Coolidges und Hoovers Laissez-faire-Wirtschaftspolitik für Eingriffe des Staates in die Wirtschaft und einige Aspekte des New Deals aus. Auch Thomas E. Dewey, der Präsidentschaftskandidat 1944 und 1948, lehnte nur gewisse Teile des New Deals ab. Jedoch verloren beide die Wahlen gegen die Präsidenten Roosevelt (1933–1945) und Harry S. Truman (1945–1953) und somit stellten die Demokraten 20 Jahre lang den Präsidenten.
Vor allem seit 1948, als die Befürworter einer Rassentrennung beim Demokratischen Parteitag den liberalen Politikern aus dem Norden unterlegen waren und danach zeitweilig die Partei verließen, rückten die Demokraten dabei langsam nach links. Dies führte dazu, dass sich die rechtskonservativen Wähler im ganzen Land, vor allem aber die Befürworter der Rassentrennung in den Südstaaten, von den Demokraten immer weniger vertreten fühlten (siehe Dixiecrats). Doch zunächst zögerten die Republikaner noch, sich ihrerseits diesen Wählern anzudienen.

### Die liberale Ära (1953–1981)

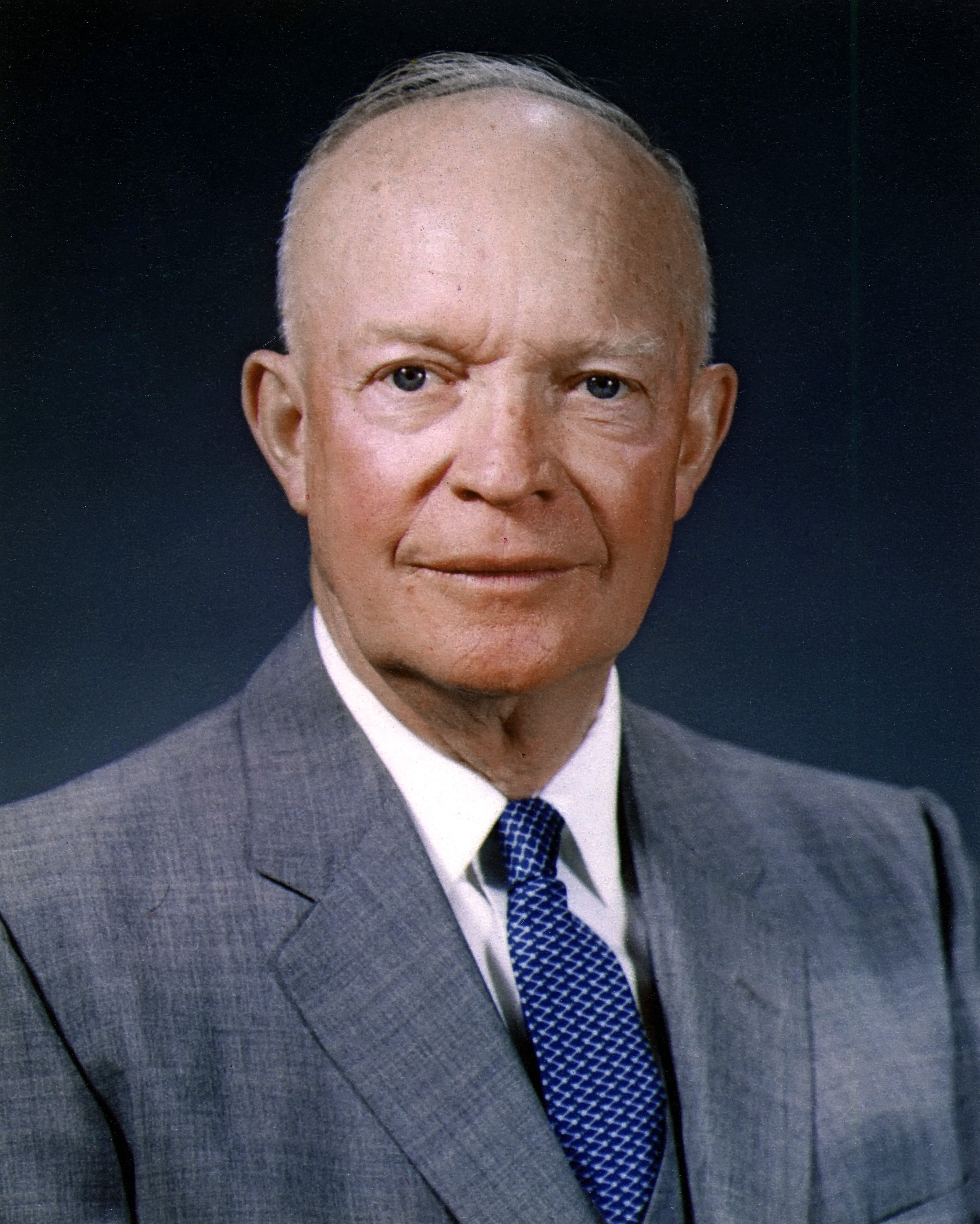
Dwight D. Eisenhower, Präsident von 1953 bis 1961

Dem populären, politisch gemäßigten Weltkriegsgeneral Dwight D. Eisenhower wurde sowohl von den Republikanern als auch von den Demokraten die Präsidentschaftskandidatur ihrer Partei angeboten. Er ließ sich 1952 von den Republikanern nominieren und siegte bei den Wahlen 1952 und 1956. Unter Eisenhower wurden die Regulierungen der Wirtschaft zurückgefahren, jedoch ließ Eisenhower zum Ärger der konservativen Republikaner den New Deal bestehen und erhöhte den Mindestlohn. Eisenhowers moderate Innen- und Außenpolitik fand bei dem sehr konservativen und antikommunistischen Flügel der Republikaner um Joseph McCarthy und Barry Goldwater wenig Rückhalt.
Eisenhowers Vizepräsident, der zu diesem Zeitpunkt ebenfalls gemäßigte Richard Nixon, verlor bei der Wahl 1960 knapp gegen John F. Kennedy. Nach dessen Ermordung übernahm Lyndon B. Johnson die Regierung und begann zügig mit einem großen Reformprogramm. In der Folge rückten die Republikaner, die sich noch 1960 in ihrem Programm zur Bürgerrechtspolitik bekannt hatten, nach rechts und begannen, verstärkt um christlich-konservative Wähler in ländlichen Gebieten zu werben. Diese reagierten vor allem in den Südstaaten ablehnend auf die Bürgerrechtspolitik, die viele Demokraten seit 1948 verfolgten. Die Bürgerrechtsgesetze des Jahres 1964 wurden zwar noch von mehr republikanischen als demokratischen Abgeordneten beschlossen, doch unmittelbar danach begann der Rechtsruck der Partei: Der konservative New-Deal- und Civil-Rights-Act-Gegner Barry Goldwater, der in den Vorwahlen überraschend den gemäßigten Nelson Rockefeller besiegt hatte, trat 1964 für die Republikaner gegen Lyndon B. Johnson an, wobei er argumentierte, die kurz zuvor verabschiedeten Gesetze gegen die Rassentrennung verstießen gegen die Rechte der Einzelstaaten. Er scheiterte zwar landesweit sehr deutlich, gewann dafür allerdings die Mehrheit der weißen Wähler in den Südstaaten.
In der Folge verlor der konservative Flügel kurzzeitig wieder an Gewicht, aber der Rechtsruck der Republikaner war eingeleitet. Vor allem Richard Nixon entwickelte nun die Southern Strategy, die erfolgreich versuchte, bislang demokratische Wähler in den Südstaaten, die die Aufhebung der Rassentrennung durch Johnson und die Gleichberechtigung der Schwarzen ablehnten, stattdessen an die Republikaner zu binden. Zugleich verließen viele Dixiecrats die Demokraten und traten teils den Republikanern bei. Während dieser Jahre wandelten sich Wählerschaft und programmatische Ausrichtung sowohl der Demokraten als auch der Republikaner deutlich. Seither sind die Republikaner die konservativere der beiden Parteien.

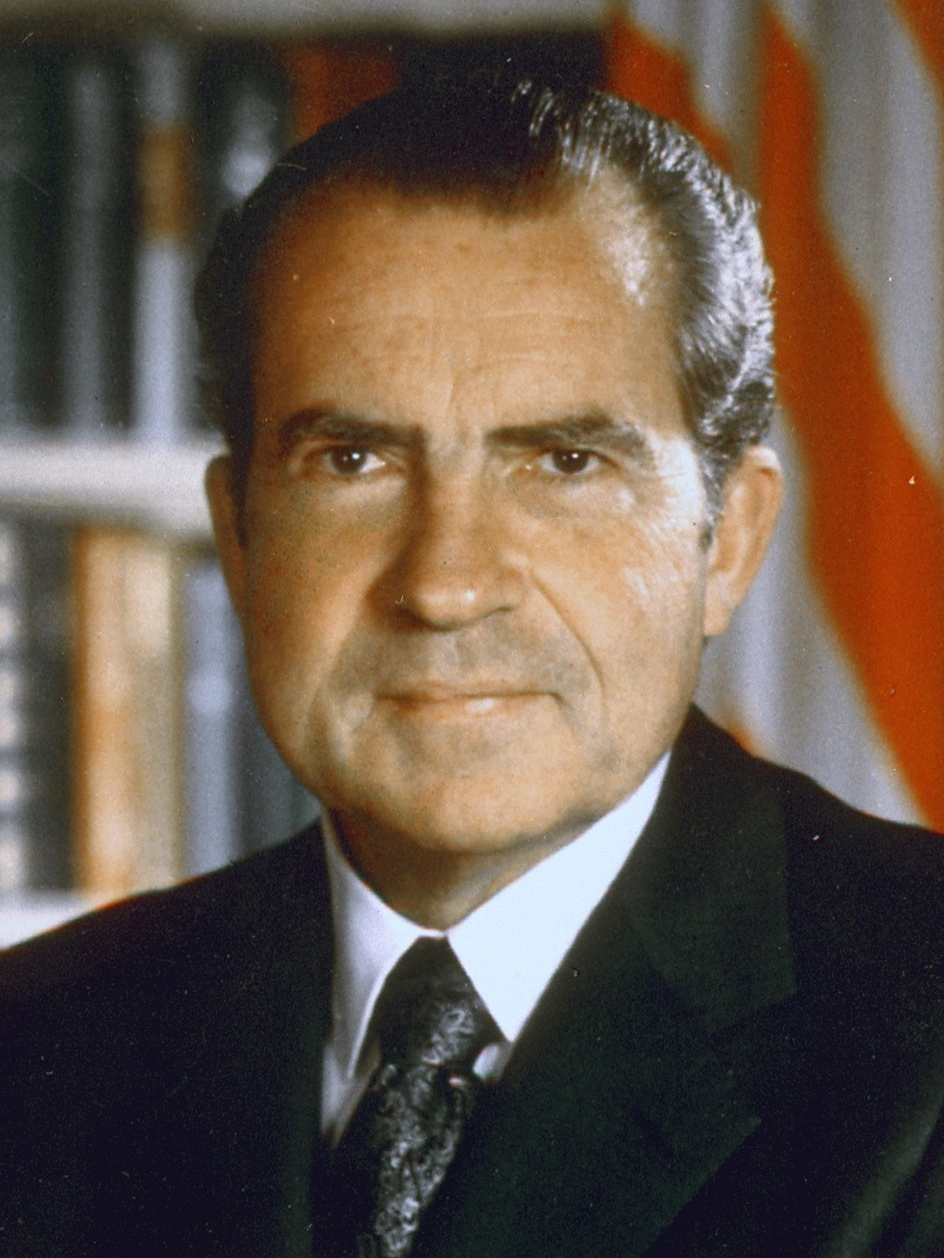
Richard Nixon, Präsident von 1969 bis 1974

Nixon trat 1968 erneut an, diesmal mit einer klar rechtskonservativen Agenda, und errang die Präsidentschaft, die er 1972 mit großer Mehrheit verteidigte. Als Präsident verfolgte Nixon innenpolitisch allerdings eine gemäßigte Agenda. So setzte er eine Reihe von Maßnahmen zum Umweltschutz durch. Unter ihm erfolgte die Schaffung der Nationalen Umweltbehörde. Auch die unter seinem demokratischen Vorgänger Johnson verabschiedeten Great-Society-Programme zur Ausweitung des Sozialstaates ließ Nixon entweder bestehen oder ergänzte sie sogar. Trotz einer weiteren militärischen Eskalation im Vietnamkrieg in der Anfangsphase seiner Regierung betrieb er gegenüber der Sowjetunion und der Volksrepublik China unter Federführung Henry Kissingers eine Entspannungspolitik. Diese führte unter anderem zu mehreren bedeutenden Rüstungsabkommen mit beiden Mächten. Die Watergate-Affäre führte 1974 schließlich zum Rücktritt Nixons.
Sein Vizepräsident, der zum gemäßigten Parteiflügel zählende, liberale Abtreibungsbefürworter Gerald Ford, folgte ihm als Präsident und setzte sowohl innen- wie außenpolitisch den bisherigen Kurs fort. Gegen den Widerstand des konservativen Parteiflügels ernannte er den liberalen Nelson Rockefeller zum Vizepräsidenten, was den rechten Parteiflügel brüskierte. Auch begnadigte er als eine seiner ersten Amtshandlungen seinen Vorgänger von allen „Verbrechen, die dieser bewusst oder unbewusst gegen die Vereinigten Staaten begangen hatte“, um einen Schlussstrich unter das Kapitel Watergate zu ziehen und Schaden vom Amt des Präsidenten abzuwenden für den Fall eines Gerichtsverfahrens gegen Nixon. Einige Historiker argumentieren, dass es Ford zwar so gelungen sei, das Land wieder zu einen, er aber damit den Grundstein für seine Wahlniederlage gelegt habe. Bei den Halbzeitwahlen im November 1974 verloren die Republikaner vier Sitze im Senat und 48 im Repräsentantenhaus.
Die Ölpreiskrise von 1973 und die darauf folgende wirtschaftliche Rezession begünstigte dabei die Niederlage der Republikaner bei den Wahlen 1976 gegen Jimmy Carter, wodurch der rechtskonservative Flügel um den Goldwater-Unterstützer und Ford-Gegner Ronald Reagan, der Ford bereits im Wahlkampf massiv attackiert hatte, sehr stark an Gewicht gewann und sich endgültig durchsetzte. Im Rahmen der Southern Strategy warb man nun erfolgreicher denn je um die weißen Wähler in den Südstaaten, die durch die Bürgerrechtspolitik von den Demokraten entfremdet worden waren. Seither gewinnen in den einstigen Südstaaten, die seit dem Bürgerkrieg jahrzehntelang demokratisch dominiert gewesen waren, in der Regel die Republikaner die Mehrheit der Stimmen der weißen Wähler. Als weiteres Kernthema entdeckte die Partei nun zudem die Ablehnung von Abtreibungen und Empfängnisverhütung, um auf diese Weise evangelikale Wähler an sich zu binden. Kritiker werfen der Partei seither regelmäßig vor, eine einseitig auf den Vorteil der Wohlhabenden ausgerichtete Wirtschaftspolitik durchzusetzen, indem sie an die Ressentiments und Vorurteile ihrer Wählerschaft appelliere, die auf diese Weise verführt werde, gegen ihre eigenen ökonomischen Interessen zu handeln.

### Die konservative Ära der New Right (1981–2009)

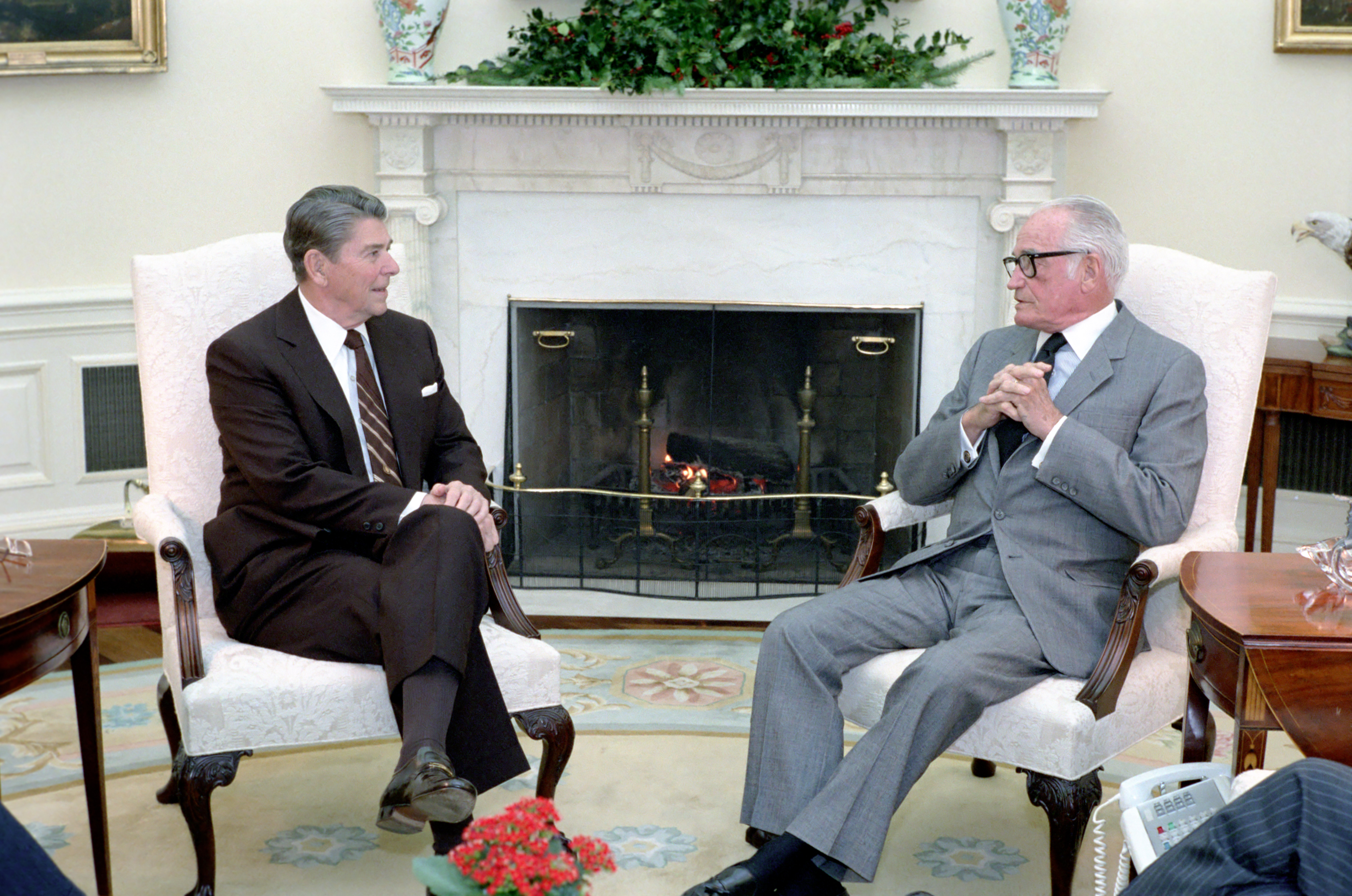
Präsident Ronald Reagan und Senator Barry Goldwater, Präsidentschaftskandidat der Republikaner in 1964. (1984)

Ronald Reagan zementierte mit den Erdrutschsiegen in den Wahlen 1980 und 1984 diese politische Neuorientierung der Republikaner, unter ihm gewann die New Right an Macht. Einen großen Einfluss auf die New Right hatte William F. Buckley, Jr., der Herausgeber der Zeitung National Review und von 1966 bis 1999 Moderator der Fernsehschau Firing Line war. 1984 gewann Ronald Reagan fast 60 % der Volksstimmen und alle Bundesstaaten außer Minnesota und dem District of Columbia. Damit erhielt er 525 von 538 Wahlmännerstimmen.
Als maßgeblicher Grund für Reagans Erdrutschsiege gilt neben der Southern Strategy vor allem die Kombination aus christlich-konservativer Gesellschaftspolitik und einer neoliberalen Wirtschaftspolitik (Reaganomics): Er senkte den Spitzensteuersatz der Einkommensteuer von 70 % auf 33 %, kürzte Sozialleistungen, rückte die Republikaner deutlich weiter nach rechts, warb erfolgreich um die Evangelikalen und ihre Organisation Moral Majority (etwas, was Goldwater und Nixon noch abgelehnt hatten) und nahm sich die Wirtschaftspolitik der 1920er, vor dem New Deal, zum Vorbild. So sagte er, sein Vorbild als Präsident sei Calvin Coolidge, und vertrat die Trickle-down-Theorie, der zufolge massive Steuererleichterungen für Wohlhabende langfristig zu mehr Jobs und mehr Wohlstand für alle führen sollten. Diese Wirtschaftspolitik überzeugte zunächst viele Bürger und ist bis heute Kern der republikanischen Wirtschaftsdoktrin. Damit etablierte Reagan ein Bündnis aus rechtskonservativen, christlich-fundamentalistischen und neoliberalen Wählern, auf das sich die Republikaner in den folgenden 35 Jahren stützen sollten (New Right Coalition).

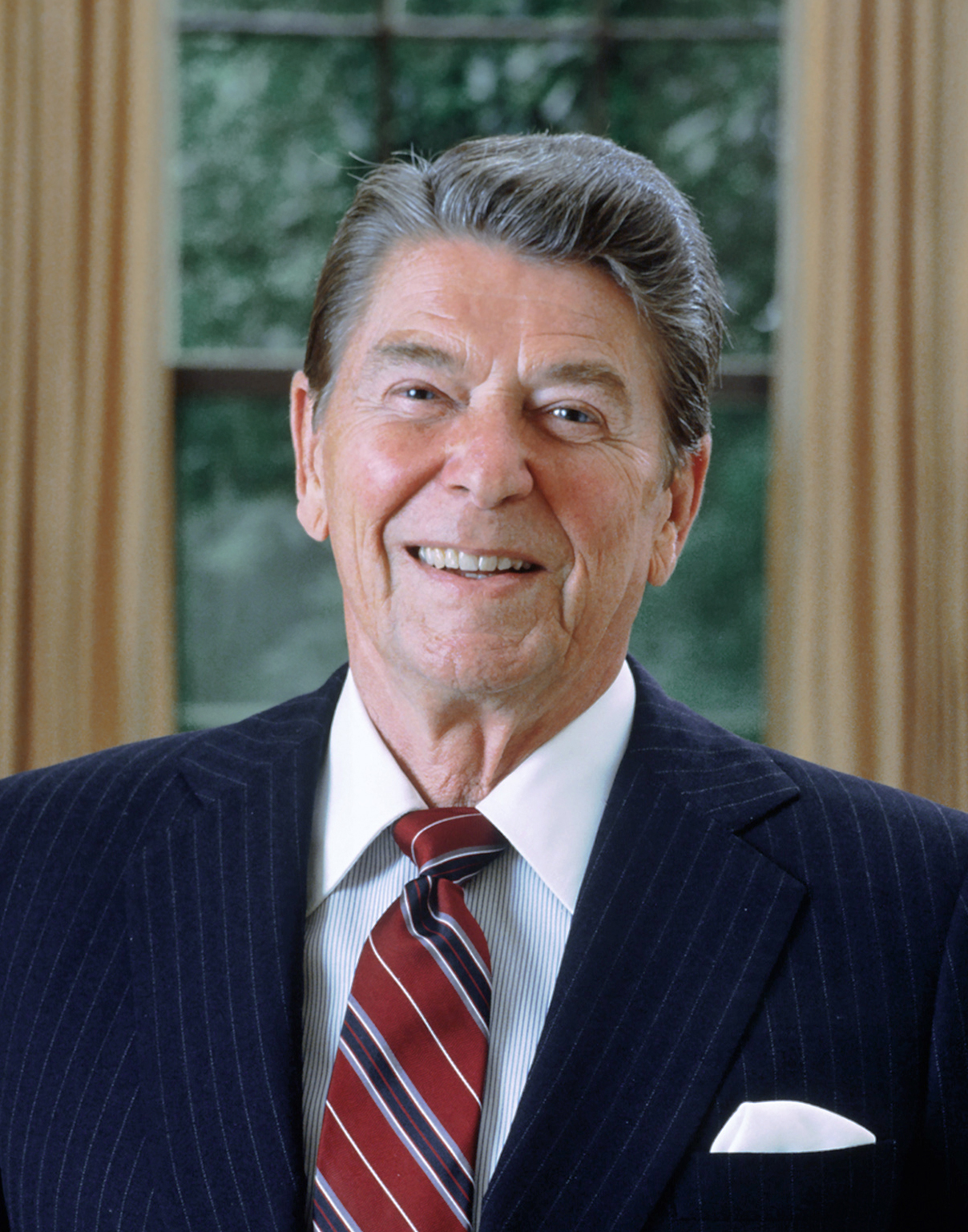
Ronald Reagan, Präsident von 1981 bis 1989

Als „Reagan-Demokraten“ werden dabei die Wähler bezeichnet, die damals grundsätzlich eher den Demokraten zuneigten, allerdings bei diesen Wahlen Reagan die Stimme gaben. Diese waren meist weiße Arbeiter. Der demokratische Meinungsforscher Stan Greenberg meinte, dass diese „Reagan-Demokraten“ ihre eigene Partei nicht mehr als Vertreter der Mittel- und Arbeiterklasse sahen, sondern als eine Partei, die sich stattdessen um das Wohl der Angehörigen ethnischer Minderheiten, wie insbesondere der Afroamerikaner, kümmere, weshalb sie stattdessen Reagan wählten. Die Wähler der Republikaner sind seit dieser Zeit in zunehmendem Maße vor allem religiöse Weiße, wobei die Männer überwiegen.
Bedingt durch die Nachwirkung der Iran-Contra-Affäre, die auch dem Ansehen des Präsidenten schadete, als auch dem Börsen-Crash vom Herbst 1987, erschien die Fortsetzung einer republikanischen Regentschaft im Weißen Haus im letzten Jahr der Präsidentschaft von Ronald Reagan mehr als zweifelhaft. Vizepräsident George Bush, der sich in den Vorwahlen souverän gegen den Senator Bob Dole durchgesetzt hatte, lag in den Umfragen im Spätsommer mehr als 17 Prozentpunkte hinter seinem demokratischen Herausforderer, Michael Dukakis. Das Wahlkampfteam von Bush, angeführt von Lee Atwater, zielte anschließend darauf ab, durch eine beispiellose Schmutzkampagne Dukakis in der Öffentlichkeit zu diskreditieren. Mithilfe von zahlreichen negativen Wahlwerbespots, die die Eignung des Präsidentschaftskandidaten der Demokraten in Frage stellten, schaffte es Bush, einen fast aussichtslosen Rückstand noch umzudrehen.

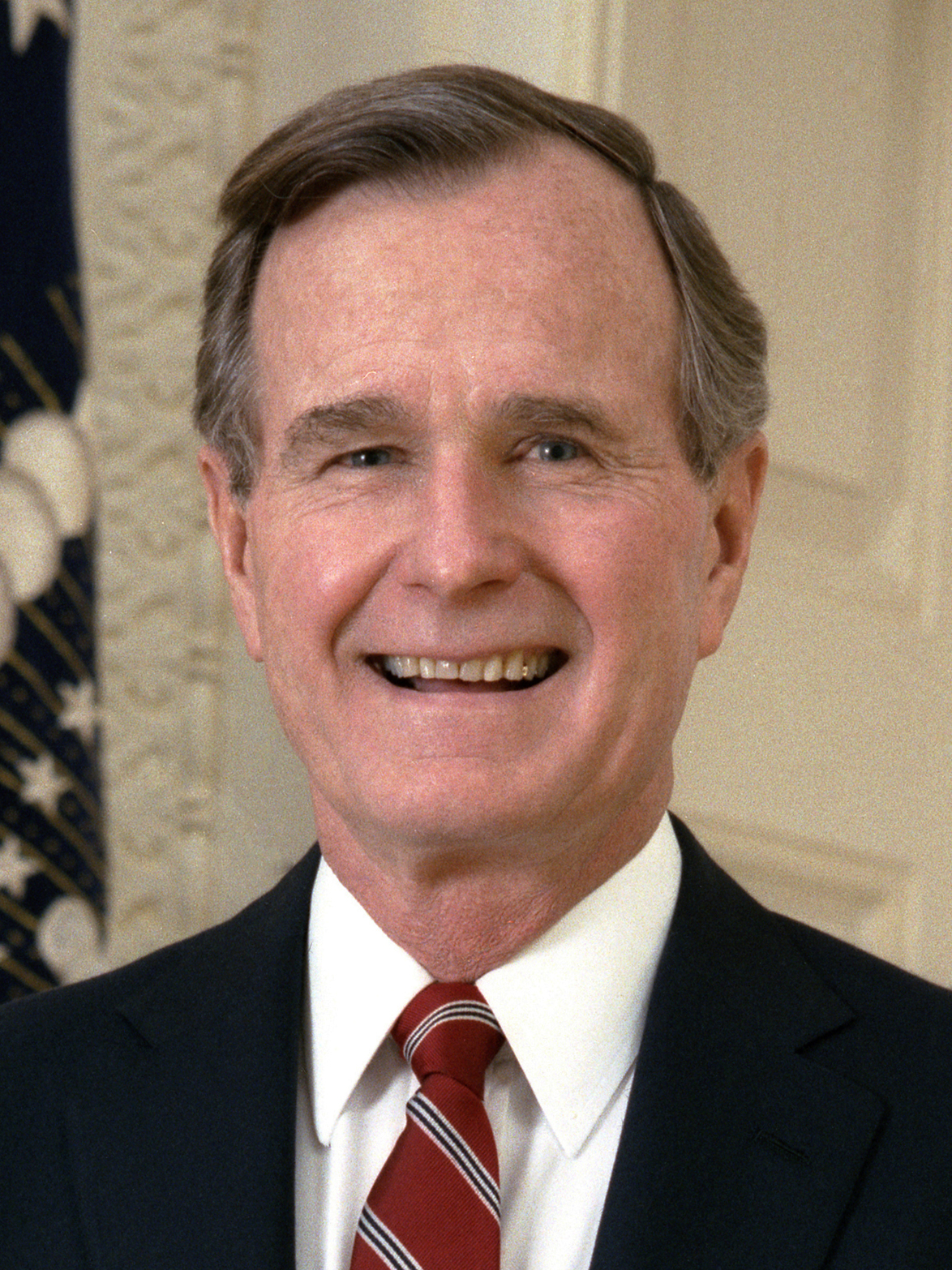
George H. W. Bush, Präsident von 1989 bis 1993

Bei den Wahlen im November 1988 siegte er souverän mit 40 gewonnenen Staaten, 426 Wahlmännern und mehr als sieben Millionen Stimmen Vorsprung im Popular Vote. Da er im Gegensatz zu Reagan allerdings zum gemäßigten Flügel der Partei gehörte, wurde der konservative Senator Dan Quayle Bushs Nachfolger als Vizepräsident, um die Rechten zufriedenzustellen. Bush versuchte unter anderem, die Republikaner auch für Hispanics attraktiv zu machen, doch als er 1990 einen Kompromiss mit den Demokraten schloss, um den Haushalt zu konsolidieren, kam es unter Führung von Newt Gingrich zu einer Revolte des rechten Flügels, in dem sich zunehmend die heute dominierende Position durchzusetzen begann, dass politische Kompromisse als Schwäche oder gar Verrat anzusehen seien, gegen Bush. Nach dem Sieg über Saddam Hussein im Ersten Golfkrieg schien im Februar 1991 einer Wiederwahl nichts im Wege zu stehen. Zu diesem Zeitpunkt besaß der Präsident eine Zustimmung in der Bevölkerung von fast 89 %. Innerhalb von 18 Monaten fiel dieser Wert jedoch um 60 % auf einen Tiefpunkt von 29 %, als im Juli 1992 die Demokraten Bill Clinton zum Präsidentschaftskandidaten gekürt hatten. Zugleich hatte der wirtschaftliche Aufschwung der Reagan-Ära begonnen zu erlahmen und die aufkommende Wirtschaftskrise der frühen 1990er Jahre beendete nicht nur die bis dahin längste ökonomische Wachstumsphase in Friedenszeiten, sondern ließ auch die Arbeitslosenquote auf 7,5 % anwachsen – den höchsten Wert seit 1984.
Bushs außenpolitische Erfolge wie seine erfolgreiche Vermittlung bei der Wiedervereinigung Deutschlands oder im Nahen Osten verblassten dagegen. Die Demokraten konnten mit dem Wahlkampfslogan „It's the economy, stupid!“ dabei Bushs politische Achillesferse offenlegen. Auch die Rassenunruhen in Los Angeles im Sommer 1992 warfen kein gutes Bild auf den Wahlkampf der Republikaner. Zugleich fühlten sich viele republikanische Wähler und vor allem der rechte Parteiflügel von Bush betrogen, der zuvor mit dem Ausspruch "read my lips, no new taxes!" (lest meine Lippen, keine neuen Steuern"!) entgegen seinem Versprechen die Steuern erhöht hatte. All dies trug dazu bei, dass dieser ungeachtet seiner außenpolitischen Erfolge 1992 dem demokratischen Gouverneur von Arkansas, Bill Clinton, unterlag, der, selbst Südstaatler, auch in den Südstaaten ungewöhnlich viele Wähler an sich band. Zudem hatte der als unabhängiger Drittkandidat kandidierende Ross Perot Bush viele Stimmen gekostet. Nach der Niederlage übernahm der konservative Flügel um Gingrich Anfang 1994 im Rahmen der sogenannten Republican Revolution die Führung in der Partei und konnte den Demokraten die Mehrheit im Repräsentantenhaus abnehmen. Es gelang Gingrich aber letztlich nicht, die für diesen Fall versprochenen Maßnahmen durchzusetzen.
Bei den Wahlen 1996 trat der moderate Senator Bob Dole, der Steuersenkungen kritisch gegenüberstand und Abtreibungsbefürworter war, gegen Amtsinhaber Bill Clinton an. Mit der Wahl seines Vizepräsidentschaftskandidaten, des Ex-Bauministers Jack Kemp, der Abtreibungen ablehnte und während der Präsidentschaft Ronald Reagans einer der Initiatoren von Steuersenkungsprogrammen gewesen war, erhoffte sich Dole, die Wirtschaftsliberalen und die Abtreibungsgegner in der Partei zufriedenzustellen. Durch den Sieg der Republikaner bei den Halbzeitwahlen 1994 und den daraus resultierenden Mehrheiten in beiden Kammern gelang es der GOP, Präsident Clinton zu einem politisch stark konservativen Kurs zu zwingen. So forcierte der Präsident zusammen mit dem Senator Joe Biden aus Delaware und dem konservativen Flügel der Partei die Verabschiedung des Violent Crime Control and Law Enforcement Act (auch 1994 Crime Bill), setzte sich für die Ausweitung der Todesstrafe ein und schaffte es mit einem „Law and order“-Programm den Republikanern zugleich das Argument zu nehmen, dass die Demokraten zu „soft“ gegenüber Verbrechen wären. Unter Clintons Präsidentschaft ging dadurch auch die Kriminalitätsrate nach fast drei Jahrzehnten des kontinuierlichen Anstiegs wieder deutlich zurück, was sich für die Demokraten ebenfalls als günstig in den kommenden Wahlen erwies.

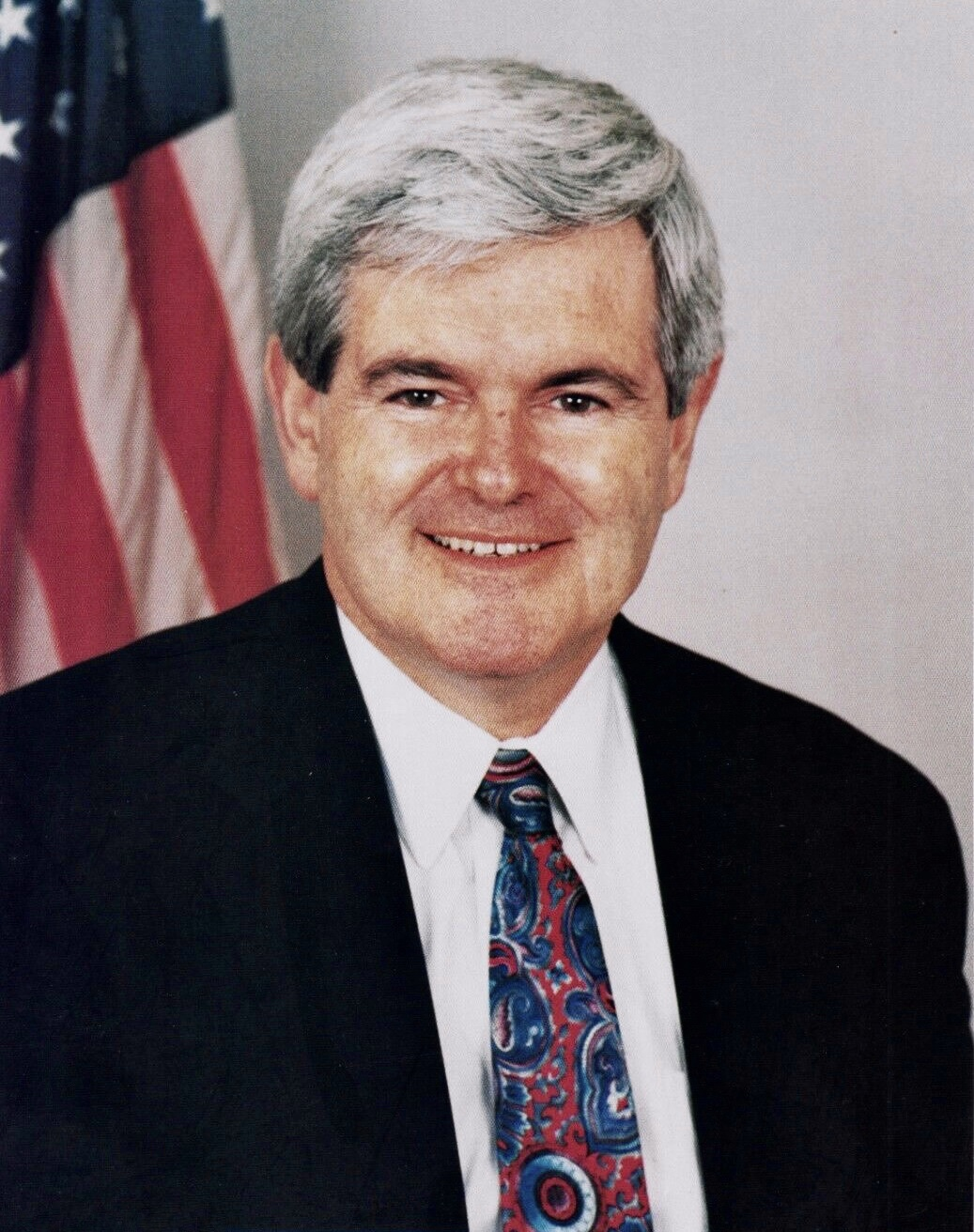
Newt Gingrich, Sprecher des Repräsentantenhauses von 1995 bis 1999

Mit einem durch die Republikaner selbst erzwungenen Rechtsruck der Demokraten nach den ersten beiden Jahren von Clintons Präsidentschaft hatte sich die Partei damit im Hinblick auf die Wahlen 1996 keinen Gefallen getan, da sich Bob Dole als Herausforderer so nur noch minimal vom Präsidenten abgrenzen konnte. Hinzu kam, dass der vom republikanischen Mehrheitsführer Newt Gingrich erzwungene Government-Shutdown zum Jahreswechsel 1995/96 wegen Unstimmigkeiten über den nächsten Haushalt zwar im Nachhinein einerseits zu den ersten Haushaltsüberschüssen seit den 1960er Jahren führte, allerdings die erfolgreiche Abwendung der Streitigkeiten über das Budget für das Fiskaljahr 1996 in der Öffentlichkeit und von den Medien vor allem dem amtierenden Präsidenten und seiner erfolgreichen Verhandlungstaktik zugeschrieben wurde. Auch eine stabile wirtschaftliche Entwicklung ließ anders als noch zwei Jahre zuvor diesmal keine echte Wechselstimmung aufkommen. Im Fortgang des Wahljahres war der Vorsprung des Amtsinhabers daher nie ernsthaft gefährdet und Dole kam während der ganzen Wahlkampagne auch durch das erneute Abschneiden des Milliardärs und unabhängigen Kandidaten Ross Perot niemals über die 40-Prozent-Marke. Am Ende gewann Clinton mit über 220 Wahlmännern und knapp acht Millionen Wählerstimmen Vorsprung souverän.
Obwohl die Republikaner ihre Mehrheit im Senat ausbauen und trotz Verlusten auch die Mehrheit im Repräsentantenhaus behielten, war dies zugleich die größte republikanische Niederlage seit der Präsidentschaftswahl 1964. In der Folgezeit verschärfte sich der Ton der innenpolitischen Auseinandersetzung erheblich, als die Republikaner gegen Clinton, der eine private Affäre mit einer Praktikantin zunächst geleugnet hatte, vergeblich ein Amtsenthebungsverfahren anstrengten: Da die Politik des Präsidenten auch bei vielen konservativen Amerikanern populär war, versuchten die Republikaner, ihn mit moralischen Attacken zu schwächen, scheiterten aber. In diese Jahre fiel auch die Annäherung der Partei an die US-Waffenlobby; seither vertreten die meisten Republikaner eine extrem weitreichende Auslegung des Second Amendment. Von vielen Beobachtern wird die zunehmende Radikalisierung auch mit dem Einfluss des 1996 gegründeten Fox News Channel in Verbindung gebracht, dessen rechtskonservativ geprägte Sendungen – wie beispielsweise die von Sean Hannity – viele Republikaner erreichen. Ein weiterer Faktor, der den Rechtsruck der Republikaner begünstigt hat, sind konservative Radioshows wie beispielsweise die von Rush Limbaugh. Bei den Kongresswahlen 1998 erlitten die Republikaner eine deutliche Niederlage, in deren Folge Gingrich zurücktreten musste.

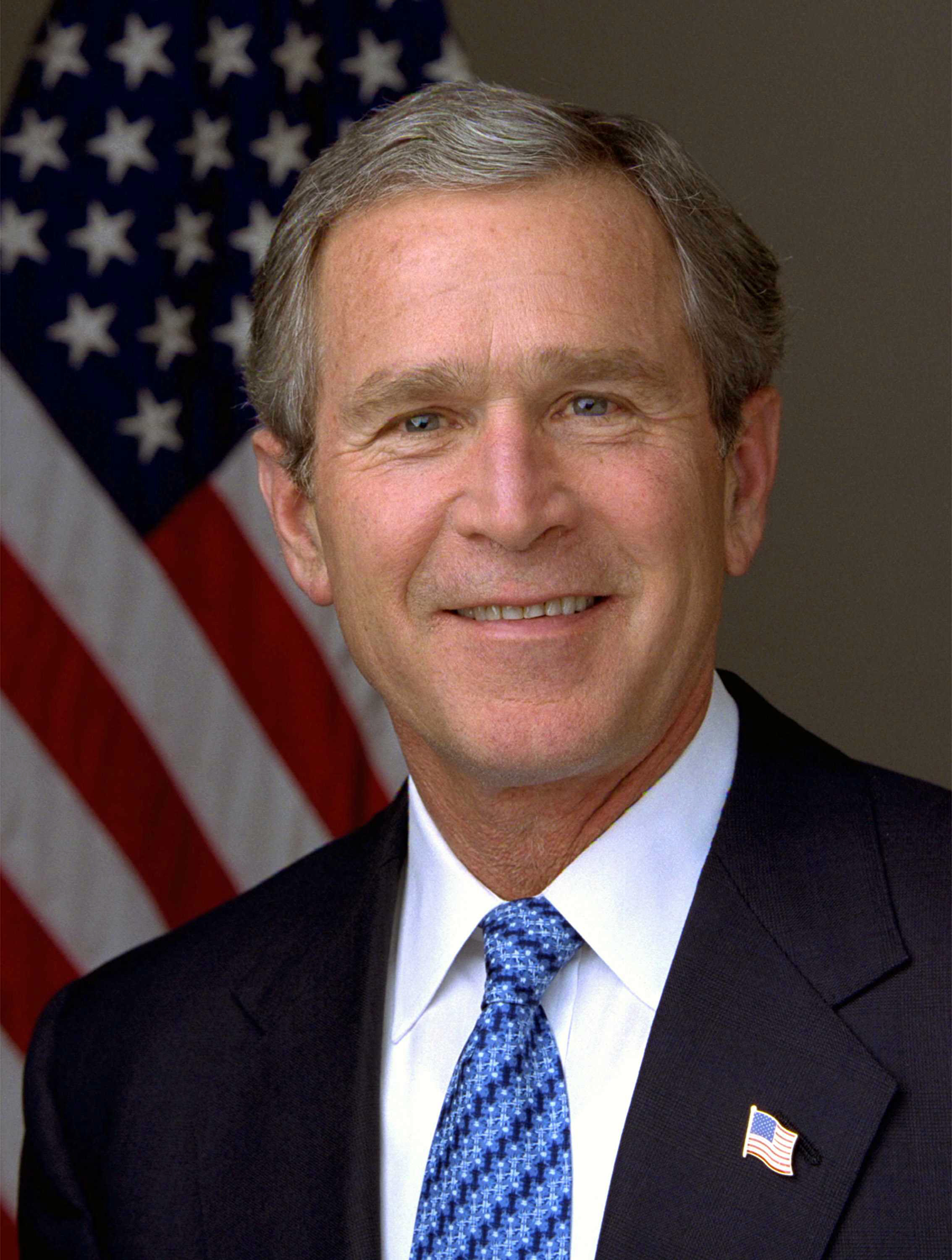
George W. Bush, Präsident von 2001 bis 2009

Bei den republikanischen Vorwahlen 2000 setzte sich der Gouverneur von Texas, George W. Bush, Sohn des 41. Präsidenten, unter anderem gegen Ex-Vizepräsident Dan Quayle, Senator John McCain, Ex-Arbeitsministerin Elizabeth Dole (ihr Ehemann Bob hatte 1996 gegen Clinton verloren), den Chefredakteur des Forbes Magazine Steve Forbes, den Vorsitzenden des Haushaltsausschusses im Repräsentantenhaus, John Kasich, und Alan Keyes durch. Als Vizepräsidentschaftskandidaten wählte Bush den ehemaligen Verteidigungsminister Dick Cheney, der unter Bushs Vater einer der Mitwirkenden des Sieges der USA im Zweiten Golfkrieg gewesen war. Da Bush keinerlei außenpolitische Erfahrung hatte, sollte Cheney dies ausgleichen. Bei der Wahl errang Bush zwar im Volksvotum gut 500.000 Stimmen weniger als sein Konkurrent, der demokratische Vizepräsident Al Gore, konnte sich aber im Wahlmännerkollegium mit 271 zu 266 Stimmen knapp durchsetzen.
Aufgrund von Unregelmäßigkeiten in mehreren entscheidenden Bundesstaaten wie insbesondere Florida, das von Bushs Bruder Jeb regiert wurde, wurde die Rechtmäßigkeit der Wahl vielfach bezweifelt; die Entscheidung (Bush v. Gore) des damals republikanisch dominierten Supreme Court, die Neuauszählung der Stimmen in Florida abzubrechen und damit Bush zum Sieger zu erklären, ist bis heute umstritten. In jenem Jahr bürgerte sich auch die Farbe Rot für die Republikanische Partei ein, da die Unregelmäßigkeiten bei der Wahl dazu führten, dass die Wahlkarten, bei denen sich wichtige Medien dazu entschieden hatten, Republikaner rot und Demokraten blau darzustellen, noch lange nach der eigentlichen Wahl präsent waren.

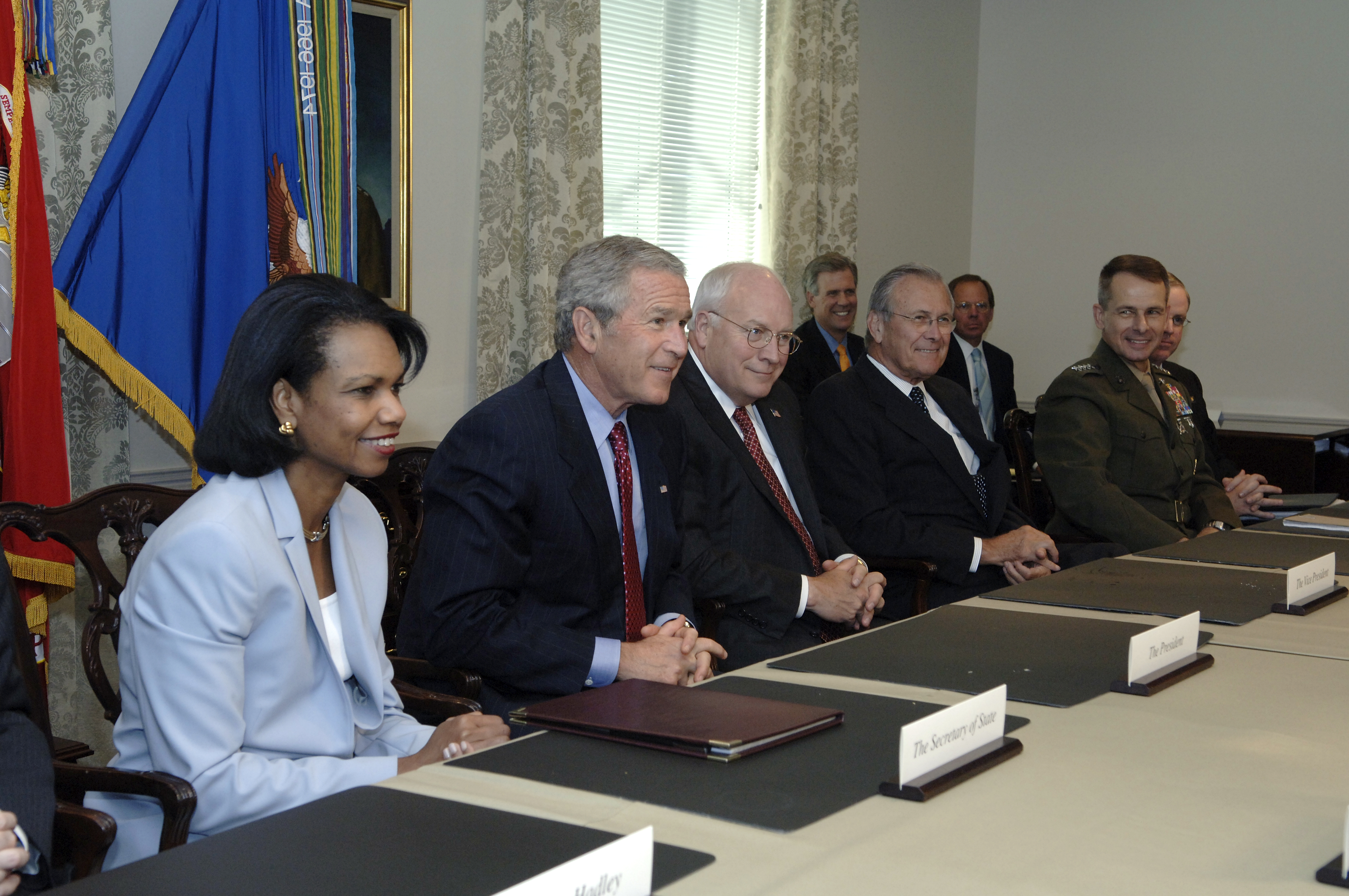
Außenministerin Condoleezza Rice, Präsident George W. Bush, Vizepräsident Dick Cheney und Verteidigungsminister Donald Rumsfeld (2006)

Im Zuge der Terroranschläge am 11. September 2001 gewannen Präsident Bush und die ihn unterstützenden Neokonservativen große politische Unterstützung, da sich die verunsicherte Bevölkerung hinter der Regierung versammelte. Direkt auf die Anschläge folgte der Afghanistankrieg 2001. Auch beim Irakkrieg 2003 verfügte Bush noch über die fast einstimmige Unterstützung der Republikaner und der meisten Demokraten im Kongress. Bush begründete den Krieg mit der Behauptung, der Irak besitze Massenvernichtungswaffen, die sich im Nachhinein als falsch erwies. Im Inneren wurden durch den Patriot Act Bürgerrechte erheblich eingeschränkt. Viele Republikaner befürworten zudem bis heute im Rahmen des War on Terror den Einsatz von Verhörmethoden, die Kritiker als Folter bezeichnen. Auf der anderen Seite weitete Bush die staatliche Gesundheitsfürsorge, insbesondere für Senioren, erheblich aus, was ihm harsche Kritik von Seiten der Neoliberalen in der Partei einbrachte.
Bei den Halbzeitwahlen 2002, die noch unter dem Eindruck der Terroranschläge im Jahr zuvor standen, konnten die Republikaner ihre Mehrheit im Repräsentantenhaus erweitern und die im Senat gewinnen. Damit kontrollierte erstmals seit längerer Zeit wieder eine Partei Senat, Repräsentantenhaus und das Weiße Haus; doch nutzten die Republikaner diese günstige Gelegenheit, um notwendige Reformen durchzuführen, nicht. Ohne Gegenkandidat gewann Bush die Vorwahlen der Partei für die Präsidentschaftswahlen 2004 und entschied diese dann auch mit seinem politischen Programm A safer world and a more hopeful America (eine sicherere Welt und ein hoffnungsvolleres Amerika) gegen John Kerry für sich. Dies war die bislang einzige Präsidentschaftswahl seit 1988, bei der die Republikaner die Mehrheit der Wählerstimmen erringen konnten. Sie konnten auch ihre Mehrheit im Kongress erneut leicht ausbauen. Jedoch verloren sie diese bei den Halbzeitwahlen 2006, da inzwischen der Irakkrieg zunehmend unpopulär war und viele Wähler mit Bushs Management des Krieges unzufrieden waren.

### Opposition gegen Obama und dieTea-Party-Bewegung (2009–2017)
Bei den Vorwahlen zur Wahl 2008 setzte sich Senator John McCain aus Arizona durch. Vor den Vorwahlen galt noch der frühere New Yorker Bürgermeister Rudy Giuliani als Favorit der Republikaner. Anfang 2008 kam es zu einem Dreikampf zwischen dem Neokonservativen McCain, dem früheren Gouverneur von Arkansas, Mike Huckabee, einem Evangelikalen, und dem wirtschaftsliberalen Ex-Gouverneur von Massachusetts, Mitt Romney, den McCain früh für sich entscheiden konnte. Als Vizepräsidentschaftskandidatin nominierte er Alaskas Gouverneurin Sarah Palin. Diese zog rasch Spott auf sich, da man ihr insbesondere außenpolitische Ahnungslosigkeit vorwarf.
Bei der Wahl 2008 verlor McCain gegen den Demokraten Barack Obama, der Anfang 2009 George W. Bush im Weißen Haus ablöste. Diese Wahl markierte einen Einschnitt. In Fundamentalopposition zu Obama sowie als Reaktion auf die Finanzkrise ab 2007 rückte die Partei durch die Öffnung gegenüber der Tea-Party-Bewegung seit 2009 immer weiter nach rechts. Eine wesentliche Rolle beim Aufstieg der Tea Party spielte der Radio- und Fox-News-Moderator Glenn Beck. Schon zwei Jahre später gelang es der Partei bei den Kongresswahlen, mit Hilfe der Tea Party die Mehrheit im Repräsentantenhaus zurückzuerobern und mit dessen Sprecher John Boehner die Reformen des Präsidenten ins Stocken zu bringen. Doch indem sich die republikanische Partei der Tea Party öffnete, die radikal marktliberale Konzepte mit christlich-evangelikalen Moralvorstellungen verbindet und einen absolut kompromisslosen Kurs gegenüber den Demokraten fordert, konnte sie zwar kurzfristig Wahlerfolge verbuchen, büßte aber zugleich langfristig an Kompromiss- und Handlungsfähigkeit ein. Zwischen 2006 und 2016 sank zudem der Anteil weiblicher republikanischer Abgeordneter im Repräsentantenhaus von 11 auf 9 Prozent, während er bei den Demokraten im selben Zeitraum von 21 auf 33 Prozent anwuchs.

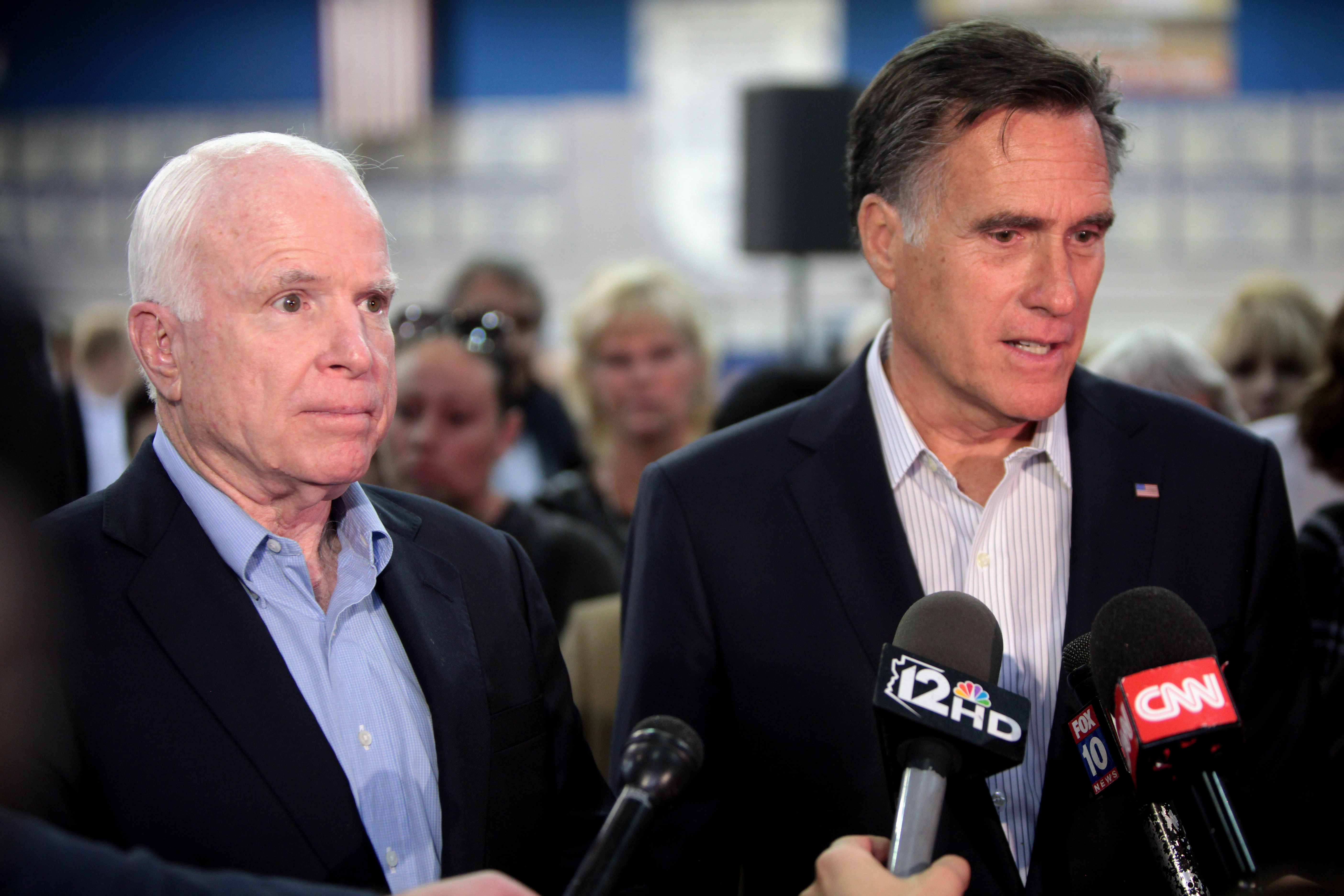
John McCain, republikanischer Präsidentschaftskandidat in 2008, und Mitt Romney, republikanischer Präsidentschaftskandidat in 2012. (2015)

Als nächster republikanischer Präsidentschaftskandidat wurde der Wirtschaftsliberale Mitt Romney nominiert, nachdem sich dieser in den Vorwahlen gegen den früheren Sprecher des Repräsentantenhauses, Newt Gingrich, und den ehemaligen Senator aus Pennsylvania Rick Santorum durchgesetzt hatte. Vor den Vorwahlen galt noch der Gouverneur von Texas Rick Perry als Favorit. Als Vizepräsidentschaftskandidat nominierte Romney den Kongressabgeordneten aus Wisconsin Paul Ryan, der zu dieser Zeit im Repräsentantenhaus Vorsitzender des Haushaltsausschusses war. Romney, der während der Vorwahlen unter dem Druck der Tea Party erheblich nach rechts gerückt war, verlor aber bei den Wahlen im Jahr 2012 unerwartet deutlich gegen den amtierenden Präsidenten Barack Obama und erhielt nur 47,2 % der abgegebenen Stimmen.
Zugleich gelangten mit Unterstützung der Tea Party allerdings Radikale wie Ted Cruz in den Kongress, die eine Zusammenarbeit mit Obama und Kompromisse mit den Demokraten vielfach grundsätzlich ablehnten und sich auch gegen die eigene Parteiführung stellten. Der Appell mehrerer republikanischer Politiker, künftig vor allem in der Einwanderungs- und Sozialpolitik liberalere Positionen einzunehmen und sich insgesamt kompromissbereiter zu zeigen, um für Latinos und Schwarze wählbarer zu werden, verhallte unter diesen Bedingungen ungehört. Unter Führung von Cruz versuchte man 2013 vielmehr vergeblich, den Präsidenten durch einen zeitweiligen Government Shutdown zur Rücknahme der Gesundheitsreform zu zwingen. Auch im Senat stellten die Republikaner seit den Halbzeitwahlen 2014 sechs Jahre die Mehrheit, da es den Demokraten außer bei Präsidentschaftswahlen traditionell schlechter gelingt, ihre Wähler zur Stimmabgabe zu motivieren. Der Einfluss der extremen Rechten in der Partei wuchs dabei noch weiter; bereits 2014 unterlag so der republikanische Mehrheitsführer im Repräsentantenhaus, Eric Cantor, in den Vorwahlen überraschend einem weitgehend unbekannten Kandidaten aus den Reihen der Tea Party und wechselte in die Privatwirtschaft. 2015 nötigte man den als zu kompromissbereit geltenden Boehner zum Rücktritt. Sein Nachfolger wurde Paul Ryan.

### Die Ära Trump (ab 2017)

#### Trumps erste Präsidentschaft (2017–2021)

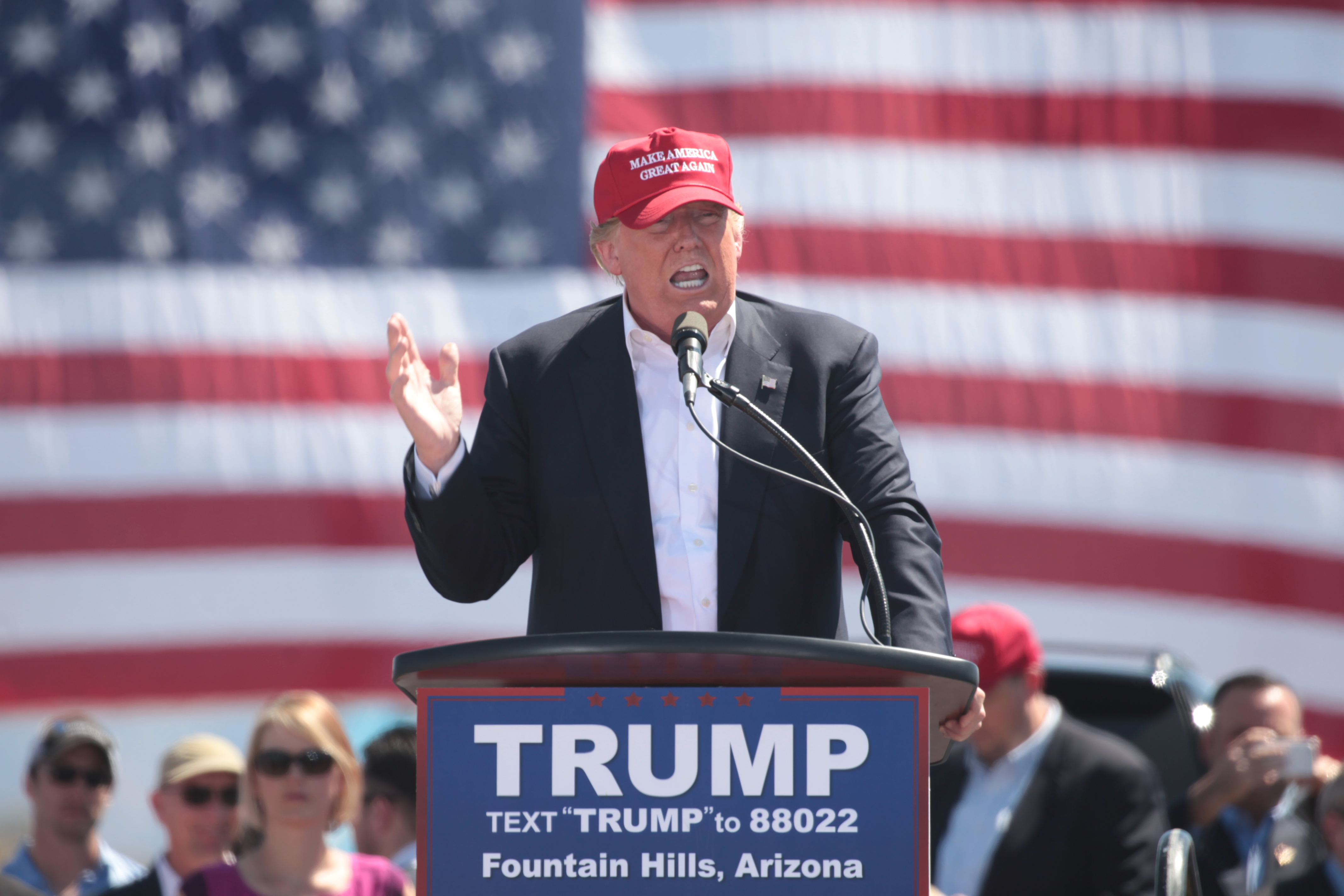
Donald Trump im Wahlkampf (2016)

Bei den Vorwahlen der Republikaner zur Wahl 2016 setzte sich in einem ungewöhnlich großen Bewerberfeld darunter den Vertretern der New Right und des Partei-Establishments Jeb Bush, Bruder des früheren US-Präsidenten George W. Bush, und Marco Rubio, dem moderaten Republikaner John Kasich und Ted Cruz, einem Vertreter der erzkonservativen Tea Party und für viele Beobachter überraschend schließlich der Geschäftsmann und Entertainer Donald Trump mit seinem Slogan Make America Great Again (aus der sich in den darauf folgenden Jahren eine politische Bewegung formen sollte) durch, der noch nie ein politisches Amt bekleidet hatte und der Partei erst kurz zuvor beigetreten war. Trump hatte insbesondere durch sehr umstrittene Aussagen über Latinos und Muslime, harsche Attacken auf das politische Establishment und zahlreiche Tabubrüche den Vorwahlkampf dominiert. Im Juli 2016 kürte ihn der republikanische Parteitag in Cleveland zum Präsidentschaftskandidaten. Dies gilt als die tiefste Zäsur in der Parteigeschichte seit mehreren Jahrzehnten: Viele Beobachter gingen davon aus, dass dies das Ende der New Right bedeute, da sich Trump weder zu Kürzungen im Sozialstaat noch zum Interventionismus in der Außenpolitik bekannte, beide Positionen gehörten seit langem zu den wesentlichen Merkmalen republikanischer Politik. Trump stützte sich neben den traditionellen Wählerschichten der Republikaner auch auf weiße und überwiegend männliche Wähler aus der Mittel- und Arbeiterschicht, die ihren sozialen und ökonomischen Status bedroht sahen. Diese waren größtenteils im Rust Belt beheimatet und hatten zuvor mehrheitlich die Demokraten gewählt.

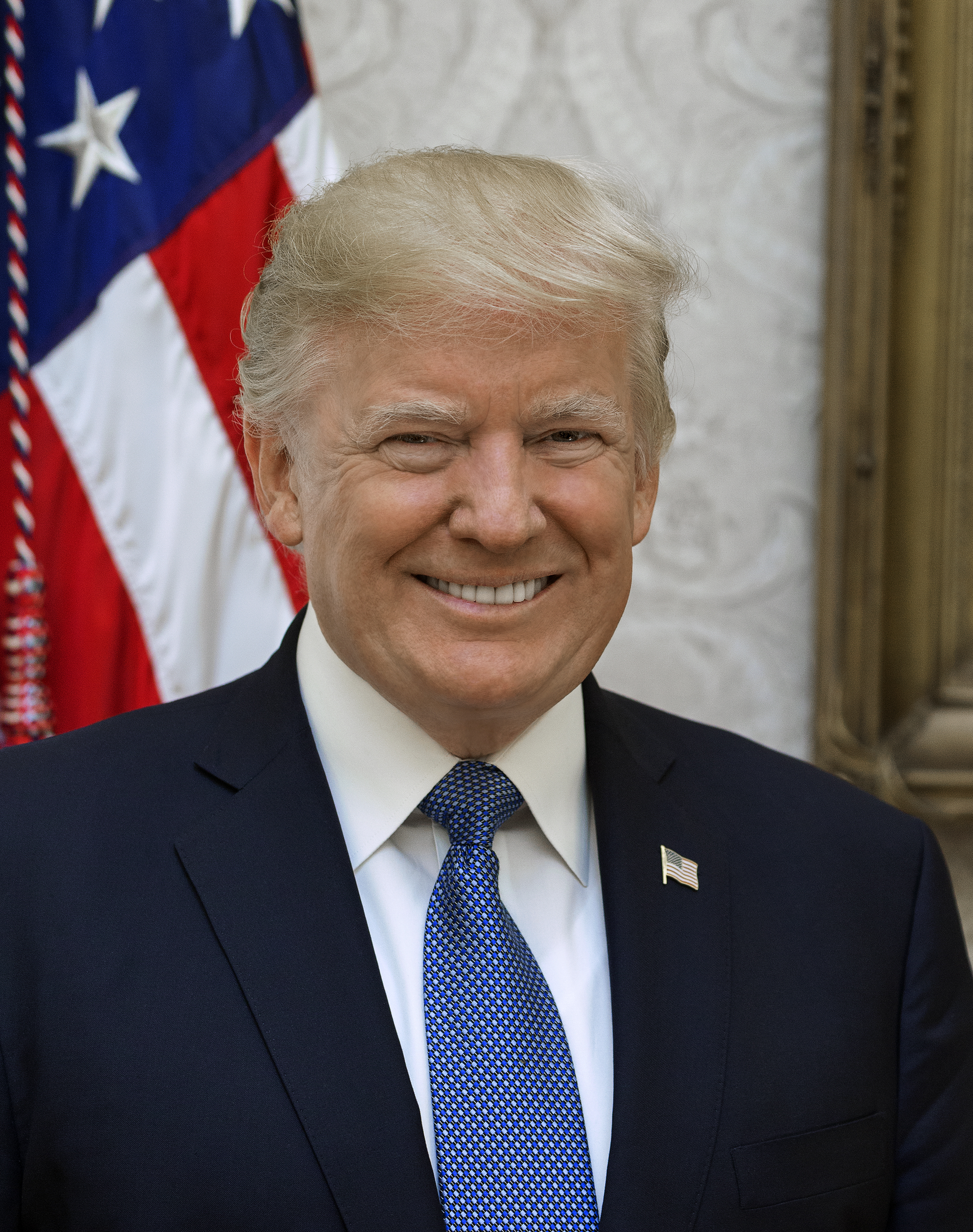
Donald Trump, Präsident von 2017 bis 2021

Trump kündigte an, die Steuern für Besserverdiener als Präsident massiv zu senken und die Sozialausgaben zugleich zu erhöhen; um dies finanzieren zu können, sollte der Freihandel eingeschränkt und so die US-Wirtschaft gestärkt werden. Hinzu kamen aufsehenerregende Forderungen nach einem generellen Einreiseverbot für Muslime und dem Bau einer Mauer an der mexikanischen Grenze; zudem kündigte Trump an, er werde die demokratische Präsidentschaftskandidatin Hillary Clinton im Falle eines Wahlsieges ins Gefängnis bringen. Eine Reihe von prominenten Republikanern, darunter John Kasich, Mitt Romney und George W. Bush, verweigerten Trump ihre Unterstützung. Andere, wie John McCain, entzogen sie ihm im Oktober 2016, als Trump durch eine Reihe von Skandalen unter Druck geriet und seine Umfragewerte sanken. In den Wahlen am 8. November 2016, die von russischer Einflussnahme zugunsten von Trump gestört wurden, setzte sich Trump jedoch gegen Clinton durch. Die Republikaner konnten zudem die Kontrolle über den Kongress behaupten, wenngleich Trump nur 46,1 % der Wählerstimmen (und damit weniger als Romney 2012) auf sich vereinen konnte: Clinton erhielt zwar etwa 2.900.000 Stimmen mehr als Trump, aber der Republikaner gewann die entscheidenden Swing States knapp für sich und erreichte daher dennoch die Mehrheit im Electoral College.
Unter Trumps Präsidentschaft verschärfte sich die Spaltung der amerikanischen Gesellschaft. Der Versuch, wie angekündigt, Obamacare abzuschaffen, scheiterte. Es wurde eine Steuerreform verabschiedet, die der Trickle-Down-Theorie verpflichtet war und vor allem Unternehmen und Wohlhabende entlastete: Der Wirtschaftsaufschwung, der bereits unter Obama begonnen hatte, setzte sich fort, aber zugleich wuchs aufgrund der Steuersenkung sprunghaft das Haushaltsdefizit. Trump verfolgte zudem eine umstrittene protektionistische Wirtschaftspolitik, die mit Strafzöllen arbeitete und eine radikale Abkehr von der Freihandelspolitik bedeutete, die die Republikaner bis dahin vertreten hatten. Unter dem Schlagwort America First betrieb die Regierung zudem eine Außenpolitik, die Bündnissen wie der NATO und bisherigen engen Verbündeten wie der EU weniger Bedeutung einräumte und vielfach nicht mehr auf internationale Kooperation setzte, sondern auf Konkurrenz. Unter anderem verkündete Trump den Ausstieg der USA aus dem Pariser Klimaabkommen.

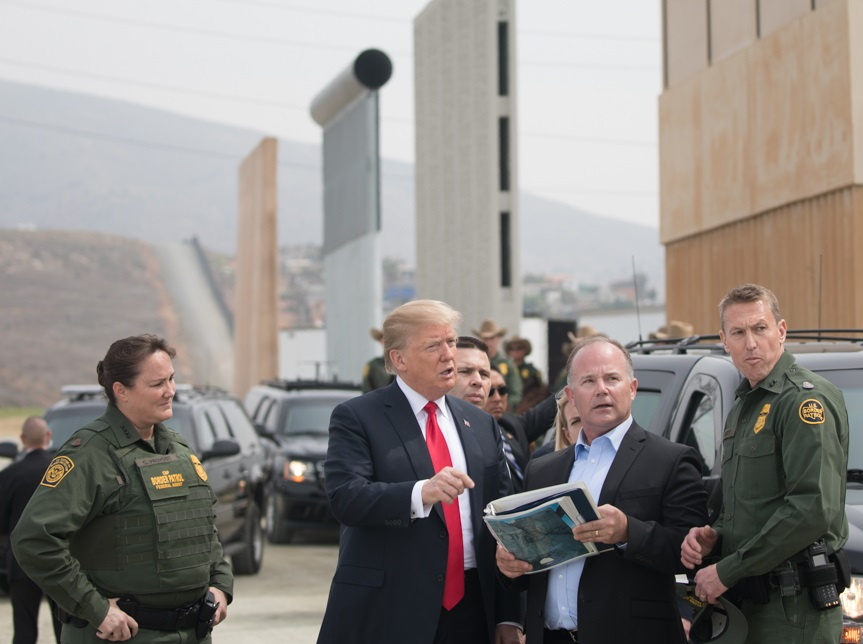
Donald Trump begutachtete Prototypen für seine Grenzmauer zu Mexiko (2018)

Bei den Halbzeitwahlen 2018 verloren die Republikaner dann nach acht Jahren wieder die Mehrheit im Repräsentantenhaus, wobei sie die größten Stimmenverluste seit Watergate hinnehmen mussten. Der Senat hingegen blieb in republikanischer Hand. Ende 2019 stimmte das Repräsentantenhaus für die Einleitung eines Amtsenthebungsverfahrens gegen Trump, dem man vorwarf, die ukrainische Regierung durch Zurückhaltung von Hilfsgeldern erpresst zu haben, gegen Hunter Biden, den Sohn des demokratischen Politikers Joe Biden, zu ermitteln. Der republikanisch dominierte Senat verweigerte im Anschluss die Anhörung von Zeugen und sprach den Präsidenten Anfang 2020 im Eilverfahren von den Vorwürfen frei. Als einziger republikanischer Senator stimmte dabei Mitt Romney für eine Amtsenthebung.
Trump ging gestärkt aus dem gescheiterten Amtsenthebungsverfahren hervor, und insbesondere aufgrund der guten ökonomischen Lage rechneten viele Beobachter mit seiner Wiederwahl. Als aber die weltweite Covid-19-Pandemie ab März 2020 die USA mit besonderer Härte traf, änderte sich dies, da die Wirtschaft nun einbrach und das Krisenmanagement des Präsidenten, der die Bedrohung durch die Krankheit lange kleingeredet hatte, viele Wähler nicht überzeugte.

#### GOP im Schatten von Trumps Dominanz über dessen erste Amtszeit hinaus (2020–2024)
Bei der Präsidentschaftswahl im November desselben Jahres unterlag Trump seinem demokratischen Herausforderer Joe Biden; er weigerte sich jedoch, seine Niederlage anzuerkennen, sondern behauptete, ohne Beweise vorlegen zu können, Opfer einer Verschwörung und eines großangelegten Wahlbetrugs geworden zu sein: Trump konnte zwar über 73 Millionen Wählerstimmen auf sich vereinen, mehr als jeder Amtsinhaber vor ihm, doch übertraf Biden dieses Ergebnis noch um gut 7 Millionen Stimmen. Bei den gleichzeitigen Wahlen zum Repräsentantenhaus konnten die Republikaner hingegen Sitze hinzugewinnen, blieben aber in der Minderheit. Anfang Januar 2021 verloren sie im Gefolge von zwei Stichwahlen zwei Senatssitze aus Georgia und damit auch die Mehrheit im Senat.
Der anschließende Sturm auf das Kapitol in Washington 2021, durch den Tausende Anhänger des abgewählten Präsidenten gewaltsam die Zertifizierung der Wahlergebnisse verhindern wollten, scheiterte und führte zum einen zu einem Anstieg des Mitgliederaustritts aus der GOP und zum anderen zur Einleitung eines zweiten Amtsenthebungsverfahrens gegen Donald Trump. Für die Einleitung des Verfahrens stimmten dabei auch zehn republikanische Abgeordnete. Das Amtsenthebungsverfahren endete mit einem Freispruch für Trump, nachdem die Mehrheit der republikanischen Senatsfraktion, die die Hälfte der 100 Senatssitze besaß, nicht für eine Verurteilung stimmte, so dass die notwendige Zweidrittelmehrheit im Senat verfehlt wurde. Seit dem Impeachment tobt ein Richtungsstreit in der republikanischen Partei zwischen einem Trump- und einem Anti-Trump-Flügel. Dieser zeigt sich vor allem an Trumps Aussage der Big Lie, also dass die Wahl gestohlen wurde. Dies führte zu einem Höhepunkt des parteiinternen Machtkampfs, an dessen Ende die Trump-Gegnerin Liz Cheney ihr Amt in der Fraktionsführung der republikanischen Fraktion im Repräsentantenhaus verlor.
In Georgia konnten die Republikaner nach einer verlorenen Senatswahl im Frühjahr 2021 dennoch eine Wahlrechtsreform durchsetzen, die die Zahl der dort im Bundesstaat auf der Straße aufgestellten Briefkästen für Stimmzettel beschränkt. Wähler der demokratischen Partei hatten bei der US-Präsidentschaftswahl im Jahr 2020 die Briefwahl bevorzugt. Insgesamt mehren sich Vorwürfe, dass republikanische Amtsträger bemüht seien, systematisch das Wahlsystem zu ihren Gunsten zu manipulieren. Schon in den Jahren vor der US-Präsidentschaftswahl hatte Georgias Gouverneur Brian Kemp 200 Wahllokale in überwiegend demokratischen Milieus schließen lassen und 1,4 Millionen potenzielle Wähler aus Wahlverzeichnissen gestrichen, ohne sie darüber zu informieren.
Im republikanisch regierten Texas wurden wenige Wochen vor der US-Präsidentschaftswahl im Jahr 2020 die Wahlbedingungen in Großstädten, in denen viele Wähler für die demokratische Partei stimmen, erschwert. Derartige Beschränkungen versuchten die republikanischen Parteiverbände in vielen Bundesstaaten auch nach der verlorenen US-Präsidentschaftswahl im Jahr 2020 durch Gesetze auszuweiten und zu legitimieren. So zählte das Brennan Center for Justice der New York University School of Law im Februar 2021 insgesamt 253 Gesetzesvorschläge zu Wahlbeschränkungen in 43 US-Bundesstaaten. Von Beginn des Jahres 2021 bis Mai 2021 wurden in verschiedenen von Republikanern regierten US-Bundesstaaten 19 Gesetze verabschiedet, die basisdemokratische Wahlinitiativen einschränken. Außerdem reduzierten republikanische Gouverneure (darunter Ron DeSantis in Florida) per Gerrymandering systematisch die Anzahl der Wahllokale in Wahlkreisen, in denen eher Demokraten gewählt werden, so dass sich gewonnene Wahlen der GOP noch deutlicher auf die Sitzverteilung auswirken.
Bis Dezember 2021 hatten republikanisch dominierte Parlamente in mindestens 16 Bundesstaaten Maßnahmen vorgeschlagen oder verabschiedet, die die Gewaltenteilung in den USA aufweicht. Die Politikwissenschaftler Francis Fukuyama und Robert Kagan wiesen daher darauf hin, dass Republikaner, wo sie in den Bundesstaaten regieren, sich dort faktisch das Recht zusprechen würden, in letzter Instanz darüber zu entscheiden, wer eine Wahl gewonnen hat. Von US-Präsident Joe Biden angestrengte Abstimmungen über Wahlrechtsreformen, die faire Wahlverfahren garantieren sollen, hat die republikanische Partei im Kongress mehrmals verhindert.
Im Februar 2022 sprach die republikanische Partei eine formale Rüge gegen die Abgeordneten Liz Cheney und Adam Kinzinger aus, die als einzige Republikaner dem parlamentarischen Untersuchungsausschuss zur Aufklärung des Sturms auf das Kapitol in Washington 2021 angehören. In der von der republikanischen Partei veröffentlichten Resolution wurde den beiden Abgeordneten vorgeworfen, sich an der „Verfolgung einfacher Bürger, die einen legitimen politischen Diskurs führen“, zu beteiligen. Cheney erklärte hingegen, dass sich die Partei willentlich zu einer Geisel Trumps gemacht habe, der das Ergebnis einer Präsidentenwahl kippen und die Angreifer des 6. Januars begnadigen wolle. Kinzinger erklärte, dass die Partei wegen Verschwörungstheorien und eines toxischen Führerkults um Donald Trump den Blick auf die Realität verloren habe. Der ebenfalls Trump-kritische republikanische Senator Mitt Romney erklärte, dass das Vorgehen gegen Cheney und Kinzinger eine Schande sei. Obwohl einige Parteiführer kurz nach der Abstimmung der Resolution bemüht waren zu erklären, dass damit nicht die gewalttätigen Aufständischen, die das Kapitol gestürmt haben, gemeint seien, kann diese Unterscheidung aus dem Text der Resolution nicht herausgelesen werden.
2022 setzten einige republikanische Gouverneure Abtreibungsverbote in ihren Bundesstaaten in Kraft. Nach dem Dobbs v. Jackson-Grundsatzurteil des Supreme Court wurden (Stand Oktober 2022) in 12 US-Bundesstaaten (u. a. Missouri, Texas, Oklahoma) Abtreibungsverbote erlassen. Dieser scharfe Kurs gegen die Möglichkeit von Abtreibungen war in der Mehrheit der US-Bevölkerung unbeliebt und trug nach Ansicht vieler Beobachter dazu bei, dass die Republikaner bei den Zwischenwahlen im November 2022 unter den Erwartungen blieben: Zwar erreichte man eine (unerwartet knappe) Mehrheit im Repräsentantenhaus, doch im Senat konnten die Demokraten überraschend sogar einen Sitz hinzugewinnen.
Bei den republikanischen Vorwahlen für die Präsidentschaftswahl in den Vereinigten Staaten 2024 traten neben dem früheren Präsidenten Trump unter anderem auch der Gouverneur von Florida Ron DeSantis, der zwar inhaltlich mit Trump auf einer Line ist aber deutlich gemäßigter als er auftritt, und die ehemalige UN-Botschafterin der USA und Gouverneurin von South Carolina Nikki Haley, welche in der Innen- und Außenpolitik die Positionen der New Right und des Parteiestablishments vertritt, an. Haley forderte im Gegensatz zu Trump und DeSantis eine bedingungslose Unterstützung der Ukraine im Krieg gegen Russland durch die USA.
Trump entschied die republikanischen Vorwahlen trotz diverser rechtlicher Anklage gegen ihn eindeutig für sich und wurde zum dritten Mal in Folge als Präsidentschaftskandidat für die Partei nominiert. Trump ist damit nach Richard Nixon erst der zweite Politiker der Republikaner, auf den das zutrifft, wobei Nixon nicht drei Mal in Folge aufgestellt wurde. Für das Amt des Vizepräsidenten schlug Trump den Senator aus Ohio JD Vance vor, der den unter Trump eingeschlagenen nationalistischen Kurs der Partei (America First) ebenfalls unterstützte. Trump und Vance forderten eine Reduktion der illegalen und legalen Einwanderung, die Einführung von neuen Zöllen zum Schutz der heimischen Wirtschaft vor ausländischer Konkurrenz und lehnten die US-Militärhilfe an die Ukraine ab.
Wesentlicher Unterstützer des republikanischen Kandidaten bei der Präsidentschaftswahl in den Vereinigten Staaten 2024 ist die Heritage Foundation, hinter der 80 Thinktanks und Lobbygruppen stehen. Mit dem Project 2025 sieht die Heritage Foundation die Umgestaltung der US-amerikanischen Ministerien im Falle eines Sieges der Republikaner vor.
Der US-Historiker und Politologe Geoffrey Kabaservice erklärte im April 2024, es sei zwar „nicht bekannt, ob es geheime Absprachen zwischen [...] Republikanern oder MAGA-Kräften im Allgemeinen und den Russen“ gebe, aber es bestehe „kein Zweifel, dass [...] es zumindest eine stillschweigende Art von Arbeitsbeziehung zwischen Russland und seinen Desinformationsdiensten sowie der MAGA-Fraktion der Republikanischen Partei“ gebe.

#### Kontroversen im Präsidentschaftswahlkampf 2024
Manche Republikaner unterstützen nicht den eigenen Kandidaten Donald Trump, sondern warnen vor ihm, wie zum Beispiel Liz Cheney. Cheney unterstützt stattdessen die demokratische Kandidatin Kamala Harris, da sie Trump für gefährlich hält. Liz Cheney hatte sich bereits nach dem Angriff auf das US-Kapitol 2021 offen gegen Trump gestellt und verlor infolgedessen ihre Führungsrolle in der republikanischen Partei und ihren Sitz im Abgeordnetenhaus. Adam Kinzinger unterstützt ebenfalls Kamala Harris, da er der Meinung ist, dass die republikanische Partei aus den Fugen geraten sei und die Demokratie nicht mehr unterstützt und nicht mehr bürgerlich oder konservativ sei. Der Politikwissenschaftler Chris Edelson von der American University in Washington sagte, dass es absolut beispiellos in den USA sei, dass namhafte Republikaner wie Liz Cheney zur Wahl der Kandidatin der Demokraten aufrufen. Andere prominente Republikaner wie der ehemalige Vizepräsident der Vereinigten Staaten Mike Pence unterstützen zwar Trump nicht, fordern aber nicht zur Wahl von Harris auf. Der als stramm konservativ geltende ehemalige Vizepräsident Dick Cheney warnt ebenfalls vor Trump und will für Harris stimmen:

„Als Bürger hat jeder von uns die Pflicht, das Land über die Parteilichkeit zu stellen und unsere Verfassung zu verteidigen. Deshalb werde ich meine Stimme für Vizepräsidentin Kamala Harris abgeben“

Dick Cheney hält Trump für die größte Gefahr in der Geschichte der Nation. Die frühere republikanischen US-Präsidentschaftsbewerberin Nikki Haley sagte am 8. September 2024 auf CBS, dass sie weder mit Trumps Stil einverstanden sei noch mit seinem Ansatz oder seiner Art zu kommunizieren. Im Vorwahlkampf hatte sie Trumps geistige Eignung für das Präsidentenamt infrage gestellt. Haley kritisierte ferner abfällige Äußerungen des Vizepräsidentschaftskandidaten JD Vance über kinderlose Frauen. Vance forderte ferner, dass Kinderlose in einer Demokratie weniger zu sagen haben und mehr Steuern zahlen sollten. Im Wahlkampf äußerte er sich darüber hinaus weiter abschätzig über Kinderlose. Nach der zweiten TV-Debatte am 10. September 2024 feierte die Gruppe Republicans against Trump Kamala Harris für ihren Kommentar „Diese Diktatoren hoffen, dass Sie gewinnen, weil sie wissen, dass Sie sie mit Schmeicheleien und Gefälligkeiten manipulieren können.“, nachdem Trump geprahlt hatte, ein enger Freund von Viktor Orbán zu sein. Trump lag insgesamt bei den Umfragen von CNN nur bei dem Thema Wirtschaftskompetenz vorne, bei allen anderen Themen führte Kamala Harris.
Die Nähe der rechtsextremen Aktivistin Laura Loomer zu Donald Trump stieß auch in der Republikanischen Partei bei Unterstützern von Trump wie Marjorie Taylor Greene oder auch bei Lindsey Graham und Thom Tillis auf entschiedene Kritik. Grund ist unter anderem, dass Trump bei dem zweiten TV-Duell mit Kamala Harris die bereits zuvor von JD Vance verwendete und ursprünglich von Laura Loomer stammende Verschwörungstheorie Haustierverzehr-Lüge über haitianische Immigranten in Springfield (Ohio) verwendete, nach der größtenteils kriminelle Migranten aus Haiti (Haitianische Diaspora) „Katzen, Hunde und andere Haustiere“ von Bürgern in Springfield (Ohio) entführen und essen würden.
Donald Trump beschimpft seine Konkurrentin Kamala Harris bei Wahlkampfauftritten als „geistig beeinträchtigt“. Parteikollegen der Republikanischen Partei hatten Trump zuletzt wiederholt gebeten, seine persönlichen Attacken gegen Harris einzustellen und sie stattdessen politisch zu kritisieren, was dieser jedoch offenbar ignorierte. So stießen auch Trumps jüngste Äußerungen bei einigen Republikanern auf Kritik. Neben Lindsey Graham kritisierte auch der ehemalige republikanische Gouverneur Larry Hogan von Maryland Trumps Beleidigungen in Bezug auf die US-Vizepräsidentin.

#### Wahlsieg und Trumps zweite Präsidentschaft
Bei den US-Wahlen 2024 gewann GOP neben der Präsidentschaftswahl auch die Mehrheit im Senat und behielt ihre Mehrheit im Repräsentantenhaus. Auf die Kabinettsbildung von Trumps zweiter Regierung hatte das Parteiestablishment keinen Einfluss; Trumps langjährige Beraterinnen Susie Wiles und Linda McMahon, Trumps ältester Sohn Donald Trump Jr., Trumps Running Mate bzw. der designierte Vizepräsident JD Vance, die ehemalige demokratische Kongressabgeordnete Tulsi Gabbard, der Multiunternehmer Elon Musk, der Finanzunternehmer Howard Lutnick und der frühere Demokrat Robert F. Kennedy Jr. waren diejenigen, die Trumps bei der Zusammenstellung seines zweiten Kabinetts berieten.
Das Trump-Lager hatte wiederum keinen Einfluss auf die Wahl des Mehrheitsführers im Senat; so fiel der von ihnen favorisierte Kandidat Rick Scott bereits im ersten Wahlgang aus dem Rennen; gewählt wurde mit John Thune ein Republikaner, der zuvor sowohl als Trump-Kritiker als auch als Trump-Unterstützer aufgefallen war.

## Wahlbeeinflussung und Desinformationskampagnen in der Ära Trump
Donald Trump unterstellt der Demokratischen Partei zwar häufig, bei der Präsidentschaftswahl systematisch und flächendeckend zu betrügen. Diese unbelegten Vorwürfe dienen jedoch zur Vorbereitung des Schrittes, im Falle einer Wahlniederlage das Ergebnis nicht anzuerkennen. Dabei wird von der Republikanischen Partei versucht, allgemeine Zweifel am Wahlsystem zu schüren, um die Wahl im eigenen Sinne zu beeinflussen und sich so die Macht zu sichern. Die dazu eingesetzten Maßnahmen reichen von neuen Gesetzen bis zu gezielten Eingriffen in die Wahlverwaltungen der einzelnen Bundesstaaten durch während der ersten Amtszeit von Trump eingesetzten Beamten und republikanisch geführten Regierungen. Beispielsweise versuchen die Republikaner, die Regeln für die Briefwahl zu verschärfen, um dadurch Anhängern der Demokraten die Teilnahme an der Wahl zu erschweren, da diese häufiger die Briefwahl nutzen. Im Swing State Georgia wurde etwa bereits im Jahr 2021 ein Gesetz verabschiedet, das unter anderem zusätzliche Dokumente für die Briefwahl verlangt und die zulässige Anzahl von Wahlurnen einschränkt.
In Georgia wurden neue Regeln erlassen, um leichter gegnerische Wähler aus den Wählerlisten streichen zu lassen. Bürger können dazu einfach ihre Nachbarn denunzieren, wenn diese ein abweichende politische Meinung haben. Obwohl diese Anzeigen oft auf falschen Behauptungen beruhen, müssen die Wahlbehörden sie trotzdem prüfen, was viel Zeit und Ressourcen bindet. Dadurch soll auch der Versuch von Wahlbetrug erweckt werden, um so Wähler einzuschüchtern, auch wenn keine Beweise für einen Wahlbetrug existieren. Der Supreme Court hat bereits ähnliche Regelungen in Virginia für rechtens erklärt.
Anhänger der Republikanischen Partei versuchen auch immer wieder, die Anfechtungen von Wahlergebnissen zu erleichtern, wenn diese nicht im Sinne der Republikaner ausgehen. So wurde unter anderem in Georgia und Arizona versucht, lokalen Wahlbehörden mehr Macht zu geben, um die Bestätigung der Wahlergebnisse hinauszuzögern und eigene Ermittlungen durchzuführen. Einige dieser neuen Regeln, die unter anderem die Zertifizierung von Wahlergebnissen betreffen, wurden allerdings durch Gerichte gekippt.
Rechte Aktivisten und Milizen werden ermutigt, sich unweit von Wahllokalen zu positionieren, offiziell, um die Einhaltung der Regeln zu überwachen. Tatsächlich sollen so aber auch Wähler und Offizielle eingeschüchtert werden. Im Extremfall drohen Missverständnisse dadurch sogar in Gewalt zu eskalieren.
Der Präsidentschaftskandidat der Republikanischen Partei behauptet unter anderem, dass die Wahlmaschinen in Kentucky sich weigern, seinen Namen auszuwählen und stattdessen die Entscheidung der Wählenden automatisch in Kamala Harris ändern. Die New York Times schreibt unter Berufung auf Forscher und Beamte, die Desinformationen dokumentieren, die Vielzahl an Halbwahrheiten, Lügen und Fälschungen vor dieser Wahl übertreffe alles bisher Dagewesene. Angeblich würden laut Elon Musk beispielsweise illegale Einwanderer eingeflogen, um Harris zu wählen. Zu diesem Thema gibt es insgesamt besonders viele Falschbehauptungen, etwa in Form von Videos über Einwanderer aus Haiti. Teilweise werden dafür Videos von dem mit dem Kreml verbundenen Desinformationsnetzwerk Storm-1516 verwendet. Mehr als 200 republikanische Kongressabgeordnete teilten laut „Advance Democracy“, einer gemeinnützigen Forschungseinrichtung, auf X Inhalte dieser Art. Trump selbst verbreitet derartige Geschichten bereits seit Jahren. Diese von Konservativen verbreiteten Geschichten sollen die Basis dafür bilden, im Falle einer Wahlniederlage das Wahlergebnis und die Wahlen in den USA an sich in Frage zu stellen. Dies gehört nach Johannes Thimm, dem stellvertretenden Leiter der Forschungsgruppe Amerika bei der Stiftung Wissenschaft und Politik (SWP), bereits seit vielen Jahren zum Standardrepertoire der Republikanischen Partei. Damit wolle die Partei den Verdacht von Wahlbetrug schüren, das Vertrauen in die Wahlen untergraben und Klagen gegen verschiedene Aspekte der Wahl ermöglichen. Zudem gehöre es zur republikanischen Strategie, die demokratische Kandidatin Harris als Linksradikale darzustellen.

## Programmatik
Mitte der 1960er Jahre wurden die Republikaner im Zuge der Neuausrichtung der US-Parteienlandschaft zu einer konservativen Partei. Zentrale Forderungen sind Steuersenkungen und Deregulierung, außerdem setzt sich die Partei gegen Restriktionen beim Waffenbesitz ein.
Seit etwa 1980 greift die republikanische Partei Themen der Christlichen Rechte auf und nahm dabei stärker proevangelikale Positionen ein. So positionierte sie sich gegen Abtreibung, gegen die Gleichstellung homosexueller Partnerschaften mit der traditionellen Ehe und für das Schulgebet.
Dem Umweltschutz stehen viele Republikaner tendenziell eher skeptisch gegenüber, da sie in ihm einen Gegensatz zu den Interessen der Wirtschaft sehen.
Politiker der republikanischen Partei spielen eine wichtige Rolle in der organisierten Leugnung des menschengemachten Klimawandels. Bereits während der 1990er Jahre ignorierten und attackierten republikanische Kongressabgeordnete die Klimaforschung und stellten wissenschaftliche Erkenntnisse zum Klimawandel in Frage. Dies verstärkte sich seither. Während der Regierungszeit George W. Bushs (der 1978 bis 1992 in der texanischen Ölindustrie tätig gewesen war) war das Weiße Haus ein zentraler Bestandteil der Klimaleugnerszene. Weiter institutionalisiert wurde die Ablehnung des Klimawandels mit den Initiativen der Gebrüder Charles und David Koch, die mittels Americans for Prosperity Hunderten von republikanischen Politikern das Versprechen abrangen, keine CO2-Steuer einzuführen, darunter den meisten führenden Republikanern. Im 113. Kongress der Vereinigten Staaten (Januar 2013 bis Januar 2015) lehnten eine Mehrheit der republikanischen Mitglieder und 90 % der republikanischen Spitzenpolitiker die grundlegenden Erkenntnisse der Klimaforschung ab. Neben der ohnehin gegebenen ideologischen Prädisposition der Republikaner für klimaskeptische Positionen ist dies insbesondere auf umfangreiche Spenden aus der Branche der fossilen Energieträger zurückzuführen. Mit Amtsantritt Donald Trumps im Januar 2017 wurde ein Klimawandelleugner US-Präsident.
Seit den 1990er Jahren bewegt sich die Partei zunehmend nach rechts. Ausgelöst wurde dieser Prozess durch eine immer stärker werdende Untergrabung der Führungsstruktur durch finanzstarke außerparteiliche Gruppen wie Americans for Tax Freedom und Americans for Prosperity, die über Spenden die politische Agenda vieler republikanischer Politiker bestimmten, sowie von rechtsgerichteten Medien wie Fox News. Damit erlangten besonderes reiche Personen wie Charles G. Koch und einflussreiche Medienpersönlichkeiten mehr Einfluss als die Parteiführung, womit das Parteiestablishment sukzessive verschwand und die Partei anfällig wurde durch die Übernahme von Extremisten. Seit 2008 agiert die Partei mit Blockadepolitik, Feindschaft gegen politische Gegner und extremistischen politischen Forderungen teilweise wie eine Antisystempartei.

## Wählerschaft
Politisch sind die Republikaner Anfang der 2020er Jahre ein Sammelbecken für Konservative, Ultrakonservative und Rechtsextreme. Kern der republikanischen Wählerschaft bildet eine kulturell homogene Gruppe aus weißen Protestanten. Diese stellten etwa zwei Jahrhunderte lange die Mehrheit der Wähler und dominierte die US-Gesellschaft sowohl politisch, wirtschaftlich als auch kulturell, sind aber inzwischen zu einer schrumpfenden Minderheit in der US-Bevölkerung geworden, die sich von dem ablaufenden politischen und demografischen Wandel bedroht fühlt.
In den Südstaaten und anderen Teilen des Landes wie Alaska erhält die Partei meist starken Rückhalt in kleinen und mittelgroßen Städten. Eine der nächstgrößten republikanischen Wählergruppen stellt die eher einfach lebende Landbevölkerung in den vielen kleineren Staaten zwischen Oklahoma im Süden und der Grenze zu Kanada im Norden sowie in den vielen weiteren eher dünn besiedelten Gebieten der Vereinigten Staaten dar, während in den Küstenregionen eher die Demokraten gewählt werden.
In den größeren Städten erhalten die Republikaner auch oft viele Stimmen von der in den Vorstädten lebenden Mittelschicht. Neben Rückhalt in der religiösen Rechten findet die Partei auch Unterstützung von Wirtschaftsliberalen und Befürwortern eines schlanken Staates; charakteristisch ist eine tiefe Skepsis gegenüber dem Sozialstaat, der als Widerspruch zu Eigenverantwortung und Freiheit interpretiert wird, und die Befürwortung einer Politik der Aufrüstung und der selbstbewussten Verfolgung von nationalen Eigeninteressen, auch wenn diese innerhalb der Vereinten Nationen keine mehrheitliche Unterstützung erhalten.

Logo der Partei

Die Republikanische Partei ist eine Partei der Vorstädte und des ländlichen Raums. In Stadträten hatten die Republikaner Anfang 2014 nur einen Anteil von rund 20 %; ebenfalls Anfang 2014 wurden nur drei der größten 25 Städte in den USA von einem republikanischen Bürgermeister regiert. Die Wahl von Kevin Faulconer in San Diego im Februar 2014 galt als große Überraschung und war nur der geringen Wahlbeteiligung der Demokraten geschuldet. Insgesamt ist seit Jahren zu beobachten, dass sich die gut ausgebildeten, ökonomisch erfolgreichen Wähler in den urbanisierten Regionen der USA von der GOP abwenden: Bei der Präsidentschaftswahl 2020 gewann der republikanische Kandidat Donald Trump zwar in etwa 46 Prozent der Wahlkreise, diese repräsentierten aber nur 29 Prozent der US-Wirtschaftsleistung.
Der von den Republikanern verantwortete Government Shutdown im Herbst 2013 führte zu einer zeitweiligen Entfremdung zwischen der Partei und der Wirtschaft.
Traditionell erhalten die Republikaner viele Parteispenden von Rüstungs-, Tabak- und Ölkonzernen. Im Gegensatz zu den meisten IT-Firmen hat Microsoft die Spendentätigkeit für die Republikaner deutlich erhöht, seit die Clinton-Regierung Kartellprozesse gegen den Konzern geführt hat.
Bei den Präsidentenwahlen von 1996 und 2000 stimmten 62 Prozent der weißen Evangelikalen für die Grand Old Party. 2004 wählten sogar 78 Prozent von ihnen George W. Bush. Auch Donald Trump konnte eine deutliche Mehrheit dieser Wählergruppe hinter sich vereinen, obgleich nicht wenige Evangelikale seinen privaten Lebenswandel ablehnten – ein Indiz dafür, wie eng die GOP diese Wähler an sich binden konnte. Eine große Minderheit unter den republikanischen Wählern leugnet auch die menschengemachte globale Erwärmung.
In den Auseinandersetzungen um die Gesundheitspolitik stehen Ärztelobby, Pharmafirmen und Versicherungsunternehmen eher den Republikanern näher, während Anwälte eher auf Seite der Demokraten stehen. Die GOP lehnt die Gesundheitsreform von 2010 (Obamacare) ab, weil diese nicht die Arzt-Patient-Beziehungen schütze und vor allem nicht den freien, marktwirtschaftlichen Wettbewerb fördere. Stattdessen unterstützte sie die Common-Sense-Reform, welche die Kosten senke und die Qualität sichere. Als die Partei aber nach der Wahl Donald Trumps zum Präsidenten ab Januar 2017 zwei Jahre lang die Gesetzgebung des Bundes kontrollierte, erwies sich, dass die Republikaner entgegen ihrer Ankündigung nicht in der Lage waren, Obamacare durch eine realistische Alternative zu ersetzen.
In zwölf fast durchgängig republikanisch geprägten Staaten verlieren verurteilte Straftäter ihr Wahlrecht auf Lebenszeit. Die USA haben die größte Gefängnispopulation weltweit. Ein Großteil von ihnen sind Schwarze beziehungsweise Afroamerikaner. Schwarze Wähler stimmen bis zu achtzig Prozent für die Demokratische Partei. Nachdem nach einer Volksbefragung in Florida frühere Strafgefangene – mit Ausnahme von Mördern und Sexualstraftätern – ihr Wahlrecht im Jahr 2018 zurückerhielten, entschieden die dort regierenden Republikaner, dass die früheren Strafgefangenen nur ihr Wahlrecht ausüben dürfen, wenn sie ihre Schulden, die im Zusammenhang mit der verbüßten Strafe stehen, abbezahlt haben. Knapp 1,5 Millionen Menschen, etwa fünf Prozent der Bevölkerung von Florida, hatten eigentlich ihr Wahlrecht nach dem Volksentscheid zurückerhalten, doch hielt die Schulden-Regelung der Republikaner auch nach eingereichten Klagen vor dem Florida Supreme Court stand.

## Strömungen
Wie auch bei den Demokraten gibt es innerhalb der Republikanischen Partei verschiedene Hauptströmungen, deren politische Konzepte sich in Teilen sehr unterscheiden können. Allerdings sind die Grenzen zwischen den einzelnen Lagern oft fließend. Die Zugehörigkeit eines Politikers hängt wie in der Demokratischen Partei nicht selten vom Umfeld ab: Während Republikaner in konservativ geprägten Regionen wie den Südstaaten und ländlichen Gebieten meist sehr konservative Standpunkte haben, vertreten Parteimitglieder in den liberal geprägten Ballungsgebieten, den Küstenregionen und Teilen des Mittleren Westens deutlich moderatere Positionen.
Zu verschiedenen Zeitpunkten in der Parteigeschichte dominierten jeweils unterschiedliche Strömungen die Partei auf Bundesebene. Von 1920 bis 1940 wurde die Partei von der Old Right geprägt, die gegen staatliche Eingriffe in die Wirtschaft und für Isolationismus in der Außenpolitik stand. Die Old Right befürworten Zölle um die einheimische Industrie zu unterstützen und war für starke Begrenzung von Einwanderung in die USA. Von 1940 bis 1960 war der liberale Flügel mit dem New Yorker Gouverneur Thomas E. Dewey und US-Präsident Dwight D. Eisenhower die zentrale Strömung in der Partei, in dieser Zeit verabschiedet sich die Partei unter dem Eindruck des Zweiten Weltkrieges und dem Beginn des Kalten Krieges vom Isolationismus in der Außenpolitik. Nach dem Ende von Eisenhowers Präsidentschaft konkurrierten von 1960 bis 1980 der liberale Flügel, zu dem u. a. der New Yorker Gouverneur und Vizepräsident Nelson Rockefeller und US-Präsident Gerald Ford zählten, mit dem konservativen Flügel um den Senator Barry Goldwater und den Gouverneur von Kalifornien Ronald Reagan um die Macht in der Partei. Die moderaten Republikaner um die US-Präsidenten Richard Nixon und Gerald Ford setzen sich in dieser Zeit für eine Entspannungspolitik mit der Sowjetunion ein.

Ronald Reagan und der Vordenker der New Right William F. Buckley, Jr. (1988)

Nach dem Wahlsieg Reagans zum US-Präsident 1980 wurde der konservative Flügel zur maßgeblichen Strömung in der Partei. Der Konservatismus der New Right verband wertkonservative Haltung in Gesellschaftsfragen mit Wirtschaftsliberalismus in der Innenpolitik mit Antikommunismus und Interventionismus in der Außenpolitik. Die intellektuelle Wegbereiter der New Right waren Frank S. Meyer, James Burnham und William F. Buckley, Jr. Buckley machte seine politische Zeitschrift National Review, die er im Jahr 1955 gründete, zum Sprachrohr der New Right. Meyer und Burnham unterstützen ihn dabei und schrieben ab 1955 als Kolumnisten Meinungsbeiträge für Buckleys Zeitung National Review.
Meyer und Burnham waren in früheren Jahren selbst Kommunisten gewesen, hatten sich aber aufgrund der Entwicklung der Sowjetunion zu überzeugten Antikommunisten gewandelt. Meyer setzte sich für eine Mischung aus einer konservativer, die die Erhaltung von Traditionen zum Ziel hat, und einer libertären Politik, die die Bedeutung der Freiheit des Einzelnen betont, ein. Dieses Konzept wurde als Fusionism bekannt und wurde sowohl von einigen traditionellen Konservativen wie Russell Kirk als auch einigen Libertären wie Ayn Rand abgelehnt.
Burnham trat für harte antikommunistische Außenpolitik, deren Ziel nicht die Eindämmung des Kommunismus (Containment-Politik) war, sondern die Befreiung der Menschen in den Ostblockstaaten von den kommunistischen Diktaturen war (Rollback-Politik). Diese Ideen beeinflussten sowohl Goldwater in seinem Wahlkampf 1964 als auch Reagan in seinen Wahlkampf 1980 und nach seinem Wahlsieg seine Politik als Präsident der USA. Mit dem Wahlsieg Reagans wurden diese Ideen zum Konsens in der Partei. Einfluss auf die New Right hatten auch die konservativen Denkfabrik Heritage Foundation, American Enterprise Institute, Hoover Institution und Hudson Institute. Heute gehören zu den bekanntesten Vertretern der New Right, die sich heute „Freiheitskonservative“ („FreeCons“) nennen, u. a. Ben Shapiro und Jonah Goldberg.
Mit dem Ende der Sowjetunion im Jahr 1991 fiel der Antikommunismus als verbindendes Element zwischen den unterschiedlichen Strömungen in der Partei weg. Nach den Anschlägen vom 11. September 2001 gewannen die Ideen und Ziele der Neokonservativen, die Diktaturen mit militärischen Mitteln zu demokratisieren wollten, um Norman Podhoretz, William Kristol und Robert Kagan innerparteilich stark an Bedeutung. Unter dem US-Präsidenten George W. Bush versuchten die USA durch militärische Interventionen in Afghanistan (2001) und Irak (2003) dort Demokratien zu errichten. Nach den Misserfolgen in Afghanistan und Irak, der Finanzkrise 2007 und den Wahlniederlagen von John McCain 2008 und Mitt Romney 2012, geriet der bisher bestehende Konsens in der Partei bezüglich des Wirtschaftsliberalismus, Freihandel sowie der Rolle Amerikas in der Welt ins Wanken. Seit dem Wahlsieg Donald Trumps im Jahr 2016 wurde der Einfluss der New Right zunehmend kleiner und die Macht der Anhänger von Trump in der Partei größer, bis sie schließlich zur Ton angebenden Strömung in der Partei wurde. Der Flügel um Trump setzt neben einer konservativen Haltung in Fragen der Gesellschaftspolitik, nun aber im Gegensatz zur New Right in der Wirtschaftspolitik auf Protektionismus und Wirtschaftsnationalismus und in der Außenpolitik auf einen Nationalkonservatismus, der sich ausschließlich auf die Interessen Amerikas in der Welt stützt, nicht aber auf die Verbreitung von Demokratie und im Zweifel auch zum Isolationismus tendiert. Einige der intellektuellen Vordenker der Nationalkonservativen wie Yoram Hazony und Patrick J. Deneen stelle auch das Konzept des Fusionism in Frage, weil es ihrer Ansicht nach zu sehr die Freiheit des Individuellen in den Mittelpunkt stellt und zu wenig den Schutz bestehender Traditionen und Werte.
Von der Gründung der Partei bis zum Beginn des Kalten Krieges waren die Republikaner große Verfechter von Protektionismus. Erst mit dem Beginn des Kalten Krieges favorisierten große Teile der Republikaner die Öffnung des amerikanischen Marktes für ausländische Produkte und befürworteten den Abbau von Zöllen. Hintergrund dieser Kurskorrektur war laut dem Journalist Matthew Continetti, dass man die Bindung von Bündnispartnern an die USA über Handelsbeziehungen als wichtiger erachtete als den Schutz der einheimischen Industrie. Heute stellen große Teile der Republikaner diese Politik in Frage, weil sie die Auffassung vertreten, dass die wirtschaftliche Öffnung der USA gegenüber China dieses Land erst in die Position gebracht hat, ein strategischer Rivale für die USA zu werden.

### Konservative
Die Republikanische Partei identifiziert sich in erster Linie mit konservativen Werten und dem Wirtschaftsliberalismus. Das konservative Lager, das vor allem seit den 1980er-Jahren die Partei dominiert, lässt sich in verschiedene Lager gliedern, die jedoch in vielen Bereichen ähnliche Positionen vertreten: Beispielsweise stehen sie Gewerkschaften skeptisch gegenüber, lehnen Steuererhöhungen ab und sprechen sich für eine Deregulierung der Wirtschaft aus. Sie stehen im Ruf, mehr die Interessen der Wirtschaft und Arbeitgeber zu vertreten als jene von Angestellten und Arbeitern. Gesellschaftspolitisch stehen sie für ein traditionelles Familienbild (daher die Ablehnung der gleichgeschlechtlichen Ehe), betonen die Wichtigkeit der Religion, sprechen sich gegen die Einschränkung des Rechts auf privaten Waffenbesitz aus und setzen bei der Verbrechensbekämpfung auf eine Law-and-Order-Politik.
Die konservativen Traditionalisten, die sich jedoch von religiösen Rechten und der Tea-Party-Bewegung abgrenzen lassen, werden häufig auch als „Establishment-Republikaner“ beschrieben; ein Begriff, der von parteiinternen Konkurrenten häufig auch negativ besetzt ist. Vertreter des sogenannten Establishments sehen sich häufig dem Druck der Tea-Party-Bewegung auf der einen sowie dem der moderaten Republikaner auf der anderen Seite ausgesetzt, wobei erstere weitaus energischer in ihrer Opposition zu vielen traditionellen Republikanern auftreten. Als „Establishment-Republikaner“ gelten der ehemalige Senator John McCain, der frühe Gouverneur von Massachusetts Mitt Romney, der Minderheitsführer im Senat Mitch McConnell, die Senatoren John Cornyn und John Thune, die ehemalige Sprecher des Repräsentantenhauses John Boehner und Kevin McCarthy sowie der frühere Fraktionsvorsitzende im Repräsentantenhaus Eric Cantor.
Je stärker die GOP von Ideologen und Rechtspopulisten geprägt wird, desto häufiger werden pragmatische und kompromissbereite Konservative von ihren parteiinternen Gegnern als RINO („Republican In Name Only“) verunglimpft.

#### Gesellschaftspolitisch Konservative („Social conservatives“)
Republikaner, die sich zum Konservatismus bekennen, treten gesellschaftspolitisch für ein traditionelles Familienbild ein. Sie lehnen gleichgeschlechtliche Partnerschaften entweder komplett ab oder sprechen sich zumindest gegen eine rechtliche Gleichstellung mit der traditionellen Ehe von Mann und Frau aus. Auch ein Recht auf Schwangerschaftsabbruch wird abgelehnt. Manche Stimmen wollen dies jedoch zumindest nach einer Vergewaltigung zulassen. Viele social conservatives berufen sich auf religiöse und christliche Werte; im Unterschied zu Religiösen Rechten stehen sie aber für die in der Verfassung festgeschriebene strikte Trennung von Kirche und Staat.
Auch gelten sie als Verfechter des 2. Verfassungszusatzes und lehnen daher weitreichendere Waffenkontrollen meist ab. Auch Zuwanderung stehen viele skeptisch gegenüber; so wollen sie diese zahlenmäßig starken Reglementierungen unterwerfen und treten für eine harte Haltung gegenüber illegalen Einwanderern (besonders aus Mittel- und Südamerika sowie dem Mittleren Osten) ein. Sie verstehen sich darüber hinaus häufig als Befürworter der Todesstrafe und fordern eine strikte Law-and-Order-Politik.
Als social conservatives gelten heute neben dem früheren US-Präsidenten Ronald Reagan, George W. Bush, sein Bruder und ehemaliger Gouverneur von Florida Jeb Bush, der Gouverneur von Florida Ron DeSantis der ehemalige Sprecher des Repräsentantenhauses Paul Ryan, der ehemalige Gouverneur von Wisconsin Scott Walker, die Senatoren Marco Rubio und Tim Scott, der ehemalige Sprecher des Repräsentantenhauses Newt Gingrich, der ehemalige Energieminister Rick Perry, die ehemalige Gouverneurin von New Mexico Susana Martinez, der Gouverneur von Texas Greg Abbott und der Kolumnist Ben Shapiro.

#### Paläokonservative
Die Paläokonserativen sind eine Strömung, die ihre Wurzeln in der Old Right hat. Die Old Right gab in der Republikanischen Partei von 1920 bis 1940 den Ton an, sie stand für Laissez-faire-Wirtschaftspolitik, in Opposition zum New Deal und zum Eintritt der USA in den Zweiten Weltkrieg. Durch die anhaltend große Popularität der Sozialprogramme des New Deals, den japanischen Angriff auf Pearl Harbor und den Beginn des Kalten Krieges verloren sie innerparteilich in den 1940er und 1950er stark an Gewicht und wurden von Liberalen in der Innenpolitik und Interventionisten in der Außenpolitik wie Thomas E. Dewey und Dwight D. Eisenhower weitestgehend verdrängt. Der letzte prominente Vertreter dieser Strömung war Robert A. Taft, der ein Gegner der NATO sowie der Containment-Politik gegenüber der Sowjetunion war.
Der Aufstieg der Paläokonservativen begann mit dem Ende des Kalten Krieges; mit dem Verschwinden der Sowjetunion sollten sich die USA nach Meinung der Paläokonserativen aus der Weltpolitik zurückziehen, während die Neokonservativen in der Partei sich weiterhin für eine starke Rolle Amerikas in der Welt aussprachen. So lehnten die Paläokonservativen das Eingreifen der USA im Zweiten Golfkrieg ab. Der Einfluss war in den 1990er Jahren auch nicht groß, kein gewählter Vertreter der Republikaner vertrat diese Politikrichtung. Allerdings genossen ihre Ideen an der Parteibasis eine gewisse Zustimmung. Der Paläokonserative Pat Buchanan erhielt in den republikanischen Vorwahlen für die Präsidentschaft 1992 23,0 % und 1996 20,8 % der Stimmen. Der Einfluss der Paläokonservative ließ nach den Anschlägen vom 11. September 2001 und ihrer Opposition gegen die Kriege in Afghanistan und Irak deutlich nach, weil diese damals in der Republikanischen Partei eine große Zustimmung genossen.
Im Unterschied zu den Neokonservativen sind sie auch Gegner von US-amerikanischer Einmischung in andere Länder (mit dem Ziel, Demokratien zu errichten oder Menschenrechte zu verteidigen). In Fragen der Wirtschaft neigen sie zum Protektionismus und lehnen Freihandelsabkommen wie NAFTA ab.
Außerdem betonen sie Werte wie Tradition, Minimalstaatlichkeit, Antikommunismus, sind entschiedene Gegner des Sozialstaats und von Immigration. Gesellschaftspolitisch teilen sie viele Überzeugungen mit den social conservatives.
Im Gegensatz zu allen anderen Strömungen der Republikaner stehen die Paläokonserativen dem Staat Israel sehr kritisch gegenüber und lehnen eine enge Beziehung der USA mit dem jüdischen Staat ab. Kritik an der Pro-Israel-Ausrichtung der US-Politik überschreitet bei ihnen häufiger die Grenzen zum Antisemitismus. So hat Buchanan Capitol Hill als israelisch besetztes Gebiet bezeichnet. Der konservative Intellektuelle William F. Buckley Jr. verurteilte Buchanans Äußerungen in seinem Buch In Search of Anti-Semitism als judenfeindlich wie auch der konservative Kolumnist Charles Krauthammer. In seinem Buch A Republic, Not an Empire vertritt Buchanan zudem die Ansicht, dass der Eintritt der USA in den Zweiten Weltkrieg falsch gewesen sei, auch gibt Buchanan in seinem Buch Churchill, Hitler, and „The Unnecessary War“. How Britain Lost Its Empire and the West Lost the World Winston Churchill die Schuld am Zweiten Weltkrieg und argumentiert, dass Hitler keinen Krieg gewollt habe. Buchanan warnt in seinem Buch Suicide of a Superpower vor den Folgen von Einwanderung in die USA und sieht The End of White America kommen.
Sprachrohr der Paläokonservative ist die Zeitung The American Conservative, die von Pat Buchanan mitgründet wurde. Zu den bekanntesten Paläokonservativen zählen die Kolumnisten Pat Buchanan und Robert Novak, der frühe Fox‐News‐Moderator Tucker Carlson, der Radiomoderator Alex Jones, der Politikwissenschaftler Paul Gottfried und die Journalisten Taki Theodoracopulos und Joseph Sobran.

#### Neokonservative („Neocons“)

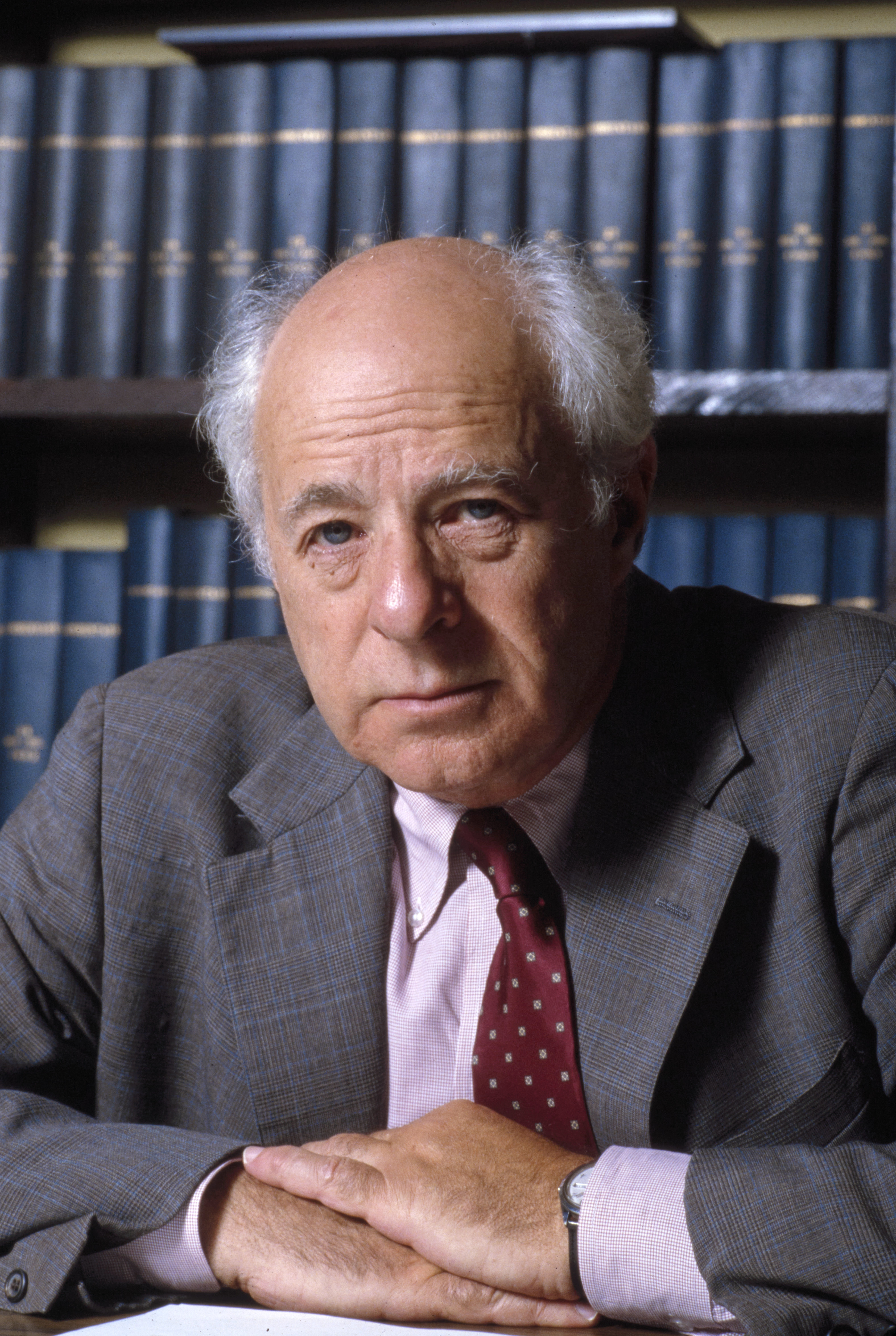
Norman Podhoretz (1986)

Fundamentale Merkmale der gesellschaftspolitisch Konservativen wie die Vorrangigkeit von Familie, Heimat, Staat und Nation sowie die Betonung von Religion und Antikommunismus sind auch bei den Neokonservativen (auch Neocons genannt) verbreitet. Sie unterschieden sich jedoch von anderen Formen des tradierten Konservatismus in zentralen Punkten, weil neokonservative Theoretiker das Verhältnis von Freiheit und Ordnung bzw. Überlieferung und Fortschritt anders gewichten. Der Neokonservatismus strebt nach aktiver Veränderung, statt nach reinem Festhalten an Vergangenem, und wird deshalb gelegentlich auch als „Neue konservative Revolution“ (New Conservative Revolution) bezeichnet. Irving Kristol hatte in diesem Zusammenhang die Sorge geäußert, dass ein reines nostalgisches Festhalten an Vergangenem nur zu unrealistischen und utopischen Ideen führen würde.
Vertreter dieser Strömung gelten wegen ihrer Befürwortung militärischer Konfliktregulierung oftmals als Hardliner („Falken“) und werden als Architekten eines interventionistischen Unilateralismus der USA angesehen. Die Neokonservativen sehen es als Aufgabe der US-Außenpolitik, Demokratie in der Welt zu verbreiten und für Menschenrechte weltweit einzutreten, auch mit militärischen Mitteln und sind Verfechter des amerikanischen Exzeptionalismus. Damit stehen sie im Gegensatz zu außenpolitischen Realpolitikern.
Als die geistigen Väter der Neocons gelten Irving Kristol und Norman Podhoretz. Irving Kristols The Public Interest und Norman Podhoretzs Commentary wurden zu den wichtigsten Zeitungen der Neokonservativen, 1995 kam noch The Weekly Standard hinzu, welches von Irving Kristols Sohn William Kristol geleitet wurde. Zudem wurden neokonservative Denkfabrik wie Project for the New American Century, Foreign Policy Initiative und Foundation for Defense of Democracies gegründet.
Viele der neokonservativen Intellektuellen sind jüdischer Herkunft und einige von ihnen, wie zum Beispiel Irving Kristol, begannen in der Politik mit Sympathien für kommunistische Ideen und als Anhänger des Trotzkismus. Durch die Entwicklung der Sowjetunion unter Stalin rückten sie nach rechts, wurden zu liberalen Antikommunisten und fanden in der Demokratischen Partei ihre Heimat.
Dort unterstützten sie vor allem die antikommunistische Außenpolitik von Harry S. Truman (Truman-Doktrin), John F. Kennedy und Lyndon B. Johnson sowie den Vietnamkrieg. Ein führender Kopf dieser Strömung war der demokratische Senator Henry M. Jackson. Einige der späteren führenden Neokonservativen wie Richard Perle, Paul Wolfowitz und Douglas Feith waren in dieser Zeit Mitarbeiter von Senator Jackson. Durch die Nominierung des Vietnamkriegsgegners George McGovern und der ihrer Meinung nach schwachen Außenpolitik von Jimmy Carter gegenüber der Sowjetunion wandten viele Vertreter der Neocons den Demokraten den Rücken zu und fanden bei den Republikanern eine neue politische Heimat, wobei einige wenige wie Joe Lieberman und James Woolsey bei den Demokraten blieben. Viele Neokonservative hatten die Sozialprogramme des New Deals von Franklin D. Roosevelt fanden aber, dass das Ausmaß der Sozialprogramme unter Lyndon B. Johnsons Great Society eher dauerhafte Abhängigkeit vom Staat förderte als den ärmeren Bevölkerungsschichten aus der Armut zu helfen.
Ein weiterer Grund für das Abwenden der Neocons von den Demokraten war, dass diese zunehmend kritischer gegenüber Israel wurden. In der Außenpolitik fand die harte Haltung Ronald Reagans gegenüber der Sowjetunion, die er als Reich des Bösen bezeichnete, fand bei den Neocons viel Zustimmung (Reagan-Doktrin). Aufgrund dieses politischen Wandels kommt diese Strömung auch zu ihrem Namen Neokonservative bzw. Neukonservative.

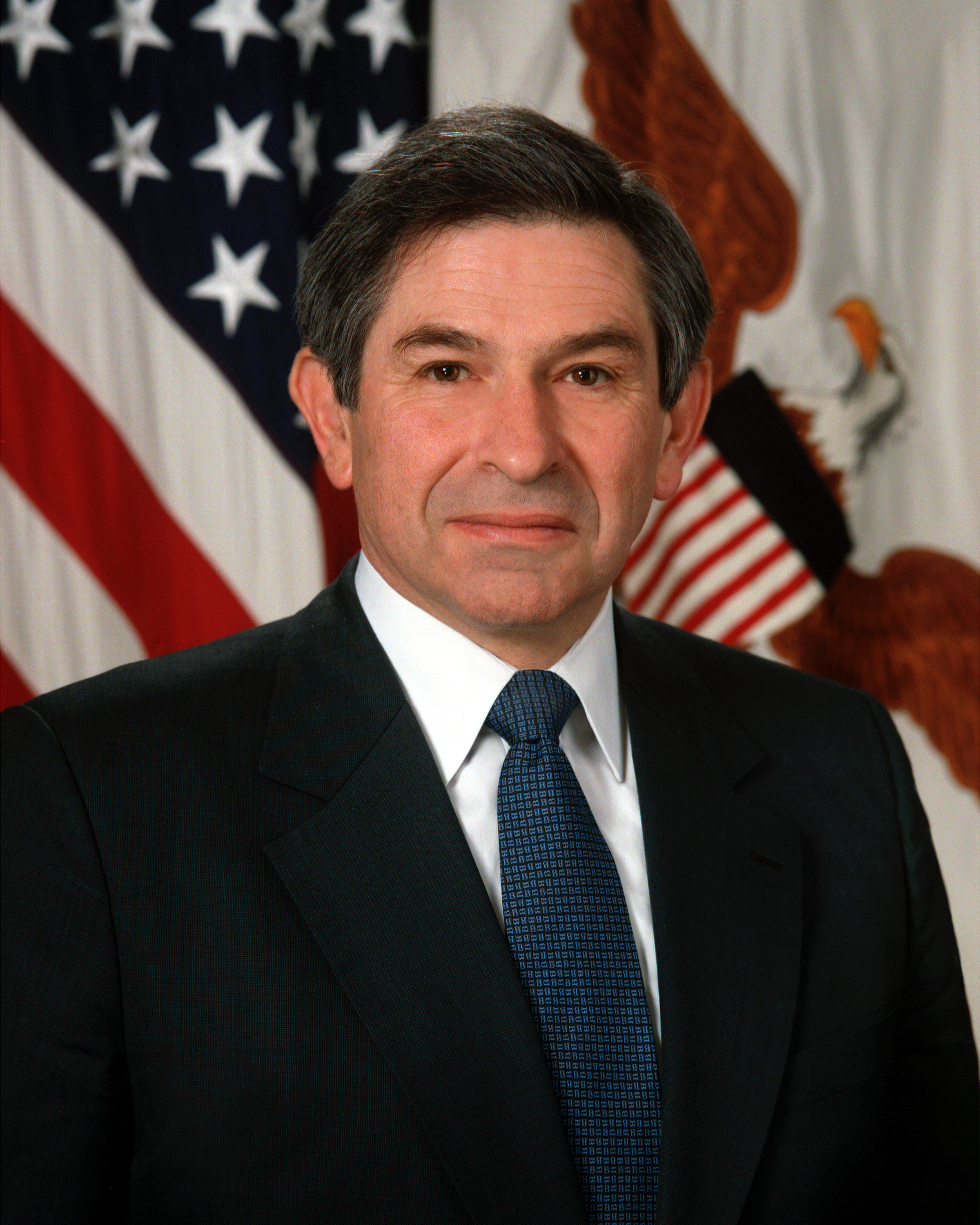
Paul Wolfowitz (2001)

Nach den Terroranschlägen vom 11. September 2001 gewannen die politischen Vorstellungen der Neocons in der Regierung von George W. Bush stark an Bedeutung. Sie traten für eine entschiedene Bekämpfung des „Islamfaschismus“ ein, vor allem von den Terror-Organisationen wie Al-Qaida, ISIS und der Taliban, aber auch von Regimen, die Terroristen unterstützten, wie das von Saddam Hussein im Irak und das von Ali Chamenei im Iran. Ihrer Vorstellung nach ließen sich der Terrorismus und der Islamismus in der muslimischen Welt am besten bekämpfen, indem die USA in diesen Ländern versuchen, liberale Demokratien nach westlichem Vorbild zu errichten. Dafür sollte laut der Neocons auch das US-Militär eingesetzt werden, um diktatorische Regime von der Macht zu entfernen. Diese Ideen beeinflussten sowohl die Kriege im Irak als auch in Afghanistan (Bush-Doktrin) und fanden in dieser Zeit unter den Republikanern bereite Zustimmung. In diesem Zusammenhang wurden von ihnen die Begriffe Schurkenstaat, Achse des Bösen und Vorposten der Tyrannei für Regime und Staaten geprägt, die Terroristen unterstützten oder Massenvernichtungswaffen herstellen.
Viele Neokonservative sind zudem überzeugte Zionisten und stehen der Likud-Partei in Israel nahe. 1996 verfassten die Neocons Richard Perle, Douglas Feith und David Wurmser eine politische Handlungsempfehlung für den israelischen Ministerpräsidenten Benjamin Netanjahu mit dem Titel A Clean Break: A New Strategy for Securing the Realm. In diesem lehnen sie das Konzept „land for peace“ im Umgang mit der PLO und Syrien ab und empfehlen stattdessen „peace for peace“ und „peace through strength“ als neue Strategie für die israelische Außenpolitik. Eine Ausnahme bildet hier Robert Kagan, der 2019 Israel und Netanjahu vorwarf, sich von der „liberalen Weltordnung“ abgewandt zu haben.
Im Unterschied zu den außenpolitischen Hardlinern sehen viele Neokonservative amerikanische Beziehung zu diktatorischen Regimen wie dem von Husni Mubarak in Ägypten und dem in Saudi-Arabien kritisch. Natan Scharanski, Richard Perle und David Frum machten sich 2004 für einen Regimewechsel in Saudi-Arabien stark. Viele Neokonservative äußerten Unterstützung für die Proteste im Arabischen Frühling und hofften, dass dieser Demokratie in den Nahen Osten bringen würde. Auch Robert Kagan sieht die engen Beziehungen der USA zu Diktaturen in der arabischen Welt kritisch und ist davon überzeugt, dass wenn man die Gelder, die die USA diesen Regimen in der Vergangenheit zur Verfügung gestellt habe, stattdessen für den Aufbau demokratischer Strukturen im Nahen Osten verwendet hätte, die Länder dort längst Demokratien wären.
Ein bekannter Vertreter der Neocons war Francis Fukuyama, der 1989 mit seiner These vom Ende der Geschichte für Aufsehen sorgte und einen weltweiten Siegeszug der Demokratie und des Liberalismus vorhersagte. Eine These, die selbst unter den Neocons stark umstritten war. Robert Kagan veröffentlichte 2008 ein Buch mit dem Titel The Return of History and the End of Dreams. In dem Buch argumentierte Kagan, dass autoritäre Staaten wie Russland und China nach wie vor die liberale Demokratie als Staatsform anzweifeln und damit aus seiner Sicht eine größere Herausforderung für den weltweiten Liberalismus darstellen als die Terrorgruppe al-Qaeda. Nach dem aus seiner Sicht gescheiterten Irakkrieg distanzierte sich Fukuyama 2006 von den neokonservativen Ideen und wies auf den aus seiner Sicht elementaren Widerspruch der Weltsicht der Neocons hin, dass diese innenpolitisch die Auffassung vertreten, dass der Staat in den USA nicht der Lage sei, mit staatlichen Programmen Armut zu bekämpfen, aber dass der US-Staat in der Außenpolitik gleichzeitig effektiv genug sei, Demokratie in Ländern wie dem Irak erfolgreich zu verwirklichen. Kagan vertritt hingegen die Auffassung, dass der Erfolg vom Liberalismus und Demokratie in der zweiten Hälfte des 20. Jahrhunderts keine zwingende historische Entwicklung war, sondern vor allem auf Grund der führenden Rolle der USA in der Weltpolitik und ihrer militärischen Macht zustande kam. Daher vertritt er die These, dass eine weniger dominante Rolle Amerikas in der Welt, unweigerlich zu mehr Diktaturen und eine Zunahme von autoritären Staaten führen würde. Fukuyama vertritt die gegenteilige Auffassung, seiner Meinung nach, ist die Entwicklung der Menschheit hin zum Liberalismus und Demokratie eine natürliche Entwicklung, welche sich nach der These von Georg Wilhelm Friedrich Hegel aus dem Kampf um Anerkennung aus der Natur des Menschen ergibt, aber Gesellschaften diese Entwicklung eigenständig durchmachen müssten und das Versuche diese Entwicklung durch Interventionen von Außen zu beschleunigen (wie zum Beispiel der Irakkrieg) kontraproduktiv seien. Kagan widerspricht der Ansicht Fukuyamas, dass die menschliche Natur unweigerlich zu Liberalismus und Demokratie führen würde. Kagans Meinung nach führe die Natur des Menschen ihn häufig lediglich dazu, Rechte und Anerkennung für sich selbst und Angehörige seiner ethnischen Gruppen einzufordern, aber diese Rechte nicht zwangsläufig auch für andere Gruppen zuzubilligen. Menschen nehmen laut Kagan die Unterdrückung anderer ethnischer Gruppen hin. Als Beispiel führt Kagan die Abschaffung der Sklaverei und Rassentrennung im Süden der USA an, welche seiner Auffassung nach nur durch den Bürgerkrieg und politischen Druck des Nordens zustande kam. Der Süden hätte die beiden Praktiken nie von selbst abgeschafft, so Kagan.
Mit dem Ende der Regierung von George W. Bush nahm der Einfluss der Neocons auf die Republikanische Partei wieder ab, Gründe dafür waren der Aufstieg der Tea-Party-Bewegung und Donald Trumps Präsidentschaft. Neocons wie David Frum sahen den Einfluss der Tea Party die Partei kritisch, während andere wie Norman Podhoretz den Einfluss der Tea Party positiv bewertet haben.
Viele der Neocons gehören zur Never-Trump-Bewegung und stehen in Opposition zu Trump und seiner Außenpolitik vor allem wegen seiner Haltung zur NATO und zum Russisch-Ukrainischen Krieg.
Einige von ihnen haben deshalb auch Trumps demokratische Gegenkandidaten wie Hillary Clinton, Joe Biden und Kamala Harris unterstützt.
Einige Neocons verließen wegen Trump die Republikanische Partei wie beispielsweise William Kristol, der wieder der Demokratischen Partei beitrat. Einer der prominentesten Trump-Kritiker unter den Neocons ist Robert Kagan. Kagan gab im Februar 2016 seinen Austritt aus der Partei bekannt und sieht die Verantwortung für den Aufstieg Trumps bei der Partei selbst:
Trump ist kein Zufallsprodukt. Ebenso wenig kapert er die Republikanische Partei oder die konservative Bewegung, falls es so etwas überhaupt gibt. Er ist vielmehr eine Schöpfung der Partei, ihr Frankenstein-Monster, das von der Partei zum Leben erweckt, von der Partei genährt und nun stark genug gemacht wurde, um seinen Schöpfer zu zerstören.
Kagan erklärte vor den Wahlen 2016, es sei die Pflicht jedes anständigen Republikaners, für Hillary Clinton zu stimmen, die USA unter Trump bezeichnete er 2018 als Schurken-Supermacht und 2023 warnte er, dass bei einem Wahlsieg Trumps eine Diktatur in den USA drohe. Einer der wenigen Neocons der Trump dagegen unterstützt, ist Norman Podhoretz. Seine Haltung begründete Podhoretz 2016 mit seiner Ablehnung von Hillary Clinton und ihrer Befürwortung des Iran-Atomabkommens, welches seiner Meinung nach zu einer iranischen Atombombe und zu einem Atomkrieg mit Israel führen würde. Zur Never-Trump-Bewegung, der sich viele Neocons angeschlossen haben, sagte er:
Der Hass, der sich bei meinen Freunden gegen Trump aufbaute, begann mich zu stören. Ich war wirklich angewidert. Ich dachte nur, es gäbe keinen objektiven Zusammenhang. Man könnte meinen, er sei für das Amt ungeeignet – das konnte ich verstehen –, aber die Abscheu meiner Freunde ging immer mit Angriffen auf die Leute einher, die ihn unterstützten. Sie nannten sie unehrenhaft, Opportunisten oder Feiglinge – und das wurde von Leuten wie Bret Stephens, Bill Kristol und verschiedenen anderen getan. Und das nahm ich ihnen übel.
Prominente Politiker der Neocons sind der stellvertretende Verteidigungsminister in der Regierung von George W. Bush Paul Wolfowitz und der ehemalige Senator John McCain. Auch die Intellektuellen Norman Podhoretz, Irving Kristol, Donald Kagan, Richard Perle, Eliot A. Cohen und Natan Scharanski sowie die Kolumnisten William Kristol, Robert Kagan, David Frum, Douglas Murray, Midge Decter und John Podhoretz gehören dieser Strömung an.

#### Außenpolitische Hardliner („Falken“)
Die außenpolitischen Hardliner streben ähnlich wie die Neokonservativen eine starke Rolle Amerikas in der Welt an, jedoch legen sie den Fokus mehr auf Bedrohungen für die nationale Sicherheit der USA und weniger auf das Verbreiten von Demokratie und Menschenrechten. Charles Krauthammer prägte für diese politische Strömung in Abgrenzung zu den aus seiner Sicht zu idealistischen Neocons Democratic Realism. Ben Shapiro fasst den Unterschied zwischen den Neocons und den Falken in Bezug auf den Irakkrieg und die Idee, weltweit die Demokratie zu verbreiten, so zusammen:
Den Irakern ihre Freiheit zu geben, so schön das auch klingen mag, ist keine ausreichende Rechtfertigung für einen Krieg. China ist eine Diktatur. Nordkorea ist eine Diktatur. Saudi-Arabien, Libyen, Syrien, Pakistan und Ägypten sind allesamt Diktaturen. Wir können nicht alle diese Regime stürzen, nur um ihre Bürger zu befreien. Wir müssen uns auf jene Regime konzentrieren, die die amerikanische Sicherheit gefährden.
In dieser Einschätzung der Neocons liegt eine Schnittmenge zu den außenpolitischen Realpolitikern vor. Was sie jedoch von ihnen unterscheidet, ist die Überzeugung der außenpolitischen Hardliner, dass in Konfliktlagen mit diktatorischen Regimen wie Iran und Nordkorea eine harte, kompromisslose Haltung (das Drohen mit oder die Ausführung von Einsätzen des Militärs) die bessere Option sei, während außenpolitische Realpolitiker häufig Diplomatie als bestes Mittel sehen, um amerikanische Interessen durchzusetzen.
Vordenker dieser Strömung war der Intellektuelle James Burnham. Während des Kalten Krieges kritisierten die Falken wie Burnham die US-Außenpolitik der Containment-Politik (Eindämmung) gegenüber der Sowjetunion und forderten stattdessen eine Politik, die das Zurückdrängen des Kommunismus (Rollback-Politik) zum Ziel hat. In dieser Zeit gehört der US-Senator Barry Goldwater zu den bekanntesten Vertretern dieser Strömung. Die Falken unterstützen den Vietnamkrieg und lehnten Abrüstungsverträge sowie die Entspannungspolitik der außenpolitischen Realpolitiker wie Richard Nixon und Henry Kissinger gegenüber der Sowjetunion ab. Der harte Kurs in der Außenpolitik gegenüber der Sowjetunion unter Ronald Reagan wurde von den Falken stark begrüßt.

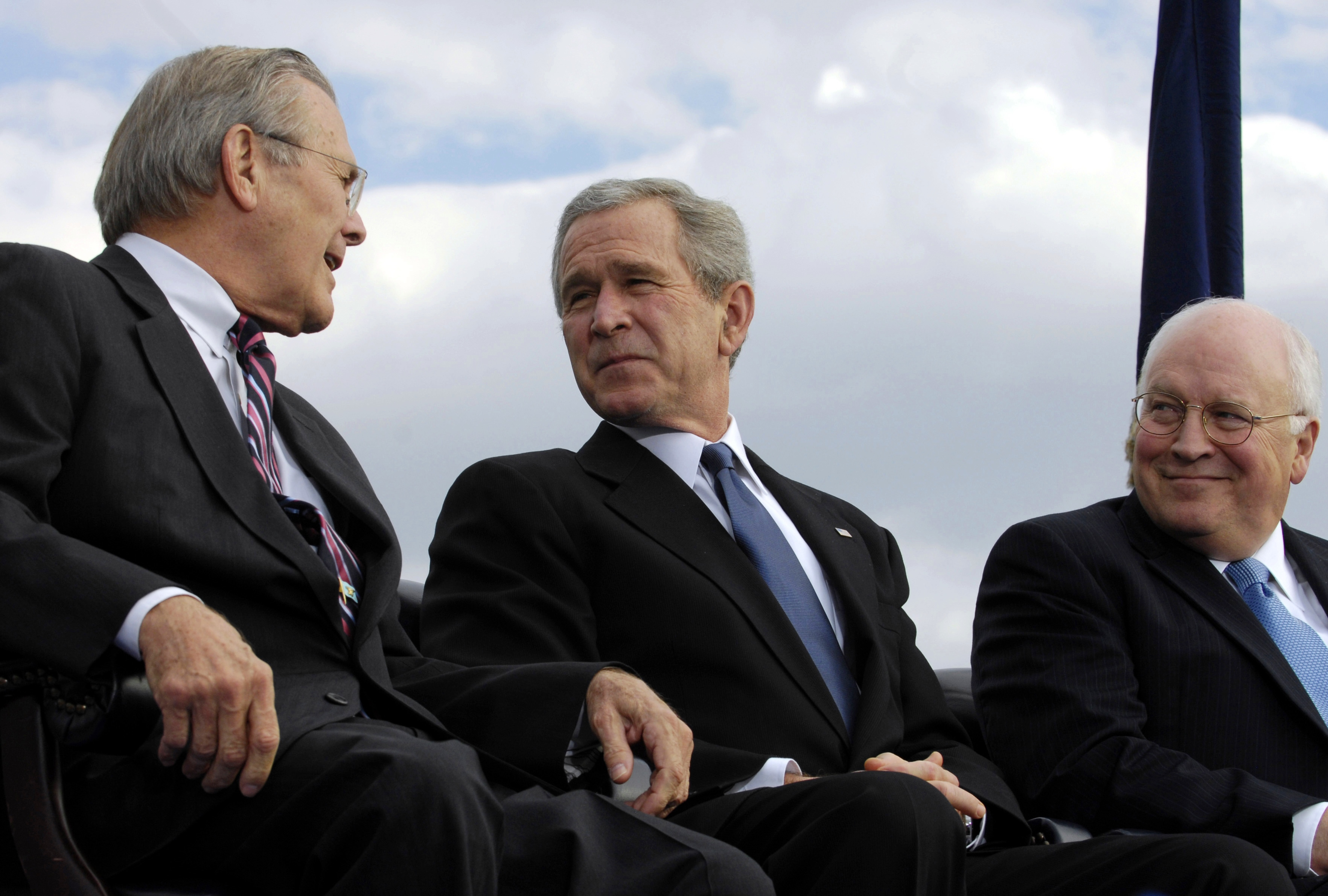
Donald Rumsfeld, George W. Bush und Dick Cheney (2006)

Nach den Anschlägen vom 11. September 2001 befürworteten sie eine starke militärische Antwort und unterstützen den Irakkrieg und den Afghanistankrieg. Diplomatie und Entgegenkommen wird von Vertretern dieser Strömung als eine Politik der Schwäche bzw. als Appeasement-Politik abgelehnt. Stattdessen bezeichnen die Hardliner ihre Politik als Frieden durch Stärke. Auch wenn viele außenpolitische Hardliner Regimewechsel und den Irakkrieg unterstützten, so lehnen sie doch eine Politik des Nation-Building, wie beispielsweise von Präsident Bill Clinton in Somalia, ab. Dennoch sind wie die Neocons auch die außenpolitischen Hardliner von der Idee des amerikanischen Exzeptionalismus überzeugt. Reagan bezeichnete die USA in seinen Reden wiederholt als „shining City upon a Hill“ und als „the last best hope of man on earth“.
Die außenpolitischen Hardliner unterstützen im Gegensatz zu den Neokonservativen ein enges Bündnis mit autoritären, amerikafreundlichen Regimen wie dem in Ägypten und dem in Saudi-Arabien. So verfasste Jeane Kirkpatrick, zwischen 1981 und 1985 Botschafterin bei der UN, 1979 eine Kolumne mit dem Titel Dictatorships and Double Standards. In dieser erläuterte sie ihre Auffassung, dass die USA sich mit rechtsgerichteten Militärdiktaturen, die aus ihrer Sicht weniger schlimm als kommunistische Regime seien, gegen die Sowjetunion verbünden sollten.
Während viele Neokonservative im Arabischen Frühling eine Chance sahen, Demokratie in den Nahen Osten zu bringen, so befürchteten die außenpolitischen Hardliner eine Schwächung moderater arabischer Diktatoren und eine Zunahme des Einflusses radikaler und amerikafeindlicher Kräfte. Donald Rumsfeld, als Verteidigungsminister unter George W. Bush einer der Architekten des Irakkrieges, distanzierte sich 2015 von dem Ziel der Bush-Regierung und der Neokonservativen, aus dem Irak eine Demokratie nach westlichem Vorbild zu machen:
Die Vorstellung, dass wir eine Demokratie im Irak formen könnten, schien mir unrealistisch. Ich war besorgt, als ich das erste Mal davon hörte... Ich glaube nicht, dass unsere Demokratie-Vorlage passend ist für jedes andere Land zu jedem Zeitpunkt in der Geschichte.

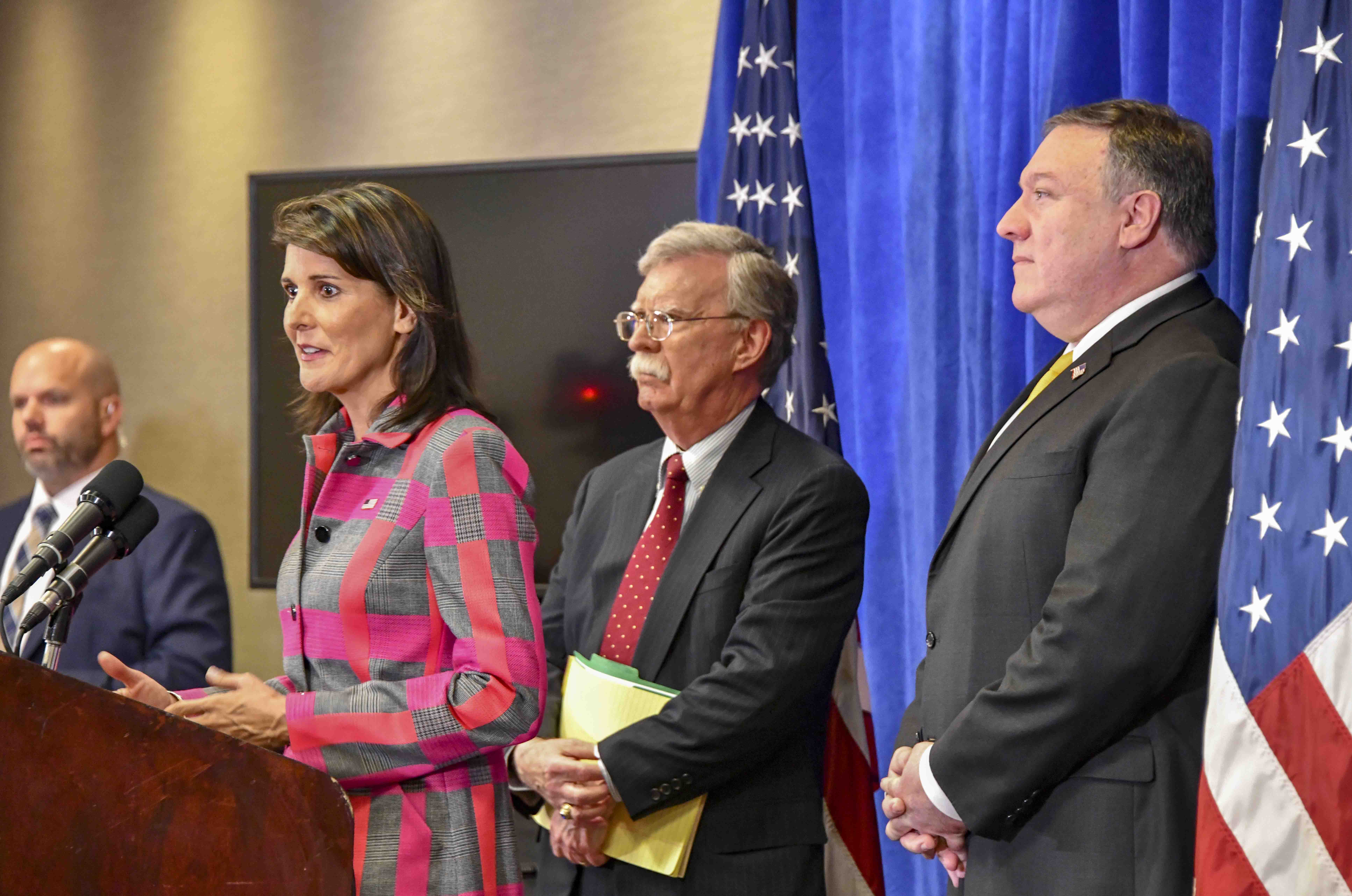
Nikki Haley, John R. Bolton und Mike Pompeo (2018)

Heute treten die außenpolitischen Hardliner für eine starke Unterstützung Israels durch die USA, militärische Aktionen gegen das Atomprogramm des Iran, eine harte Haltung der USA zu Nordkorea und Syrien und eine Bewaffnung der ukrainischen Armee im Krieg gegen Russland ein.
Im Gegensatz zu den Neokonservativen, die bei den Demokraten begannen und zu den Republikanern wechselten, gehörten die meisten Vertreter dieser Strömung den Republikanern bereits während der Gesamtheit ihrer politischen Karriere an. Viele von ihnen unterstützten die Kandidatur von Donald Trump im Jahr 2016. Einige von ihnen, wie der frühere Außenminister Mike Pompeo und der ehemalige Sicherheitsberater John Bolton, wurden Mitglieder in seiner Regierung.
Zu dieser Strömung gehören neben Ronald Reagan zahlreiche Vertreter seiner Regierung wie sein Nationaler Sicherheitsberater William P. Clark, der CIA-Direktor William J. Casey und die UN-Botschafterin Jeane Kirkpatrick. In der Regierung von George H. W. Bush war der Vizepräsident Dan Quayle der bekannteste Vertreter dieser Strömung. Aus dem Kabinett von George W. Bush gehörten neben dem Präsidenten auch der Vizepräsident Dick Cheney und der Verteidigungsminister Donald Rumsfeld dazu sowie aus der Trump-Regierung der Außenminister Mike Pompeo, die Sicherheitsberater John R. Bolton und Robert O’Brien, die UN-Botschafterin Nikki Haley und der Beauftragte für Iran und Venezuela Elliott Abrams. Auch die Tochter von Dick Cheney, die ehemalige Kongressabgeordnete Liz Cheney, der Senator Tom Cotton, der Historiker Richard Pipes, der Radiomoderator Hugh Hewitt, die Kolumnisten Charles Krauthammer, Daniel Pipes und Ben Shapiro gehören dieser Strömung an.

#### Fiskalpolitisch Konservative („fiscal conservatives“)
Als fiskalpolitisch konservativ bezeichnen sich vor allem Politiker, die für eine restriktive Fiskalpolitik eintreten. Das bedeutet sie lehnen Deficit spending ab und streben einen Abbau der öffentlichen Schulden an. Dies soll in erster Linie durch einen schlanken Staat sowie Ausgabenkürzungen erreicht werden. Viele fiscal conservatives wollen gleichzeitig durch Deregulierung und Steuersenkungen für Konzerne und obere Einkommen Wirtschaftswachstum generieren, das wiederum die Einnahmen des Staates erhöhen soll.
Allerdings handelt es sich bei fiskalpolitisch Konservativen nicht zwangsläufig um gesellschaftspolitisch konservativ eingestellte Politiker. Auch viele als moderat geltende Republikaner berufen sich auf diesen Ansatz in der Finanzpolitik. Darüber hinaus verstehen sich auch viele Demokraten als fiscal conservatives. Im Unterschied zu der Mehrzahl an Republikanern setzen sie bei der Haushaltskonsolidierung aber auch auf Steuererhöhungen; vor allem bei oberen Einkommen, was bei Republikanern meist abgelehnt wird.

### Wirtschaftsliberale („Reaganomics“)

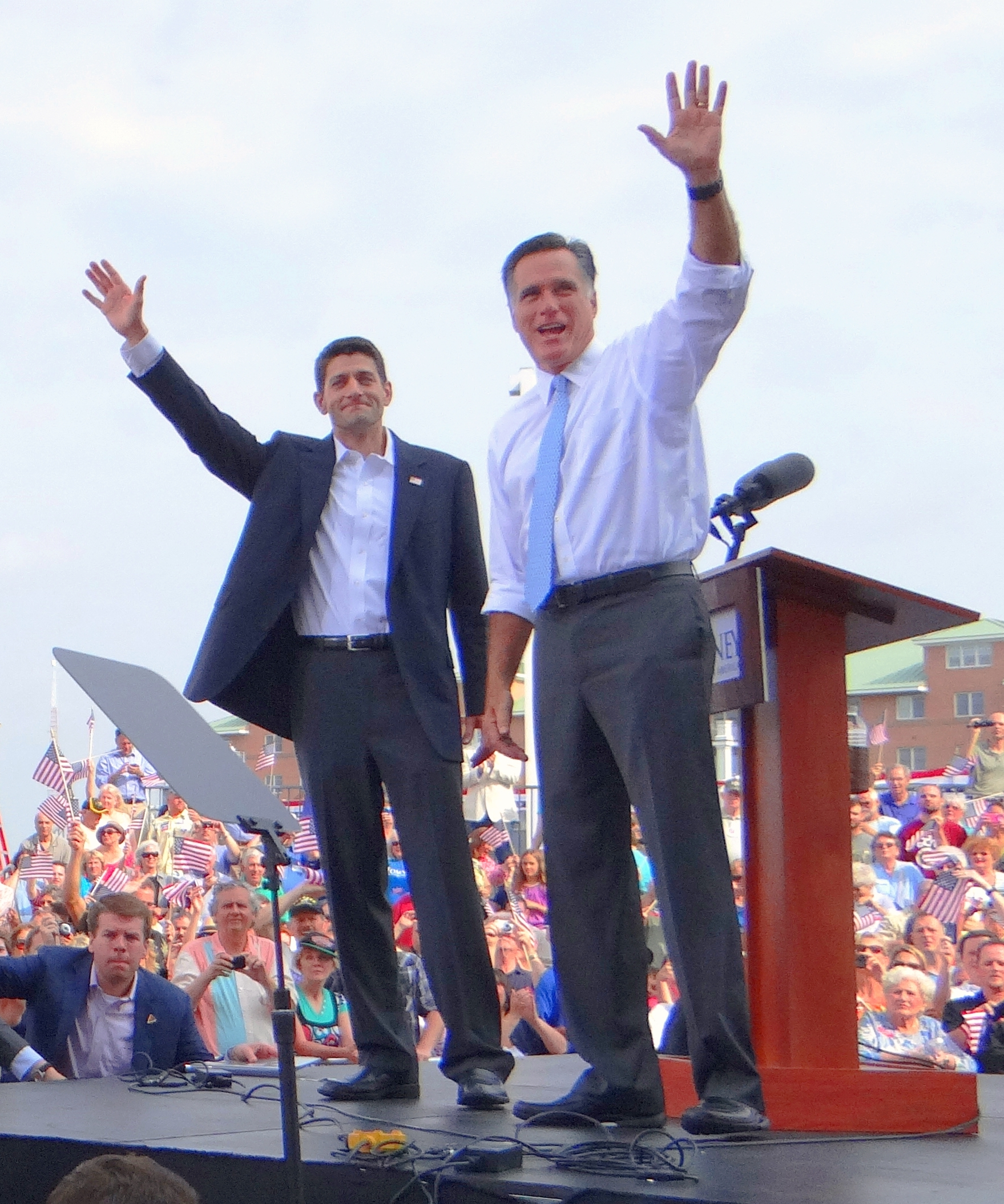
Mitt Romney und Paul Ryan (2012)

Die Wirtschaftsliberalen stehen vor allem für Wirtschaft und unternehmensfreundliche Politik. Sie stehen für angebotsorientierte Wirtschaftspolitik, den Trickle-down-Effekt, die Laffer-Kurve und Reaganomics. Sie fordern Steuersenkungen für Wohlhabende und Unternehmen sowie weniger Auflagen, Vorschriften und Bürokratie für Unternehmen. Ihrer Meinung nach wird diese Politik zu mehr Wirtschaftswachstum und zu mehr Jobs führen. Viele der Wirtschaftsliberalen befürworten auch eine Flat Tax. Sozialausgaben und Sozialprogramme werden von den Wirtschaftsliberalen sehr skeptisch gesehen. Oft finanzieren die Wirtschaftsliberalen Steuersenkungen mit dem Abbau von Sozialausgaben. Die Wirtschaftsliberalen nehmen für Steuersenkungen meist auch höhere Schulden in Kauf, was sie in Konflikt mit den fiskalpolitischen Konservativen führt, die gegen die Aufnahme von neuen Schulden sind. Einfluss auf die politischen Ideen der Wirtschaftsliberalen hatte der österreichische Ökonom Friedrich August von Hayek. Die Vordenker der Wirtschaftsliberalen bei den Republikanern waren der Senator Barry Goldwater, der Kongressabgeordnete
Jack Kemp, der Ende der 70er Jahre Steuersenkungen zur populären Forderung der Republikaner machte und der Wirtschaftswissenschaftler Milton Friedman, der sowohl Goldwater als auch später Ronald Reagan in Wirtschaftsfragen beraten hat.
Zu den Wirtschaftsliberalen zählen die früheren US-Präsidenten Ronald Reagan und George W. Bush, der Chefredakteur des Forbes Magazine Steve Forbes, der frühe Gouverneur von Massachusetts Mitt Romney, der ehemalige Sprecher des Repräsentantenhauses Paul Ryan, die Ökonomen Arthur B. Laffer und Larry Kudlow, der frühe Finanzminister
Steven Mnuchin, der ehemalige Gouverneur von Kansas Sam Brownback, der ehemalige Gouverneur von Wisconsin Scott Walker und der Kolumnist Ben Shapiro.

### Religiöse Rechte

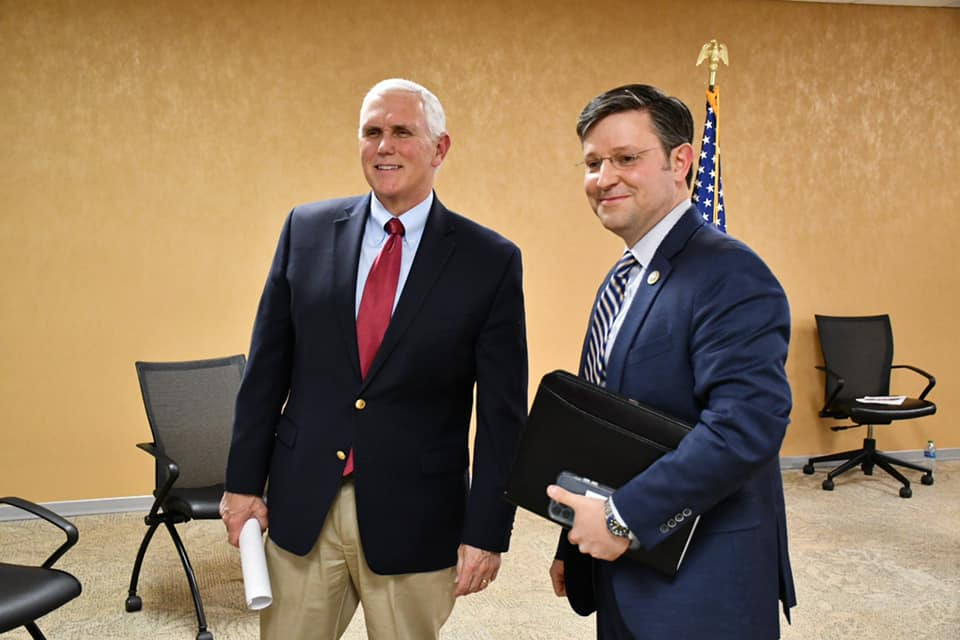
Mike Pence und Mike Johnson (2021)

Religiöse Rechte betonen die Wichtigkeit der Religion und vertreten in gesellschaftspolitischen Bereichen meist noch restriktivere Positionen als die traditionell konservativen Republikaner. So lehnen sie beispielsweise die Evolutionstheorie, Abtreibungen, Homosexualität und Stammzellforschung ab. Viele Vertreter der Religiösen Rechten bestreiten außerdem die Existenz einer menschengemachten Globalen Erwärmung; einzelne Stimmen innerhalb dieser Strömung widersprechen dem aber. Viele der Religiösen Rechten sind christliche Zionisten. Sie lehnen einen palästinensischen Staat ab und unterstützen den israelischen Siedlungsbau. Damit steht ihre Politik im Gegensatz zu der Nahostpolitik Bushs, der mit der Roadmap auf die Schaffung eines Staates Palästina abzielte.
Zu den Religiösen Rechten gehören der Sprecher des Repräsentantenhauses Mike Johnson, der ehemalige Vizepräsident Mike Pence, der ehemalige Gouverneur von Arkansas Mike Huckabee, der Senator Ted Cruz, der ehemalige Energieminister Rick Perry, der ehemalige Gouverneur von Louisiana Bobby Jindal, der ehemalige Gouverneur von Kansas Sam Brownback, der ehemalige Fraktionsvorsitzenden im Repräsentantenhaus Tom DeLay, die ehemalige Gouverneurin von Alaska Sarah Palin, der frühere Senator Rick Santorum, Ex-Bauminister Ben Carson und die frühere Kongressabgeordnete Michele Bachmann. Ebenfalls zu den Religiösen Rechten gehören Jerry Falwell, sein Sohn Jerry Falwell Jr., John Hagee und Pat Robertson. Ein sehr prominenter Anhänger der Religiösen Rechten ist Chuck Norris.

### Tea-Party-Bewegung

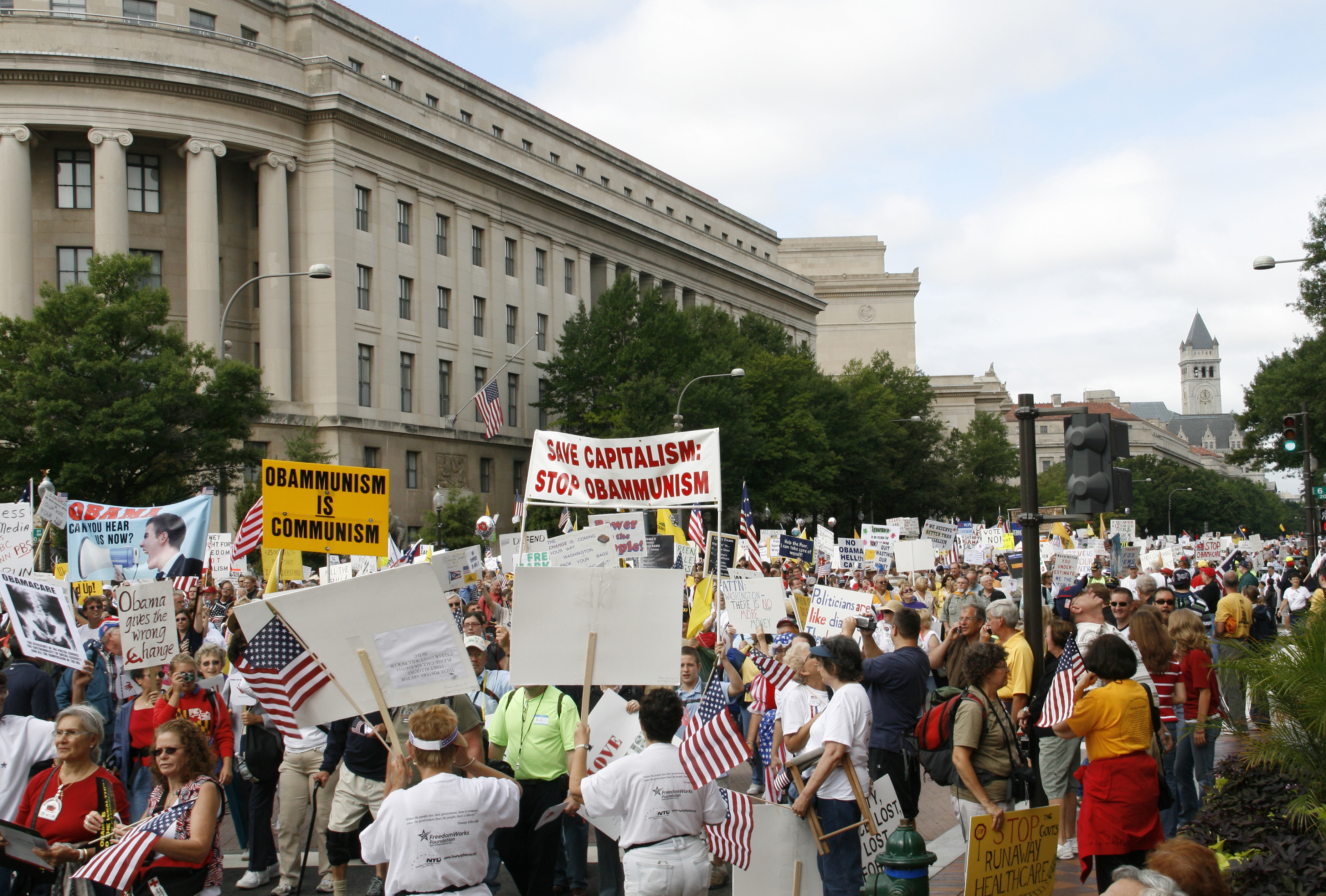
Tea-Party-Demonstration

Die Tea-Party-Bewegung gründete sich 2009 als Protestbewegung und wurde später zu einer einflussreichen Größe innerhalb der Partei. Die Ideologie der Tea-Party-Bewegung ist stark vom Libertarismus (Paläolibertarismus) beeinflusst. Amerikanischer Libertarismus basiert wesentlich auf dem radikalindividualistischen Objektivismus von Ayn Rand und der heterodoxen Wirtschaftstheorie der Österreichischen Schule von Ludwig von Mises und Friedrich August von Hayek. Dazu gehört reiner Laissez-faire-Kapitalismus und die Ablehnung von jeder Art von Sozialpolitik sowie von sozialer Gerechtigkeit. Politisch steht sie für einen Limited-Government-Konservativismus, also eine Verringerung der Macht der Bundesregierung, und definiert ihr Leitbild im Contract from America. Die Tea-Party-Bewegung wird von der Religiösen Rechten und den Neokonservativen unterstützt, ohne sich deren gesellschaftspolitische Aussagen zu eigen zu machen. Die globale Erwärmung wird von den meisten Unterstützern der Bewegung nicht als menschengemacht betrachtet; auch die Gesundheitsreform von US-Präsident Obama sehen einige als „sozialistisches Teufelszeug“.
Viele Anhänger dieser Fraktion stehen aber nicht nur den Demokraten ablehnend gegenüber (besonders US-Präsident Barack Obama wird von vielen als „Feindbild“ angesehen), auch viele gemäßigt konservative Republikaner werden negativ bewertet. Anhänger der Tea-Party-Bewegung sind der Auffassung, die Republikaner des „Establishments“ seien mitverantwortlich für die hohen Schulden der US-Regierung. Sie werden häufig auch als abgehoben tituliert; es wird ihnen vorgeworfen, keinen Bezug zur Lebenswirklichkeit vieler Amerikaner zu haben. Nach ihrem Siegeszug bei den Wahlen 2010 musste die Bewegung 2012 und 2014 wieder Rückschläge gegenüber den traditionell Konservativen hinnehmen.

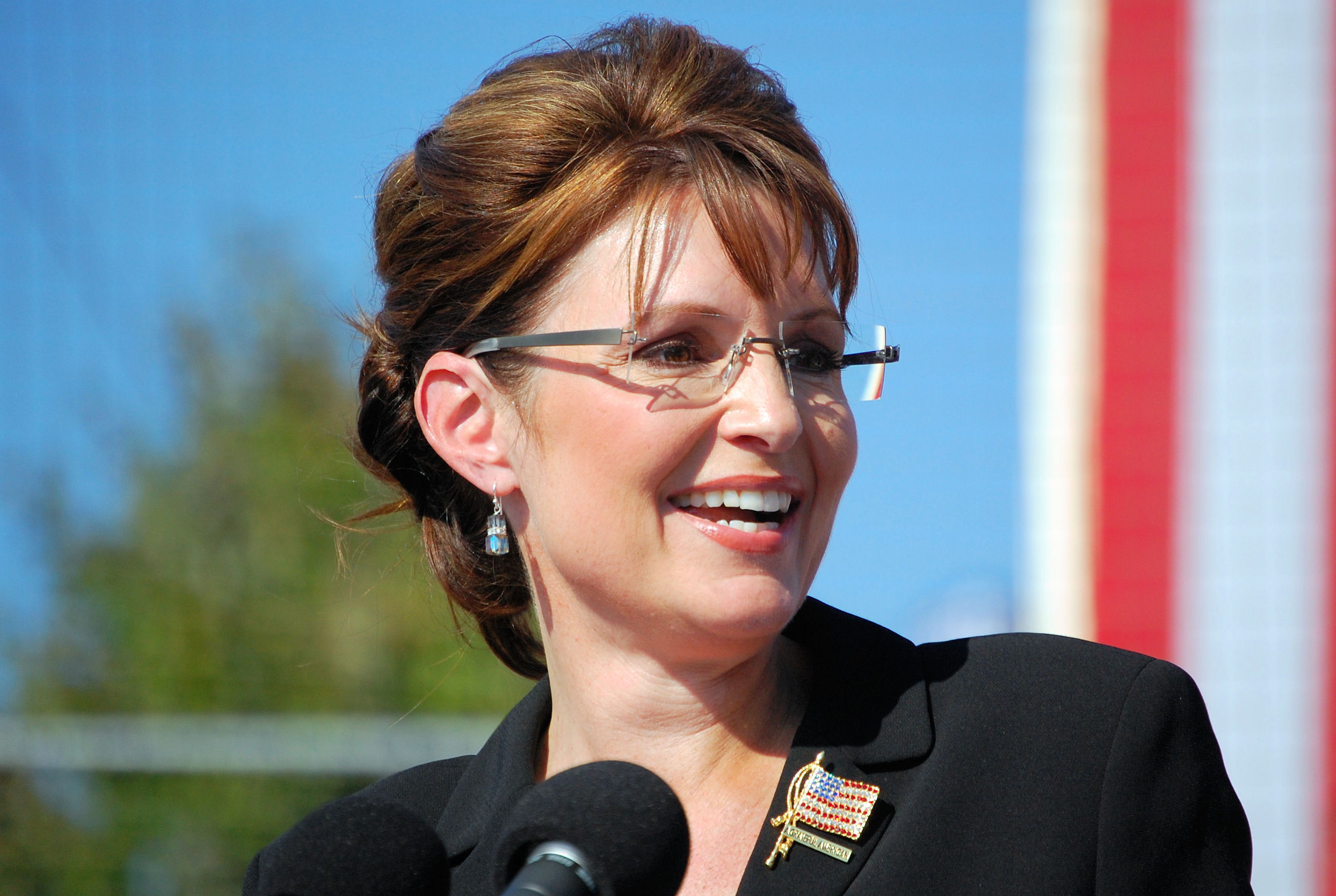
Sarah Palin (2008)

Im Jahr 2016, nach der Nominierung von Donald Trump als Kandidat zum US-Präsidenten und dem Ende von Obamas Präsidentschaft, gilt die Tea-Party-Bewegung laut Politico als „tot“. Einige bekannte Tea-Party-Unterstützer wurden zu Anhängern von Donald Trump wie Sarah Palin und Jim Jordan oder Mitgliedern seiner Regierung wie Mike Pence, Mike Pompeo, Mick Mulvaney und Mark Meadows, während andere zu großen Kritikern seiner Person und seiner Politik wurden, wie Jeff Flake und Joe Walsh.
Bekannte Figuren sind die früheren Kongressabgeordneten Michele Bachmann, Allen West, Dick Armey, Ron Paul, Joe Walsh, Mike Pompeo, Mick Mulvaney, Mark Meadows, Jim Jordan, Jason Chaffetz, Dave Brat, Ron DeSantis und Mike Pence, die ehemalige Gouverneurin von Alaska Sarah Palin, die ehemaligen Senatoren Jim DeMint und Jeff Flake, der ehemalige Gouverneur von Wisconsin Scott Walker sowie die Senatoren Marco Rubio, Pat Toomey, Ron Johnson, Ted Cruz, Rand Paul, Mike Lee, Tim Scott und der Unternehmer Herman Cain. Der Tea Party nahestehend sind auch die konservativen Radiomoderatoren Rush Limbaugh, Sean Hannity, Mark Levin und Glenn Beck.

### Nationalisten („Trumpismus“)

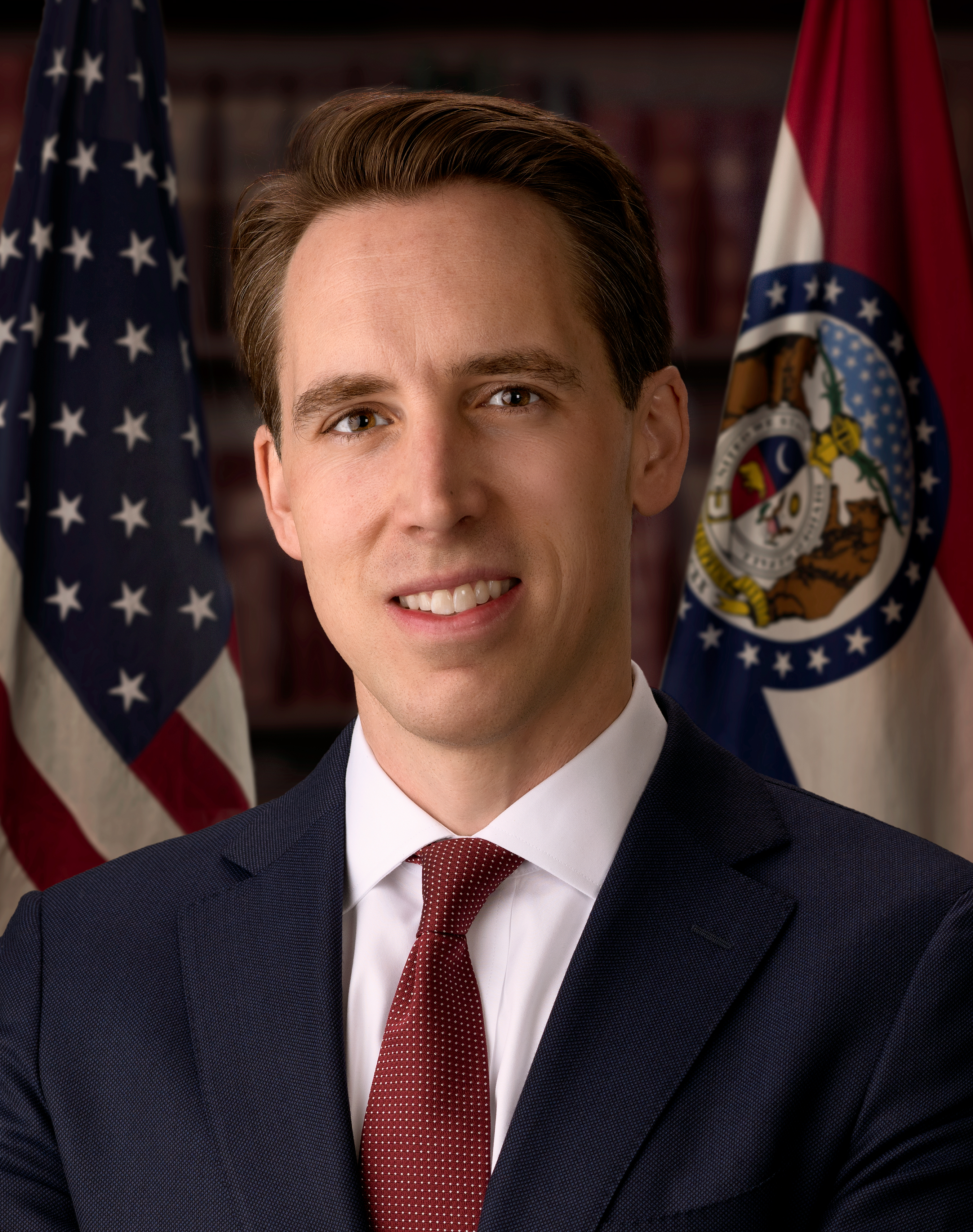
Josh Hawley (2019)

Der Nationalismus in der Republikanischen Partei wird stark mit der Person Donald Trump verbunden, weshalb diese Strömung auch unter dem Namen „Trumpismus“ bekannt ist und ihre Anhänger werden häufig als „MAGA“-Republikaner bezeichnet. Trump selber bezeichnete sich als Nationalist. Sein Chefstratege Steve Bannon prägte für diese Strömung den Begriff Wirtschaftsnationalismus. Der Intellektuelle und Vordenker dieser Strömung Yoram Hazony bezeichnet die Strömung hingegen als Nationalkonservatismus („NatCons“).
Steve Bannon sieht Trump und seine Anhänger in der Tradition des amerikanischen Nationalismus von Andrew Jackson.
Die Nationalisten betonen die Bedeutung des Nationalstaates und stehen dem Multilateralismus kritisch gegenüber. Internationale Organisationen wie die UN, die WTO und die EU betrachten sie als potenzielle Gefahr für die Souveränität der Nationalstaaten. Sie distanzieren sich von dem Ziel, Demokratie und westliche Werte mit militärischen Mitteln in andere Länder zu verbreiten.
Die Nationalisten lehnen im Gegensatz zu anderen Strömungen in der Partei Freihandelsabkommen wie das Nordamerikanische Freihandelsabkommen und die Transpazifische Partnerschaft ab. Vor allem Freihandel mit China und Mexiko stehen die Wirtschaftsnationalisten sehr skeptisch und ablehnend gegenüber, weil sie die Auffassung vertreten, dass China und Mexiko mehr vom Freihandel profitieren als die USA. Um die heimische Industrie zu unterstützen, wird die Einführung von Zöllen befürwortet. Der Wirtschaftswissenschaftler Peter Navarro vertritt diese These bereits in seinem 2011 veröffentlichen Buch Death by China, 2017 ernannte Trump ihn zum Leiter des Nationalen Handelsrats der USA.
Außerdem lehnen die Nationalisten illegale Einwanderung strikt ab und wollen auch legale Einwanderung stark begrenzen. Um illegale Einwanderung in die USA zu verhindern, befürworten sie den Bau einer Grenzmauer zu Mexiko. Laut Robert Kagan ist die Ablehnung von Einwanderung – vor allem aus den Ländern Lateinamerikas – auf die Auffassung der Nationalisten, dass sich Einwanderer aus diesem Kulturkreis nicht gut in amerikanische Kultur integrieren würden, zurückzuführen. Diese These wurde bereits 2004 von dem bekannten Politikwissenschaftler Samuel P. Huntington durch sein Buch Who Are We? Die Krise der amerikanischen Identität in den Debatten-Mainstream getragen.
Die Nationalisten stehen einem unregulierten Kapitalismus deutlich skeptischer als die meisten Republikaner gegenüber, befürworten deshalb stärkere Eingriffe des Staats in die Wirtschaft und stehen laut der libertären Denkfabrik Reason Foundation und einer Rede von Vance auf der National Conservatism Conference Gewerkschaften positiv gegenüber.
Außenpolitisch befürworten sie einen Amerika-zuerst-Kurs, der auf Kriege mit dem Ziel, Regimewechsel herbeizuführen, wie den im Irak unter Bush, verzichtet. Eine mit US-Soldaten durchgeführte Regimewechselpolitik in Libyen oder Syrien wird von ihnen abgelehnt. Grundsätzlich stehen die Nationalisten der Idee des von den Neocons verflochten Demokratieexport gerade in die Länder des Nahen Osten kritisch gegenüber und halten diesen für nicht umsetzbar. Laut Robert Kagan werden die Nationalisten in ihrem außenpolitischen Denken und ihrer Sepsis über die Vereinbarkeit von Demokratie und Islam von Samuel P. Huntington These vom
Kampf der Kulturen beeinflusst.
Zugleich wollen die Nationalisten aber deutlich mehr und ausschließlich amerikanische Interessen vertreten, als dies unter Obama der Fall war, wie durch eine harte Haltung gegenüber Nordkoreas Atomwaffenprogramm und eine Ablehnung des unter Obama geschlossenen Iran-Atomabkommens. Die Interessen der europäischen Verbündeten sollen weniger berücksichtigt werden, als dies unter Obama und Biden der Fall war. Waffenlieferungen an die Ukraine lehnen sie ab, gleichzeitig unterstützen sie Waffenlieferungen an Israel. Steve Bannon bezeichnete sich selbst 2017 als „stolzen christlichen Zionist“.

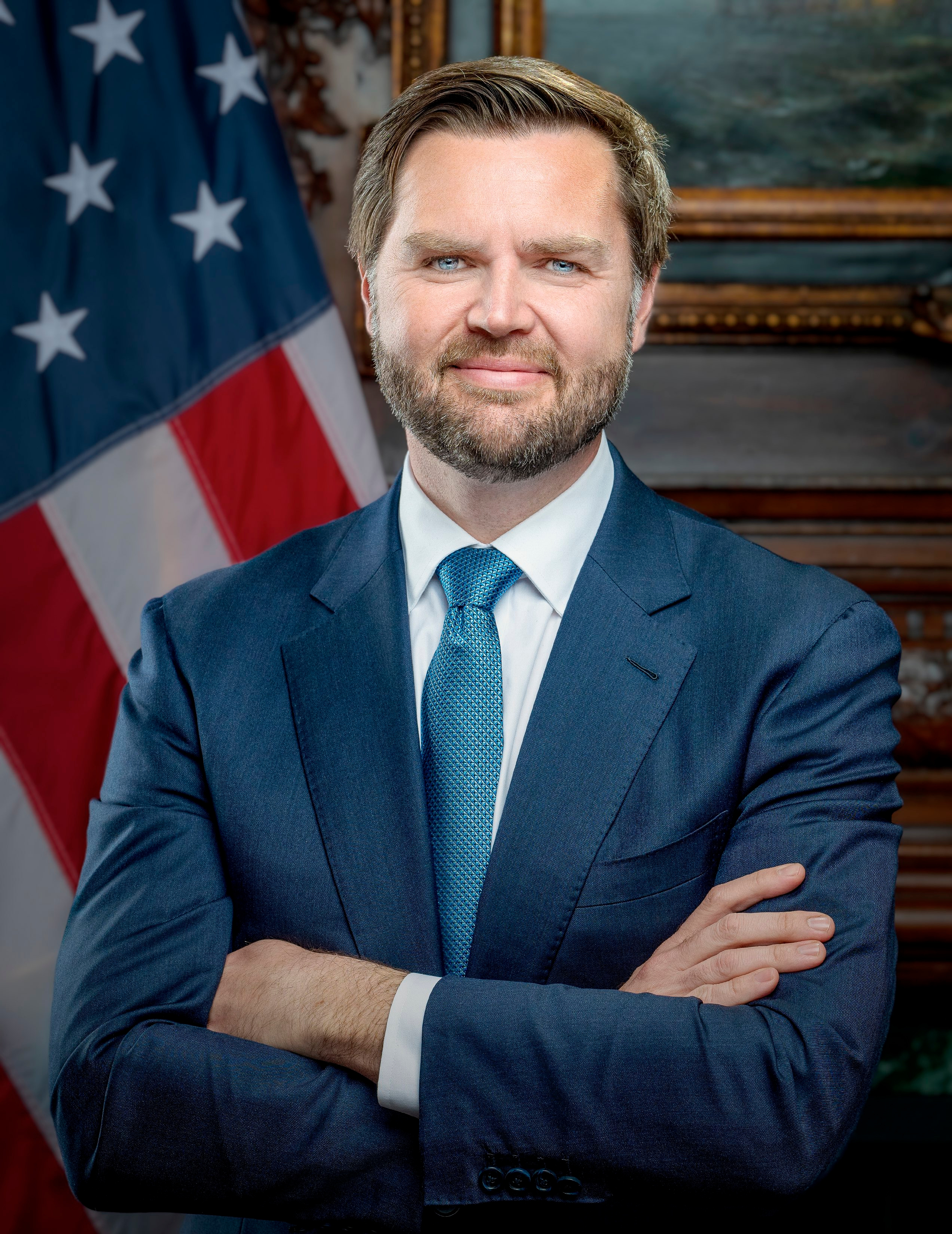
JD Vance (2025)

Der NATO stehen sie skeptisch gegenüber, weil sie die Auffassung vertreten, dass die Europäer selbst mehr Verantwortung für ihre Sicherheit übernehmen sollen. Gleichzeitig befürworten sie eine harte Haltung gegenüber China und unterstützen die Unabhängigkeit von Taiwan. Damit setzen sie sich sowohl von der Außenpolitik Bushs als auch von der Obamas und Bidens ab.
Der Aufstieg der Nationalisten begann mit dem Sieg Donald Trumps bei den Vorwahlen 2016. Seitdem wird es zunehmend zur vorherrschenden Ideologie der Republikaner. In der Zeit davor wurde die Partei hauptsächlich durch die außenpolitische Falken (2001–2009) und durch die Wirtschaftsliberalen (2009–2017) geprägt. Besonders deutlich wird dies bei der Auswahl des Kandidaten für die Vizepräsidentschaft. Trump musste 2016 noch den der religiösen Rechte zugehörigen Mike Pence zum Vizekandidat machen, ähnlich wie 2008 John McCain, der mit Sarah Palin ebenfalls eine Kandidatin der religiösen Rechte als Stellvertreterin nominieren ließ. Im Gegensatz dazu konnten 2004 mit George W. Bush und Dick Cheney zwei außenpolitische Hardliner antreten, 2012 mit Mitt Romney und Paul Ryan zwei Wirtschaftsliberale und 2024 mit Donald Trump und JD Vance zwei Nationalisten.
Zu den Nationalisten zählen neben Trump die Senatoren JD Vance und Josh Hawley, der Gouverneur von Florida Ron DeSantis, Trumps ehemaliger Chefstratege Bannon, Trumps frühere Berater Stephen Miller, Peter Navarro und Elbridge Colby, der frühere Justizminister Jeff Sessions, der ehemalige Handelsbeauftragte Robert Lighthizer, die Intellektuellen Patrick J. Deneen und Yoram Hazony sowie die Fox‐News‐Moderatorin Laura Ingraham und die Unternehmer Peter Thiel und Blake Masters.

### Libertäre

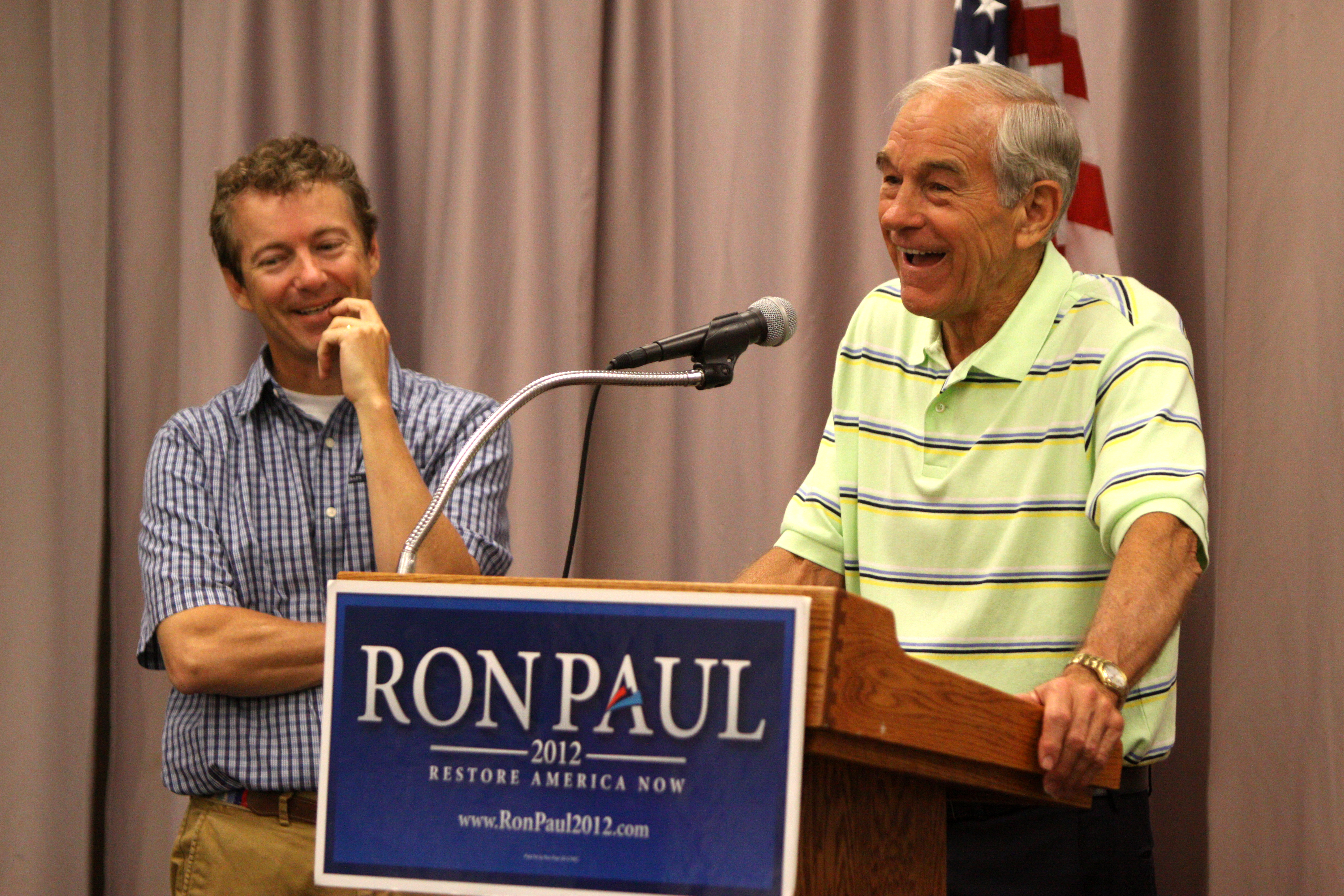
Rand Paul und Ron Paul (2011)

Die Libertären teilen die wirtschaftspolitischen Ideen der Tea-Party-Bewegung (also ein vollständiger Laissez-faire-Kapitalismus), sind jedoch im Gegensatz dazu für die Einbürgerung illegaler Einwanderer und gegen die Überwachung durch die NSA, gegen den Patriot Act und für eine liberalere Drogenpolitik, wie etwa eine Legalisierung weicher Drogen. Vor allem in der Außenpolitik, wo sie isolationistisch ausgerichtet sind, geraten sie in großen Widerspruch zum Rest der Partei, vor allem zu den Neokonservativen. So lehnen sie den Irak-Krieg wie einen möglichen Krieg gegen den Iran ab, befürworten außerdem einen Austritt der USA aus NATO, UN und WTO. Sie sehen die Ursachen für die Terroranschläge am 11. September 2001 in der Nahost-Politik der USA.
Vordenker der Libertären war die Autorin Ayn Rand, die ihre Weltsicht mit dem Roman Atlas wirft die Welt ab in den USA populär machte. Ein wichtiger Ideengeber für die Politik der Libertären sind die Denkfabriken Cato Institute und Reason Foundation. Zu dieser Strömung gehören der Senator Rand Paul, dessen Vater, Ron Paul, ehemaliger Kongressabgeordneter aus Texas, der ehemalige Stabschef des Weißen Hauses unter Donald Trump Mick Mulvaney, der Kongressabgeordnete Thomas Massie, der ehemalige Gouverneur von New Mexico Gary E. Johnson, die früheren Kongressabgeordneten Bob Barr und Justin Amash, wobei Johnson, Barr und Amash aus der Republikanischen Partei ausgetreten sind. Auch die Unternehmer Charles G. Koch und David H. Koch sowie der Jurist Andrew Napolitano stehen den Libertären nahe.
In vielen Punkten, mit Ausnahme des Themas Abtreibung, überschneiden sich die Vorstellungen der Libertären in der Republikanischen Partei mit denen der kleineren Libertären Partei, weshalb Ron Paul, Barr und Johnson libertäre Präsidentschaftskandidaten waren. Die Vorstellungen der Libertären Partei sind jedoch oft noch deutlich radikaler als die libertärer Republikaner, bis hin zum Anarchokapitalismus. Im Kongress existiert der Liberty Caucus als Abgeordnetenorganisation libertärer Republikaner.

### Moderate Republikaner
Moderate Republikaner orientieren sich mehr an der politischen Mitte. Sie vertreten in gesellschaftspolitischen Bereichen entweder gemäßigt konservative oder liberale Positionen und versuchen so Wechselwähler anzusprechen. Eine Reihe moderater Republikaner, deren Einfluss innerparteilich seit den 1960ern stark abnahm, sind offen für die Gleichstellung der gleichgeschlechtlichen Ehe, fordern Maßnahmen gegen den Klimawandel, treten für Gleichberechtigung der Geschlechter ein und stehen Zuwanderung positiv gegenüber. Der Todesstrafe stehen einige Moderate ablehnend gegenüber, während andere sie – zumindest für sehr schwere Verbrechen – befürworten. Viele Unterstützer sehen sich jedoch als fiskalpolitisch konservativ an und fordern ebenfalls einen schlanken Staat. Sie bekennen sich zu den sozialen Sicherungssystemen, solange Transferleistungen nicht missbraucht werden. Eine Privatisierung von Social Security lehnen sie im Gegensatz zu den Libertären ab. Regelfalls fordern auch sie eine Deregulierung der Wirtschaft, jedoch sehen sie auch manche Regulierungen als sinnvoll an. Außenpolitisch gibt es meist keine einheitliche Position; Militäreinsätze werden durchaus befürwortet, doch setzen viele Vertreter dieser Fraktion priorisiert auf Diplomatie.
Bekannte moderate bis liberale Republikaner sind die ehemaligen Präsidenten Richard Nixon, Gerald Ford, George H. W. Bush, sein Stabschef John H. Sununu und seine Söhne John E. Sununu und Chris Sununu, der frühere Senator Bob Dole, der Gouverneur von Vermont Phil Scott, die Senatorinnen Susan Collins und Lisa Murkowski, der frühere Gouverneur von Massachusetts Charlie Baker, der ehemalige Gouverneur von Maryland Larry Hogan, der ehemalige Gouverneur von Illinois Bruce Rauner, der frühere Senator Mark Kirk sowie Ex-Außenminister Colin Powell. Auch die ehemaligen Gouverneure von New York George Pataki, von Utah Jon Huntsman, von Ohio John Kasich, von New Jersey Chris Christie sowie von Pennsylvania Tom Corbett gelten als moderat bis gemäßigt konservativ (die letzteren beiden haben beispielsweise auf bundesstaatlicher Ebene die Gesundheitsreform Obamas ausgeweitet). Auch der ehemalige Gouverneur von Kalifornien Arnold Schwarzenegger wird zu den moderaten Republikanern gezählt. Der ehemalige Gouverneur Charlie Crist galt ebenfalls als gemäßigter Republikaner, bevor er die Partei verließ und Mitglied der Demokraten wurde.
In der innerparteilichen Auseinandersetzung werden moderate Republikaner besonders von der Tea-Party-Bewegung und Religiösen Rechten als „RINO“ („Republican In Name Only“; „nur dem Namen nach Republikaner“) bezeichnet; ein Begriff, der als abwertend angesehen wird. Ihnen wird vorgeworfen, die Politik der Demokraten zu betreiben, vor allem da moderate Republikaner im Vergleich zu den übrigen Strömungen relativ kompromissbereit gegenüber Demokraten sind. Analog kam auch der Begriff „DINO“ („Democrat in name only“; „nur dem Namen nach Demokrat“) auf, der sich auf konservativere Demokraten bezieht. Viele gemäßigte Republikaner sind in der Republican Main Street Partnership oder der Tuesday Group organisiert. Bis Ende der 1970er waren sie auch häufig als Rockefeller-Republikaner bekannt, benannt nach dem zentristischen und pragmatischen Nelson Rockefeller.

#### Außenpolitische Realpolitiker

Henry Kissinger und Richard Nixon (1972)

Die außenpolitischen Realpolitiker sind moderate Republikaner. Im Gegensatz zu den Neokonservativen, die es als Aufgabe der US-Außenpolitik sehen, Demokratie in der Welt zu verbreiten und für Menschenrechte weltweit einzutreten, sehen die Realpolitiker den Fokus fast ausschließlich auf den nationalen Interessen der USA. Wenn Realpolitiker der Meinung sind, dass der Einsatz des Militärs im nationalen Interesse der USA sei, so befürworten sie ihn. Jedoch lehnen sie Militäreinsätze aus humanitären Gründen ab. So waren die Realpolitiker für den Vietnamkrieg und den Zweiten Golfkrieg. Jedoch waren sie gegen das Eingreifen der USA im Kosovokrieg und gegen den Irakkrieg. Wenn Realpolitiker der Meinung sind, dass Diplomatie gegenüber feindlichen Staaten im Interesse der USA sei, befürworten sie diese auch. Dies war unter anderem an Richard Nixons und Gerald Fords Entspannungspolitik gegenüber der Sowjetunion und der Volksrepublik China zu sehen, die von konservativen Republikanern wie Ronald Reagan abgelehnt wurde.
Im Gegensatz zu den Neokonservativen und der Religiösen Rechten stehen die Realpolitiker engen Beziehungen mit Israel kritisch gegenüber, da sie befürchten, dadurch die arabischen Verbündeten der USA wie Saudi-Arabien zu verärgern. Bekannte außenpolitische Realpolitiker der Republikaner sind Richard Nixon, Gerald Ford, Nixon und Fords Außenminister Henry Kissinger, George H. W. Bush, sein Außenminister James Baker, sein Nationaler Sicherheitsberater Brent Scowcroft, Ex-Außenminister Colin Powell, der ehemalige Verteidigungsminister Robert Gates, der ehemalige Außenminister Rex Tillerson und der ehemalige Senator Bob Corker.

## Organisation
Auf Bundesebene ist das nationale Parteigremium der Republikaner das Republican National Committee. Dessen Aufgaben bestehen vor allem darin, Wahlkämpfe zu unterstützen, Spenden zu sammeln und den vierjährigen Parteitag Republican National Convention zu organisieren, bei dem der diesjährige Präsidentschaftskandidat der Partei festgestellt wird. Außerdem wird im RNC die gesamtparteiliche Ausrichtung der Partei koordiniert, beispielsweise über das Parteiprogramm.
Die Republikanische Partei teilt sich auf Ebene der Bundesstaaten in Verbände auf. Außerdem gibt es Parteiorganisationen für bestimmte gesellschaftliche Gruppen, wie den Hochschulverband College Republican National Committee, die Frauenorganisation National Federation of Republican Women oder die Jugendverbände Young Republican National Federation und National Teen Age Republicans, die sich jeweils wieder in bundesstaatliche Unterorganisationen aufteilen.
In beiden Kammern des Kongresses besteht eine republikanische Fraktion, die „Konferenz“ genannt wird; im Senat die Senate Republican Conference und im Repräsentantenhaus die House Republican Conference.

### Parteiverbände in den Bundesstaaten
Es bestehen Verbände in allen 50 Bundesstaaten sowie den bevölkerten Territorien der Vereinigten Staaten.
| Parteiverband                              | Vorsitzender      | Sitze obere Kammer    | Sitze untere Kammer   | Logo |
| ------------------------------------------ | ----------------- | --------------------- | --------------------- | ---- |
| Alabama Republican Party                   | Terry Latham      | 27 / 35               | 77 / 105              |      |
| Alaska Republican Party                    | Glenn Cary        | 13 / 20               | 23 / 40               |      |
| Arizona Republican Party                   | Kelli Ward        | 17 / 30               | 31 / 60               |      |
| Republican Party of Arkansas               | Doyle Webb        | 26 / 35               | 76 / 100              |      |
| California Republican Party                | Jessica Patterson | 11 / 40               | 18 / 80               |      |
| Colorado Republican Party                  | Ken Buck          | 16 / 35               | 24 / 65               |      |
| Connecticut Republican Party               | J. R. Romano      | 14 / 36               | 60 / 151              |      |
| Republican State Committee of Delaware     | Jane Brady        | 9 / 21                | 15 / 41               |      |
| Republican Party of Florida                | Joe Gruters       | 23 / 40               | 73 / 120              |      |
| Georgia Republican Party                   | David Shafer      | 35 / 56               | 103 / 180             |      |
| Hawaii Republican Party                    | Shirlene Ostrov   | 1 / 25                | 5 / 51                |      |
| Idaho Republican Party                     | Raúl Labrador     | 28 / 35               | 56 / 70               |      |
| Illinois Republican Party                  | Tim Schneider     | 19 / 59               | 44 / 118              |      |
| Indiana Republican Party                   | Kyle Hupfer       | 40 / 50               | 67 / 100              |      |
| Republican Party of Iowa                   | Jeff Kaufmann     | 32 / 50               | 54 / 100              |      |
| Kansas Republican Party                    | Mike Kuckelman    | 28 / 40               | 84 / 125              |      |
| Republican Party of Kentucky               | Mac Brown         | 28 / 38               | 61 / 100              |      |
| Republican Party of Louisiana              | Lou Gurvich       | 25 / 39               | 68 / 105              |      |
| Maine Republican Party                     | Demi Kouzounas    | 14 / 35               | 56 / 151              |      |
| Maryland Republican Party                  | Dirk Haire        | 15 / 47               | 42 / 141              |      |
| Massachusetts Republican Party             | James Lyons       | 4 / 34                | 32 / 160              |      |
| Michigan Republican Party                  | Laura Cox         | 22 / 38               | 58 / 110              |      |
| Republican Party of Minnesota              | Jennifer Carnahan | 35 / 67               | 54 / 134              |      |
| Mississippi Republican Party               | Lucien Smith      | 33 / 52               | 74 / 122              |      |
| Missouri Republican Party                  | Kay Hoflander     | 24 / 34               | 116 / 163             |      |
| Montana Republican Party                   | Don Kaltschmidt   | 30 / 50               | 58 / 100              |      |
| Nebraska Republican Party                  | Dan Welch         | 30 / 49 (inoffiziell) | 30 / 49 (inoffiziell) |      |
| Nevada Republican Party                    | Michael McDonald  | 8 / 21                | 13 / 42               |      |
| New Hampshire Republican State Committee   | Steve Stepanek    | 10 / 24               | 165 / 400             |      |
| New Jersey Republican State Committee      | Doug Steinhardt   | 14 / 40               | 26 / 80               |      |
| New Mexico Republican Party                | Steve Pearce      | 16 / 42               | 24 / 70               |      |
| New York Republican State Committee        | Nick Langworthy   | 22 / 63               | 43 / 150              |      |
| North Carolina Republican Party            | Michael Whatley   | 29 / 50               | 65 / 120              |      |
| North Dakota Republican Party              | Rick Berg         | 37 / 47               | 79 / 94               |      |
| Ohio Republican Party                      | Jane Timken       | 24 / 33               | 61 / 99               |      |
| Oklahoma Republican Party                  | David McLain      | 39 / 48               | 77 / 101              |      |
| Oregon Republican Party                    | Bill Currier      | 12 / 30               | 22 / 60               |      |
| Republican State Committee of Pennsylvania | Lawrence Tabas    | 29 / 50               | 110 / 203             |      |
| Rhode Island Republican Party              | Brandon Bell      | 5 / 38                | 9 / 75                |      |
| South Carolina Republican Party            | Drew McKissick    | 27 / 46               | 80 / 124              |      |
| South Dakota Republican Party              | Dan Lederman      | 29 / 35               | 60 / 70               |      |
| Tennessee Republican Party                 | Scott Golden      | 28 / 33               | 72 / 99               |      |
| Republican Party of Texas                  | Allen West        | 19 / 31               | 82 / 150              |      |
| Utah Republican Party                      | Derek Brown       | 23 / 29               | 59 / 75               |      |
| Vermont Republican Party                   | Deb Billado       | 6 / 30                | 43 / 150              |      |
| Republican Party of Virginia               | Jack Wilson       | 19 / 40               | 45 / 100              |      |
| Washington State Republican Party          | Caleb Heimlich    | 20 / 49               | 41 / 98               |      |
| West Virginia Republican Party             | Melody Potter     | 20 / 34               | 59 / 100              |      |
| Republican Party of Wisconsin              | Andrew Hitt       | 19 / 33               | 63 / 99               |      |
| Wyoming Republican Party                   | Frank Eathorne    | 27 / 30               | 50 / 60               |      |

#### Territorien
| Verband                                   | Vorsitzender       | Sitze obere Kammer | Sitze untere Kammer | Logo |
| ----------------------------------------- | ------------------ | ------------------ | ------------------- | ---- |
| Republican Party of American Samoa        | William Sword      | 0 / 18             | 0 / 21              |      |
| District of Columbia Republican Party     | Darlene Glymph     | 0 / 13             | 0 / 13              |      |
| Republican Party of Guam                  | Tony Ada           | 5 / 15             | 5 / 15              |      |
| Northern Mariana Islands Republican Party | James Ada          | 6 / 9              | 13 / 20             |      |
| Puerto Rico Republican Party              | Jenniffer González | 0 / 30             | 0 / 51              |      |
| Republican Party of the Virgin Islands    | John Canegata      | 0 / 15             | 0 / 15              |      |

Außerdem bestehen auf der ganzen Welt Auslandsverbände der Republikaner, die größtenteils in Republicans Overseas organisiert sind. Manche firmieren allerdings noch unter dem Namen der früheren Organisation Republicans Abroad.

## Präsidenten, die von der Republikanischen Partei gestellt wurden

Abraham Lincoln 1861–1865
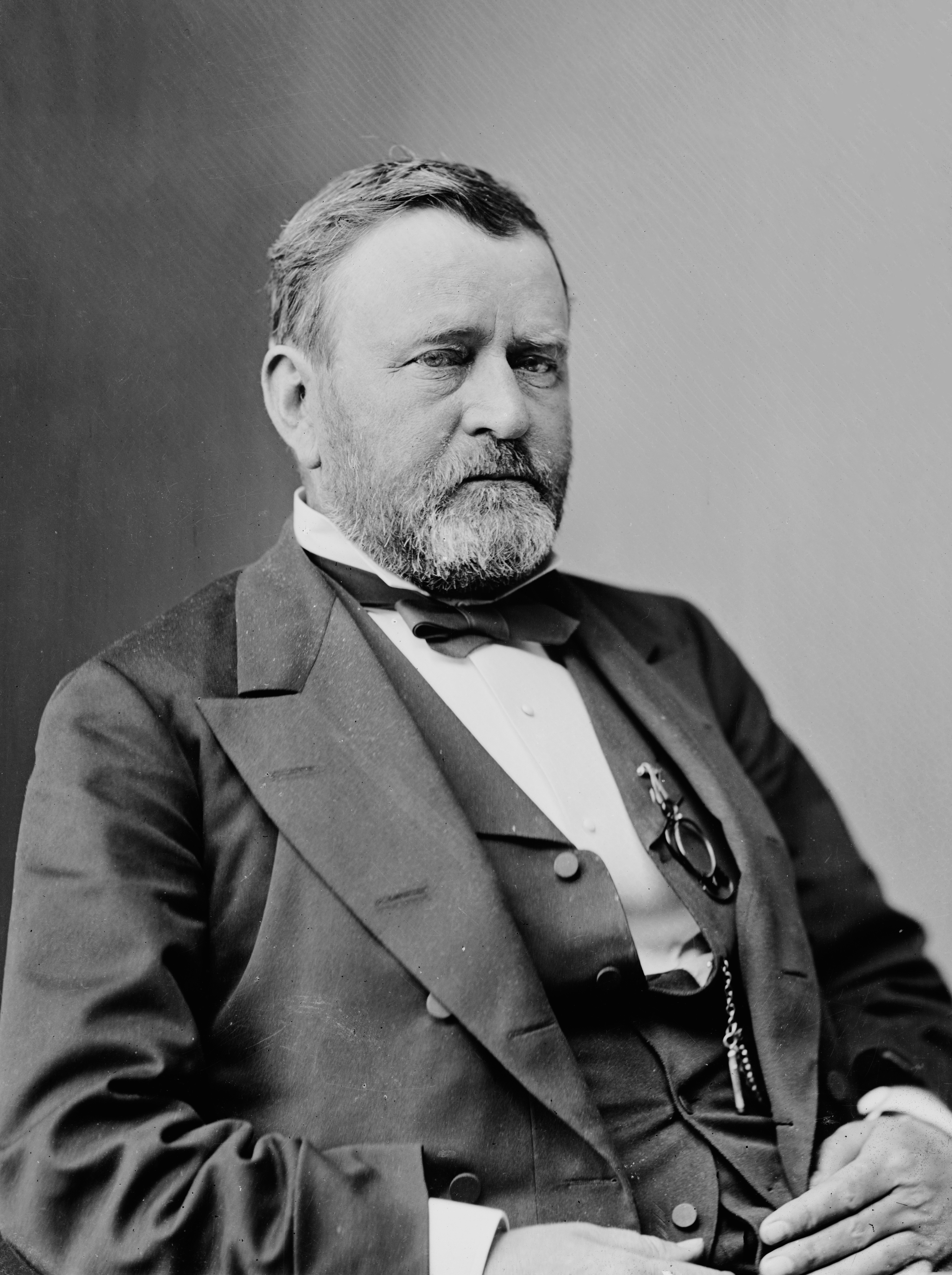
Ulysses S. Grant 1869–1877
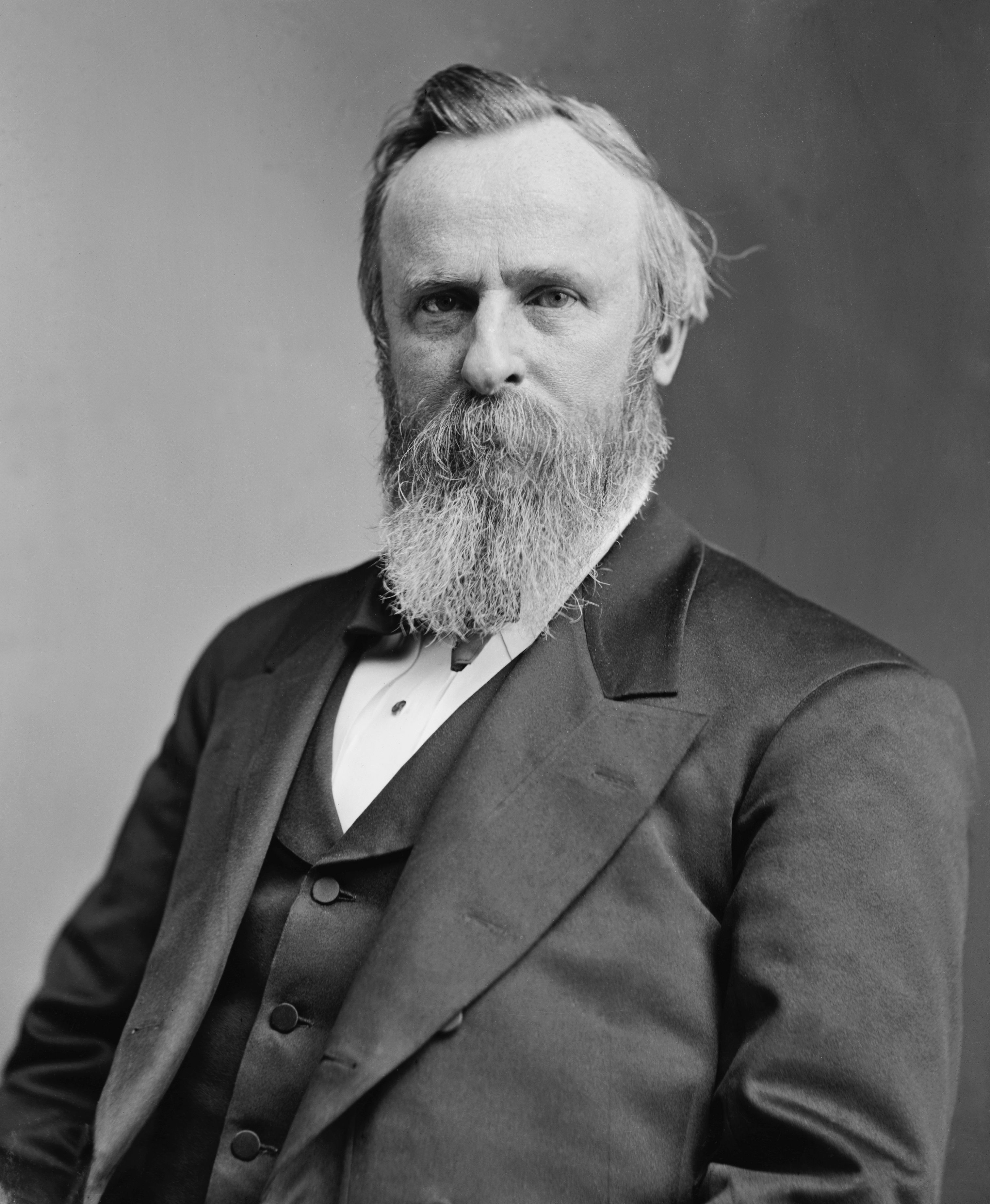
Rutherford B. Hayes 1877–1881
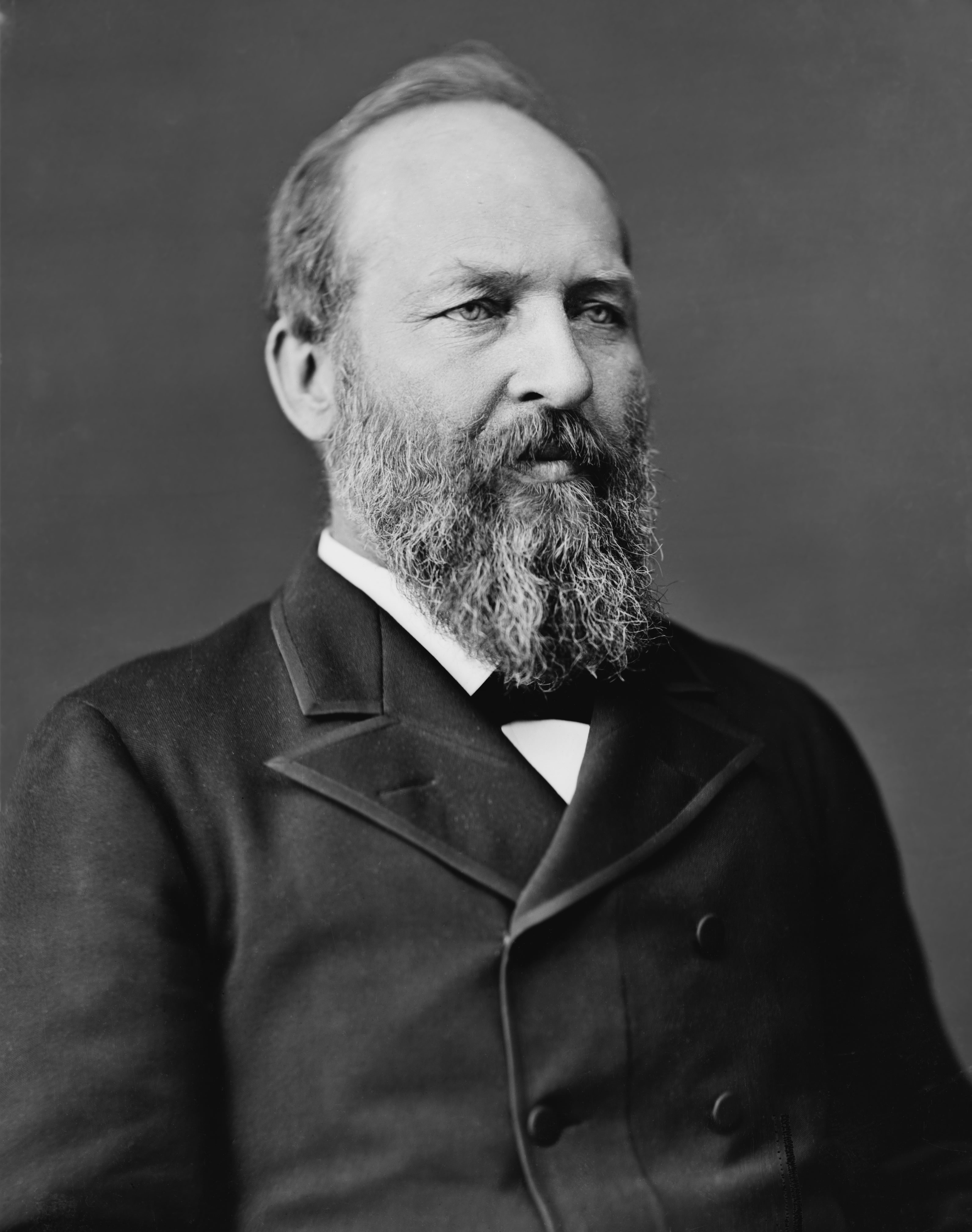
James A. Garfield 1881
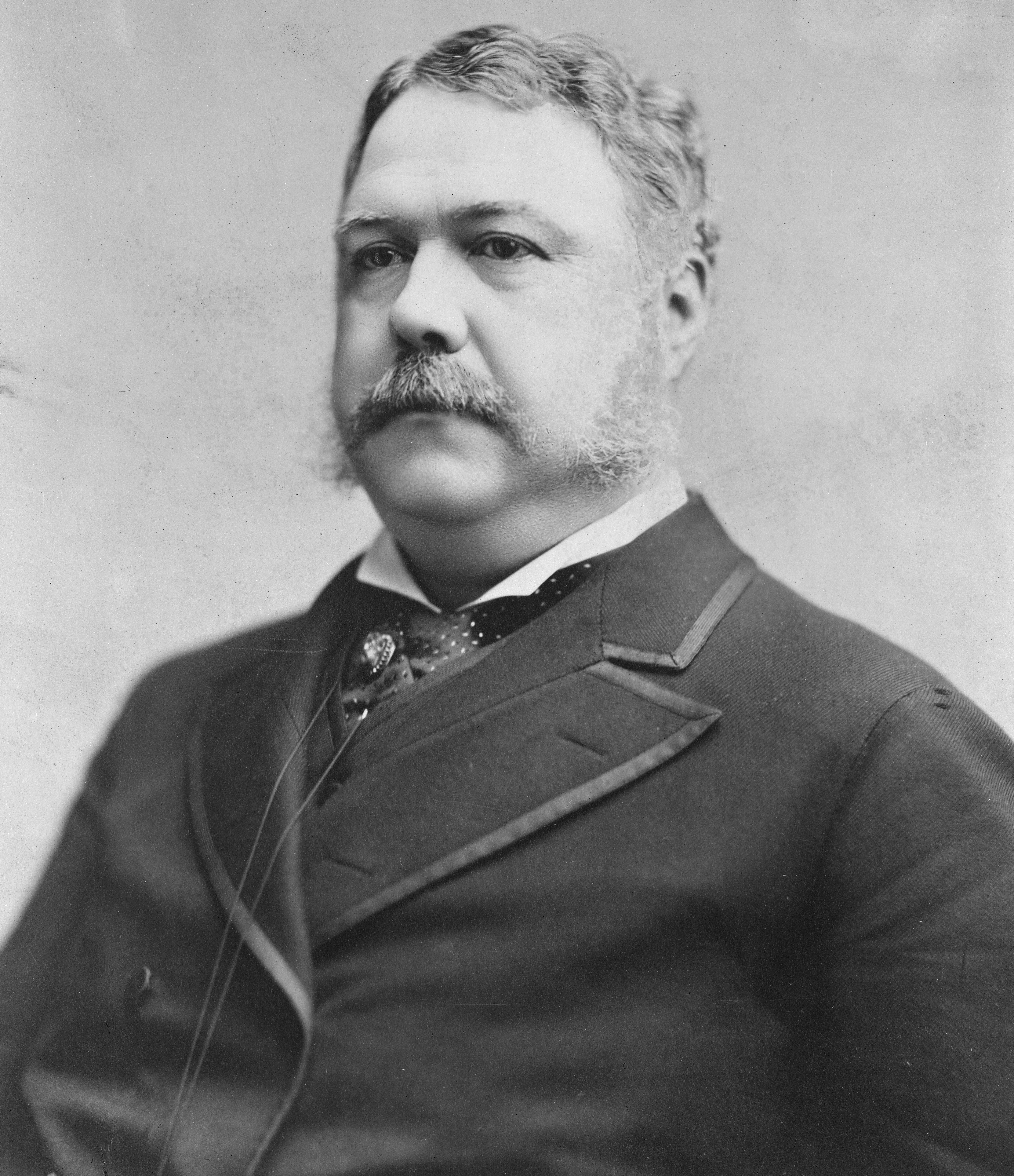
Chester A. Arthur 1881–1885
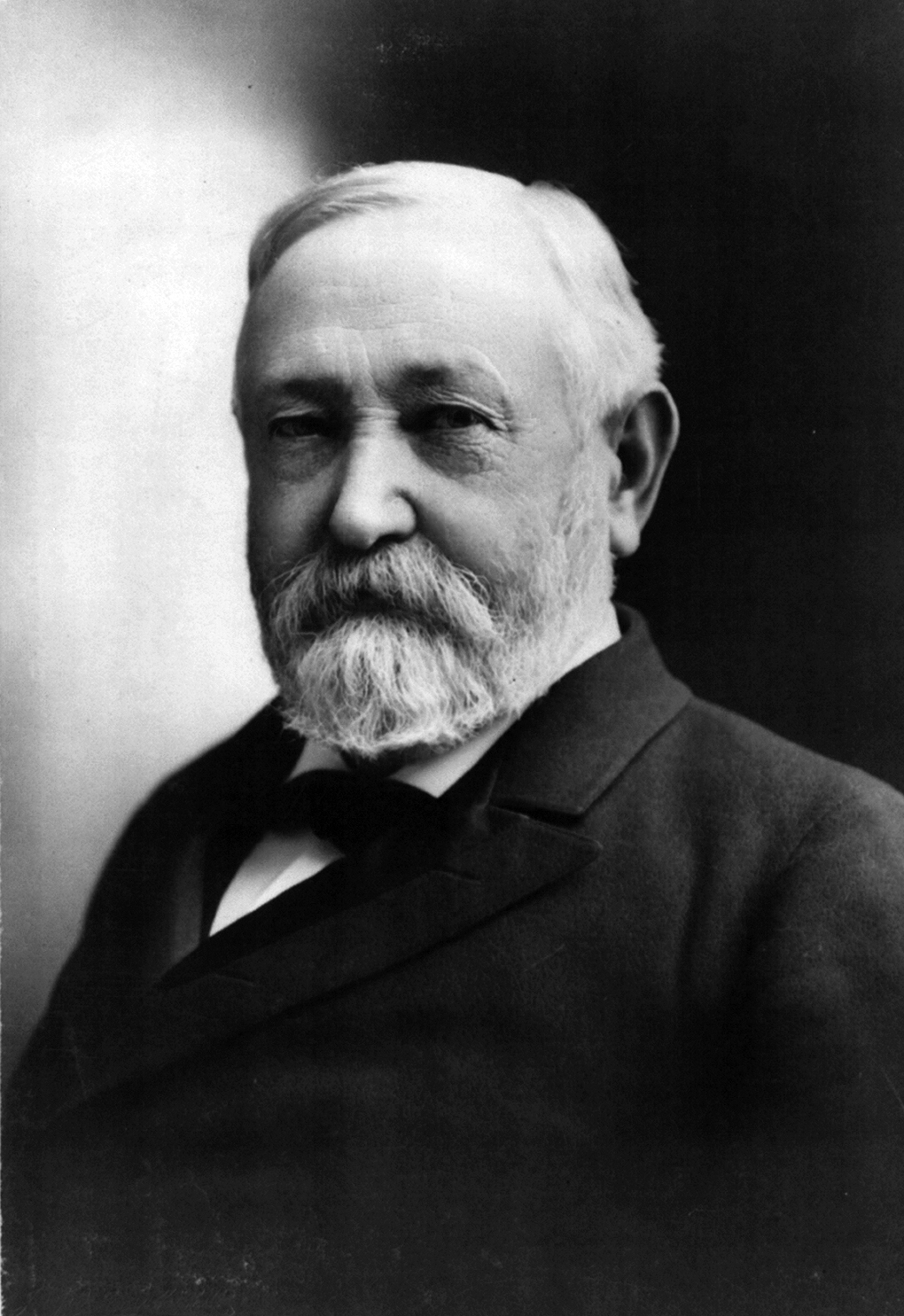
Benjamin Harrison 1889–1893
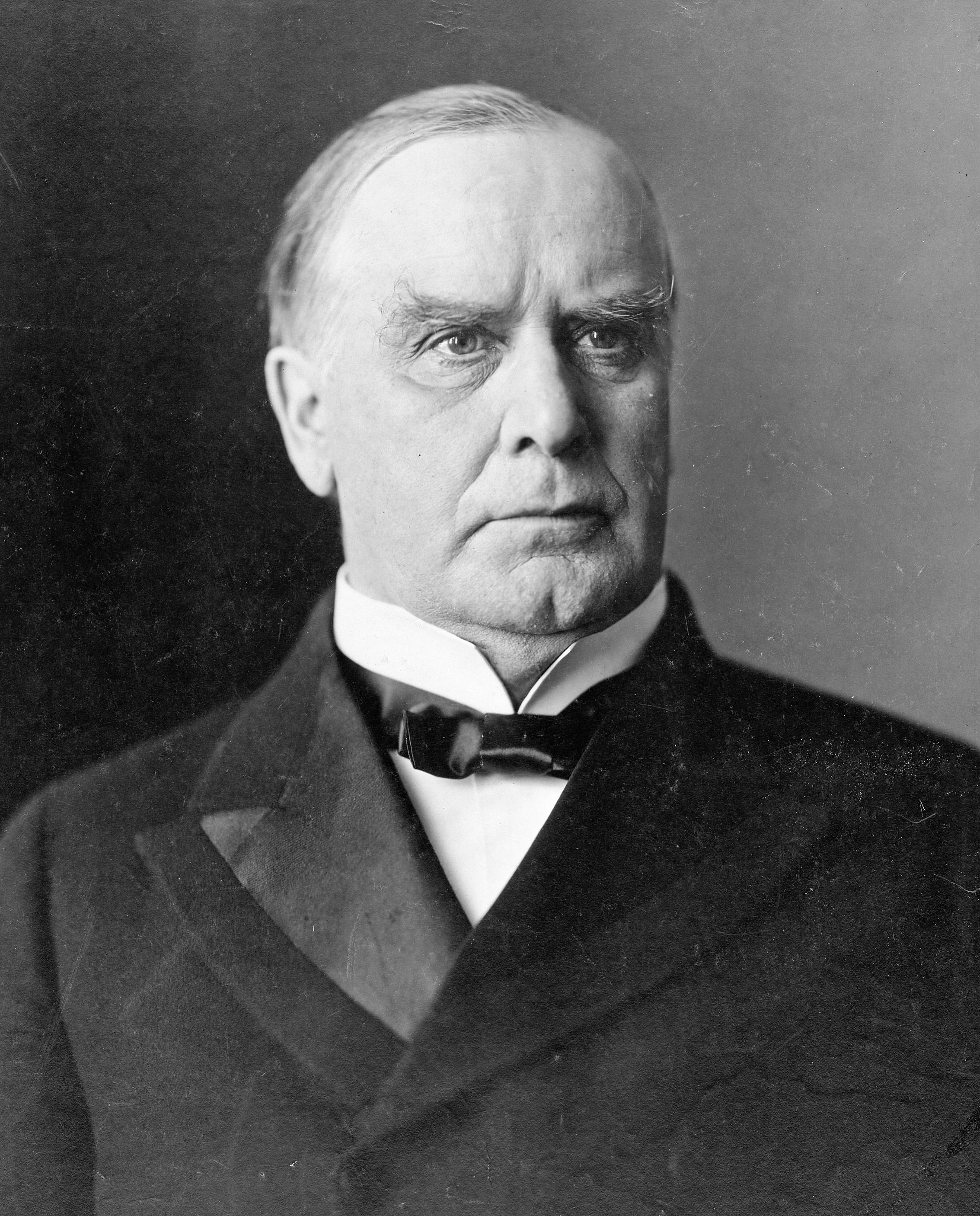
William McKinley 1897–1901
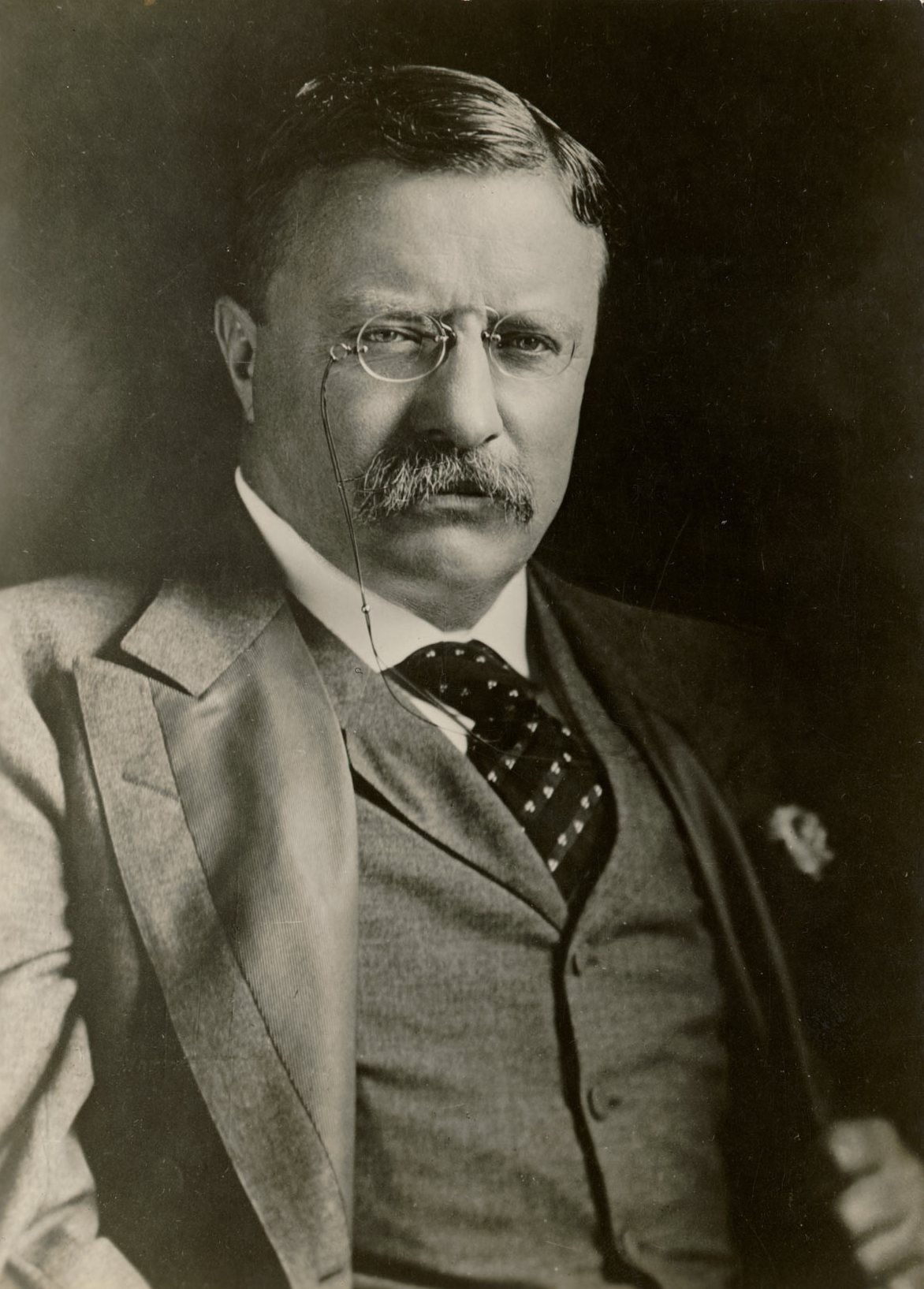
Theodore Roosevelt 1901–1909
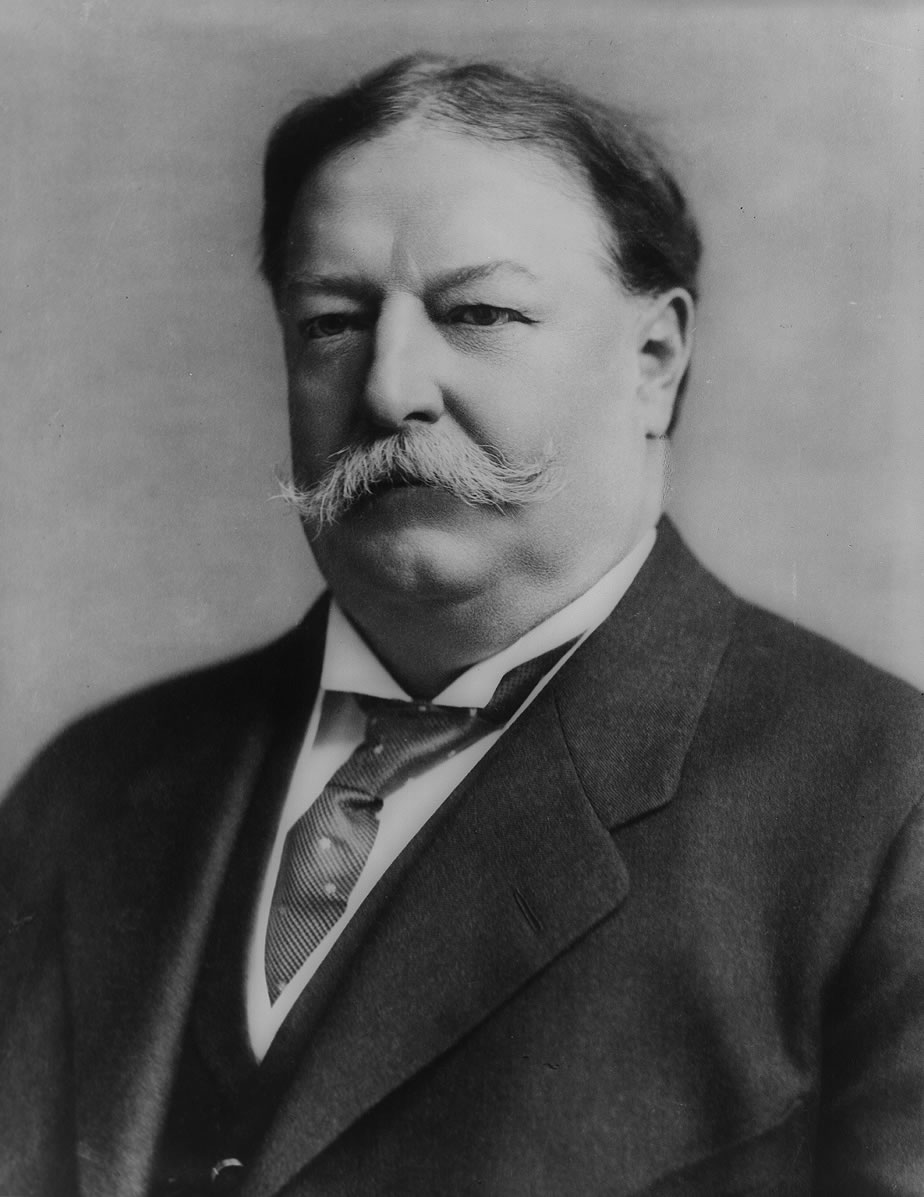
William Howard Taft 1909–1913
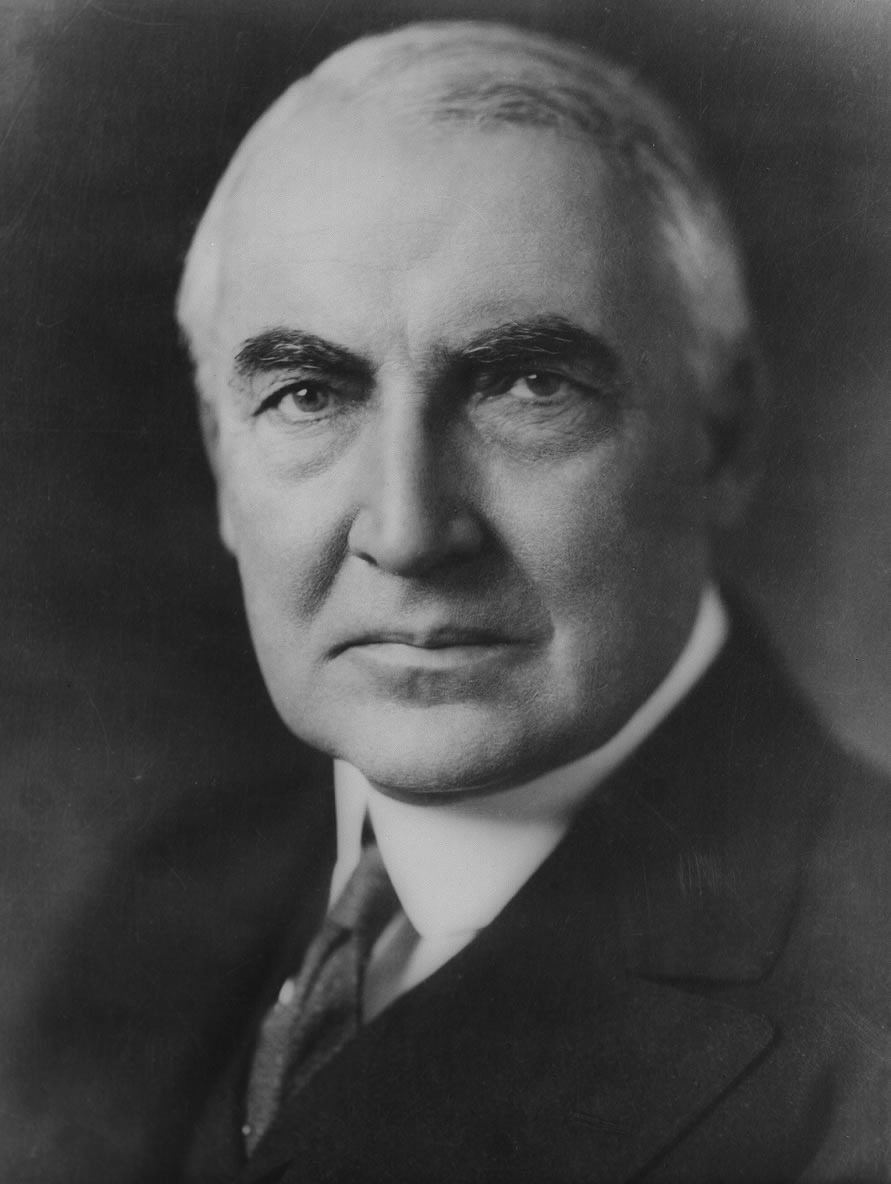
Warren G. Harding 1921–1923
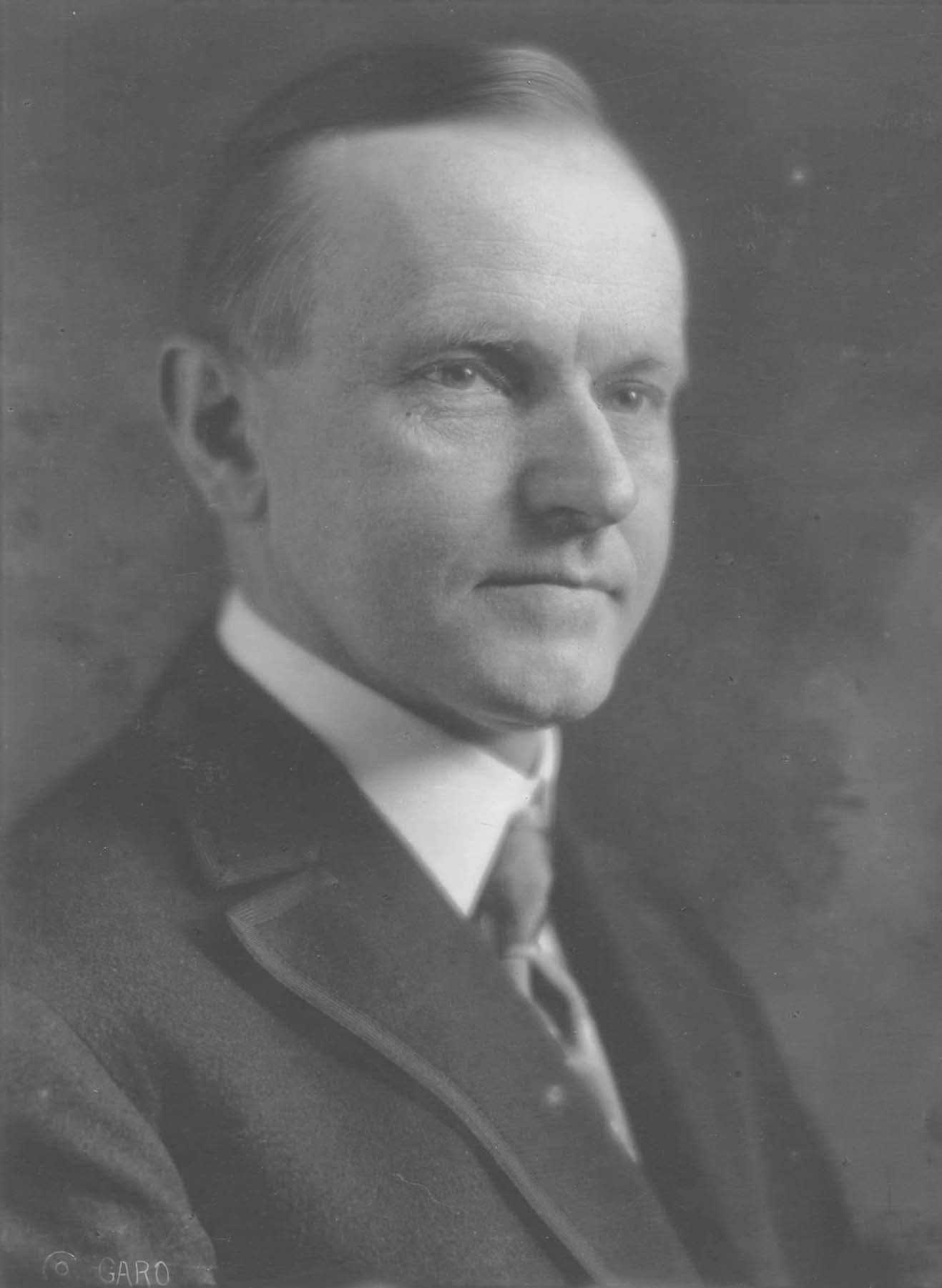
Calvin Coolidge 1923–1929
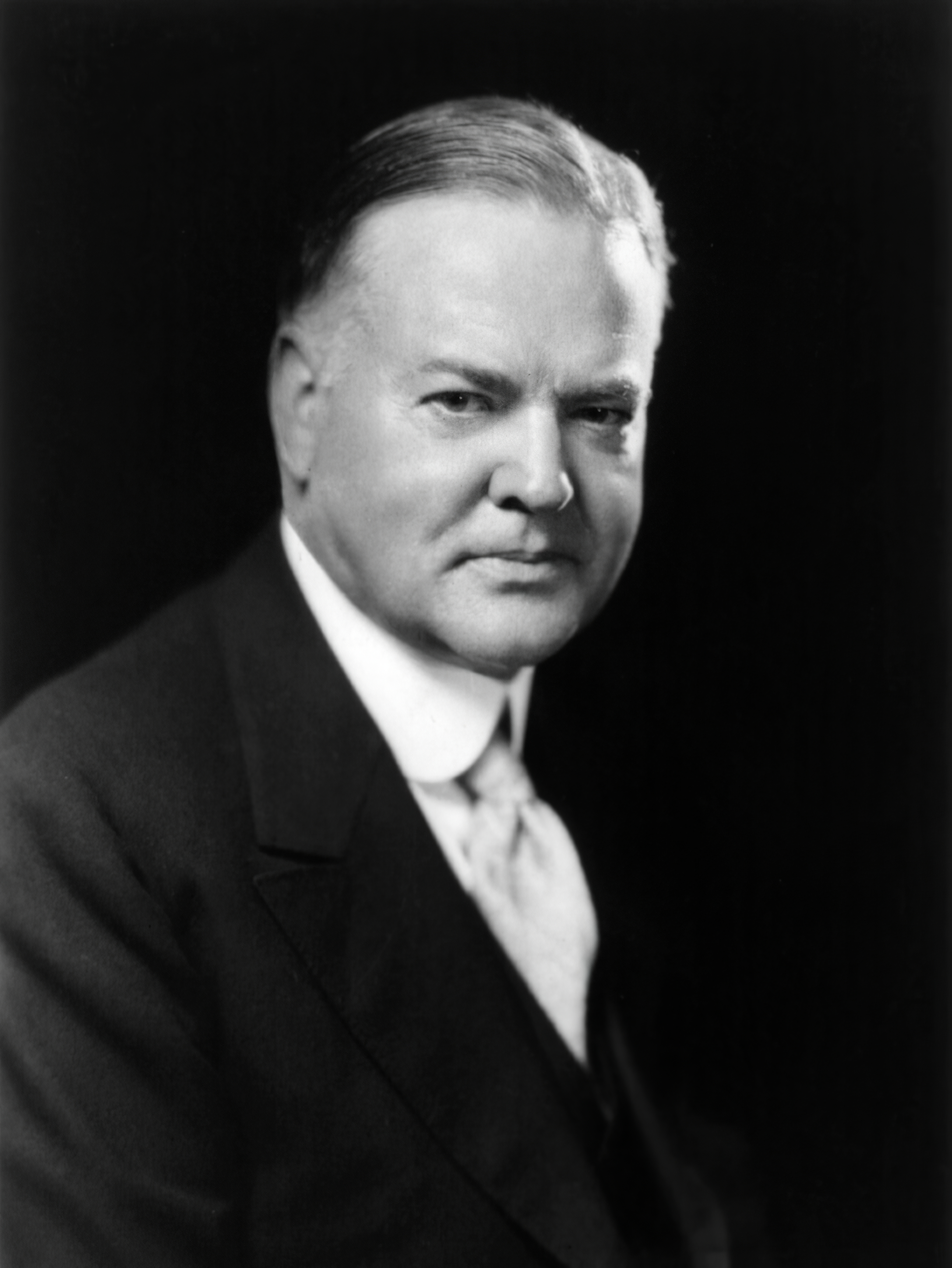
Herbert Hoover 1929–1933
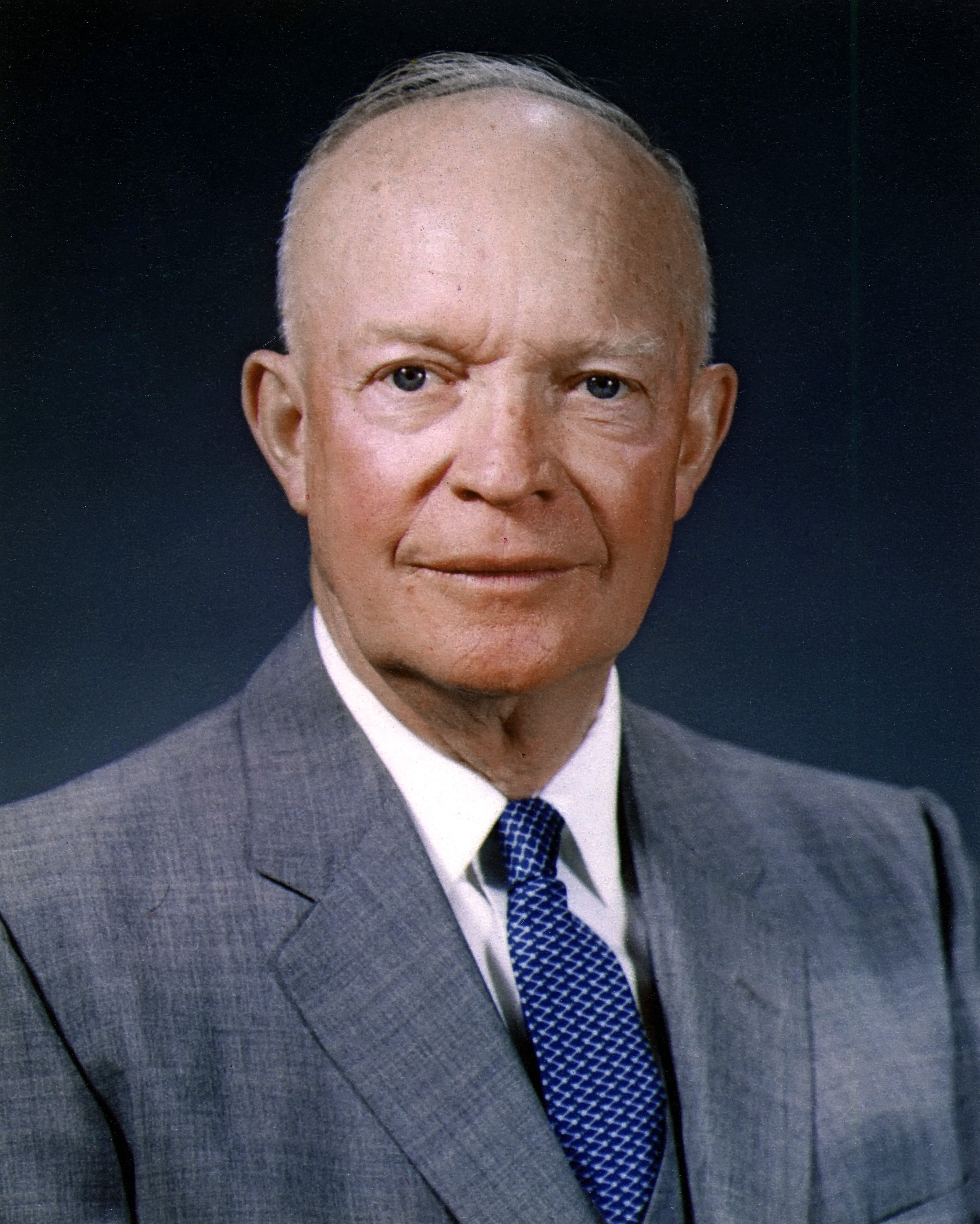
Dwight D. Eisenhower 1953–1961
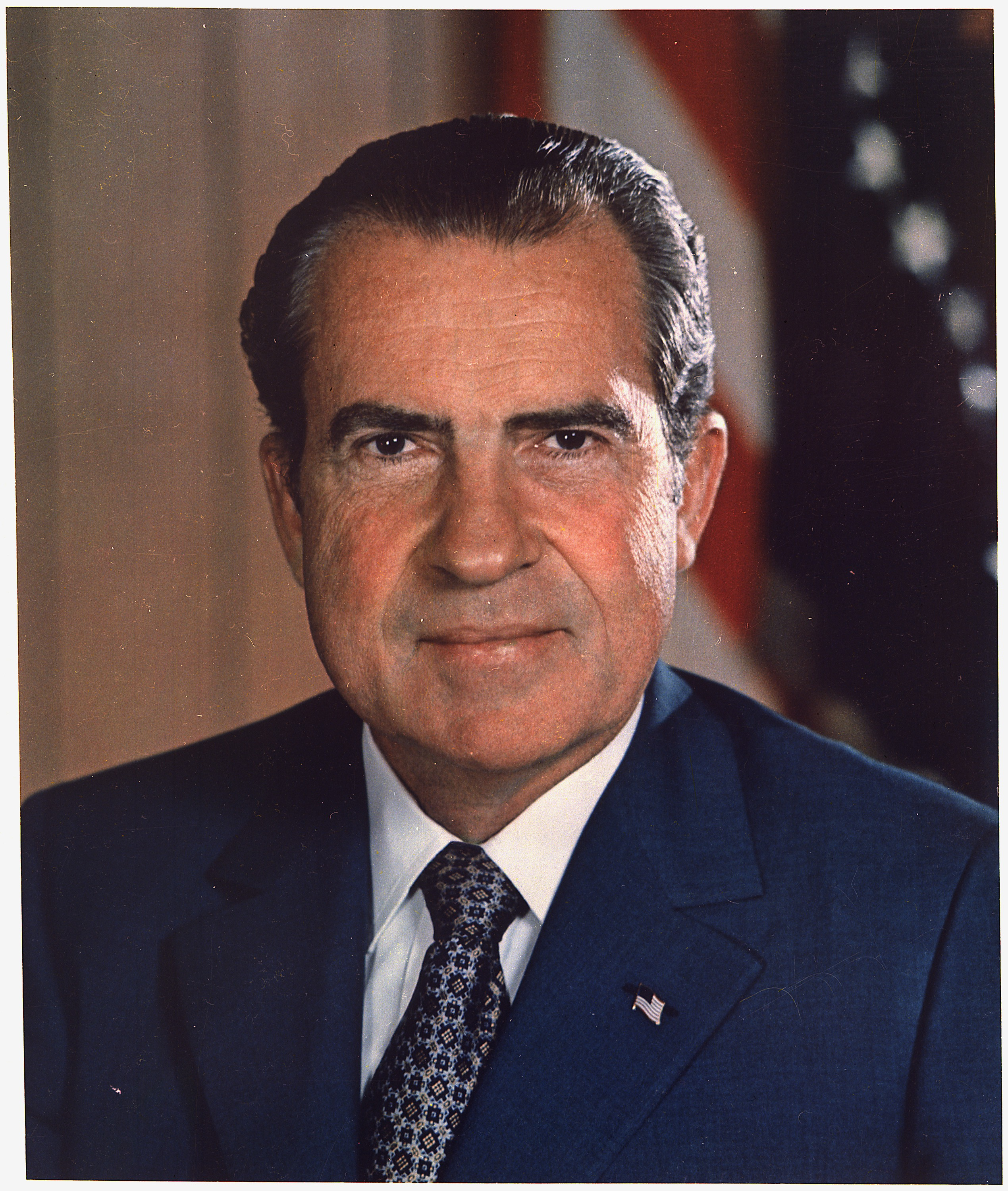
Richard Nixon 1969–1974
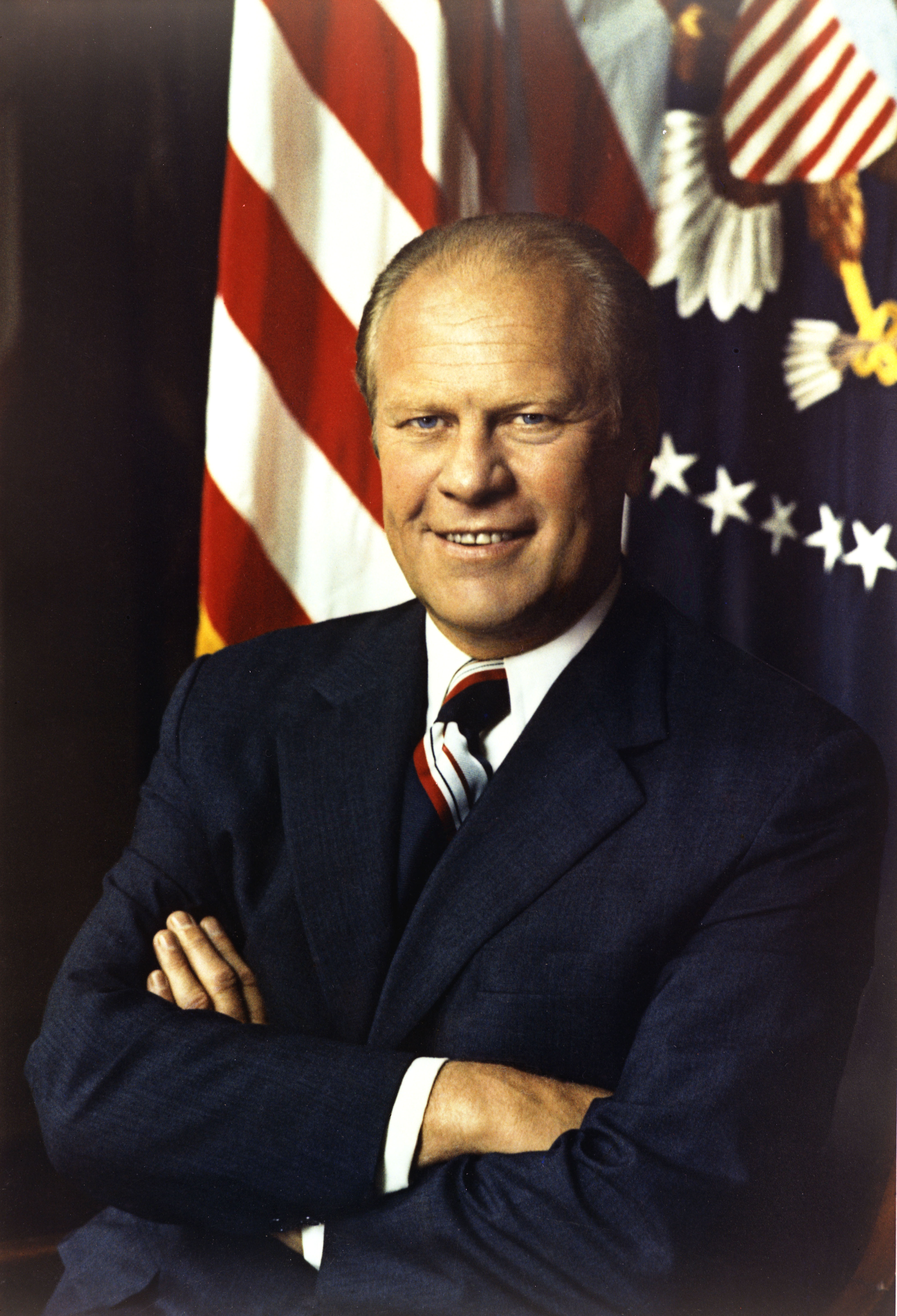
Gerald Ford 1974–1977
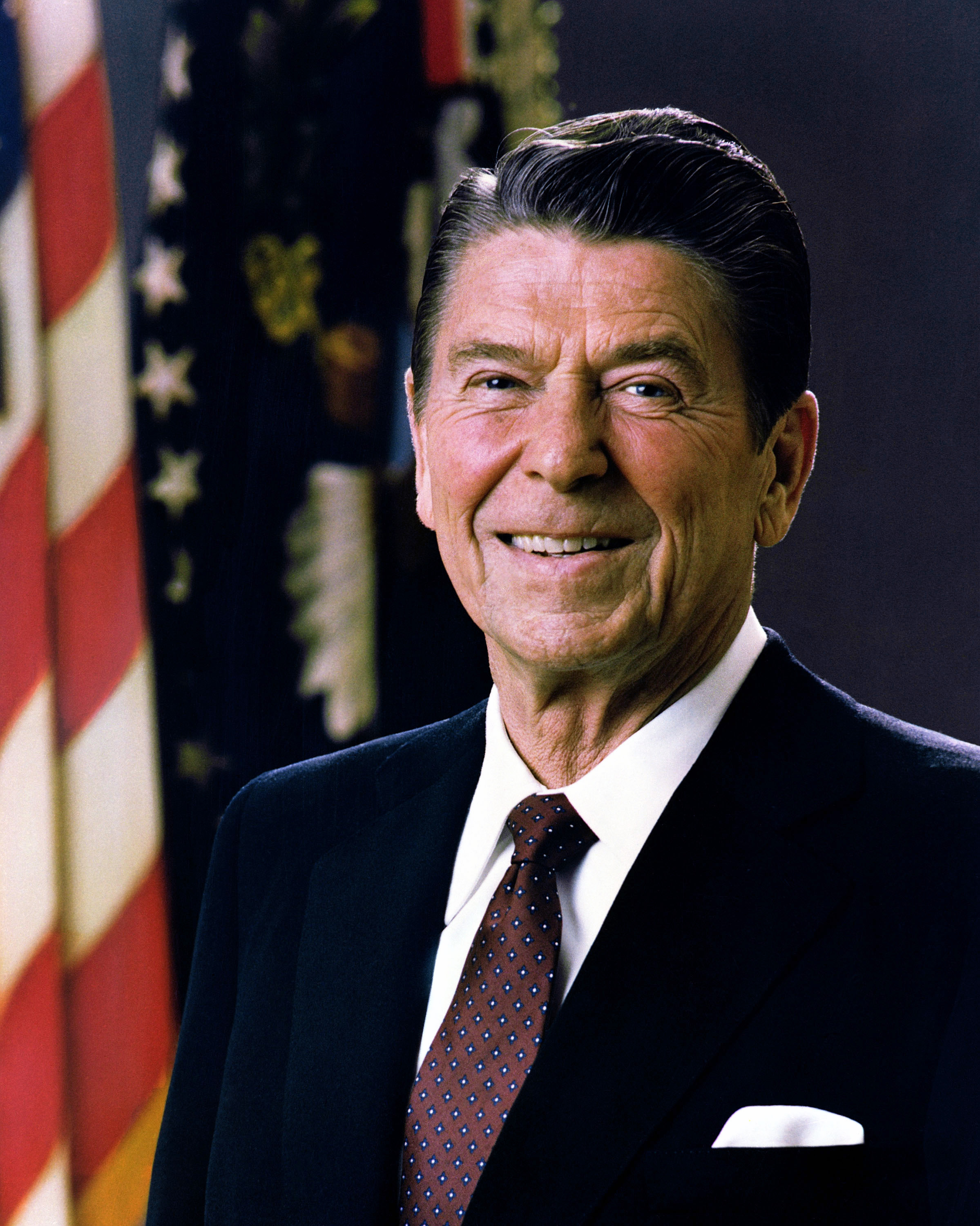
Ronald Reagan 1981–1989
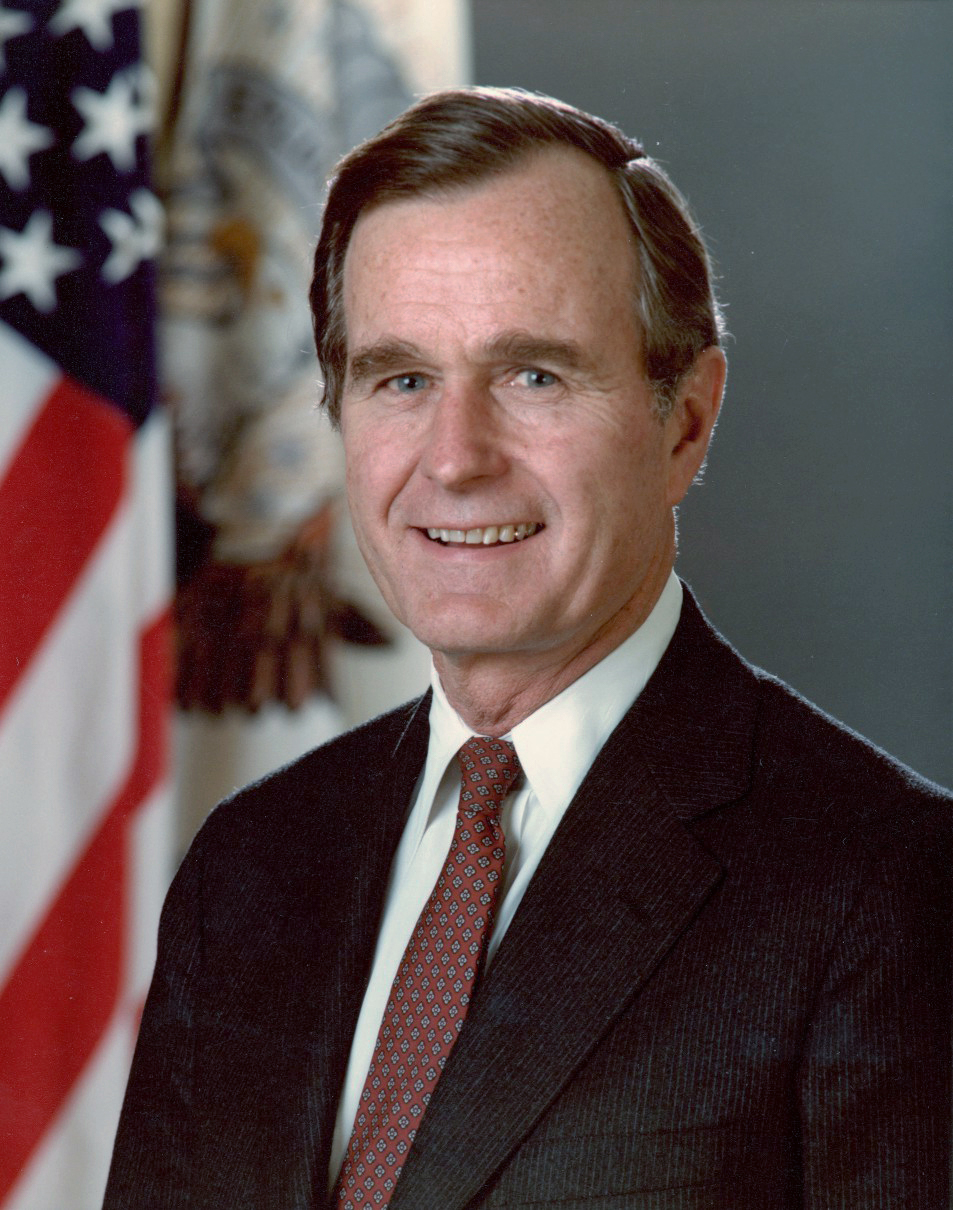
George Bush 1989–1993
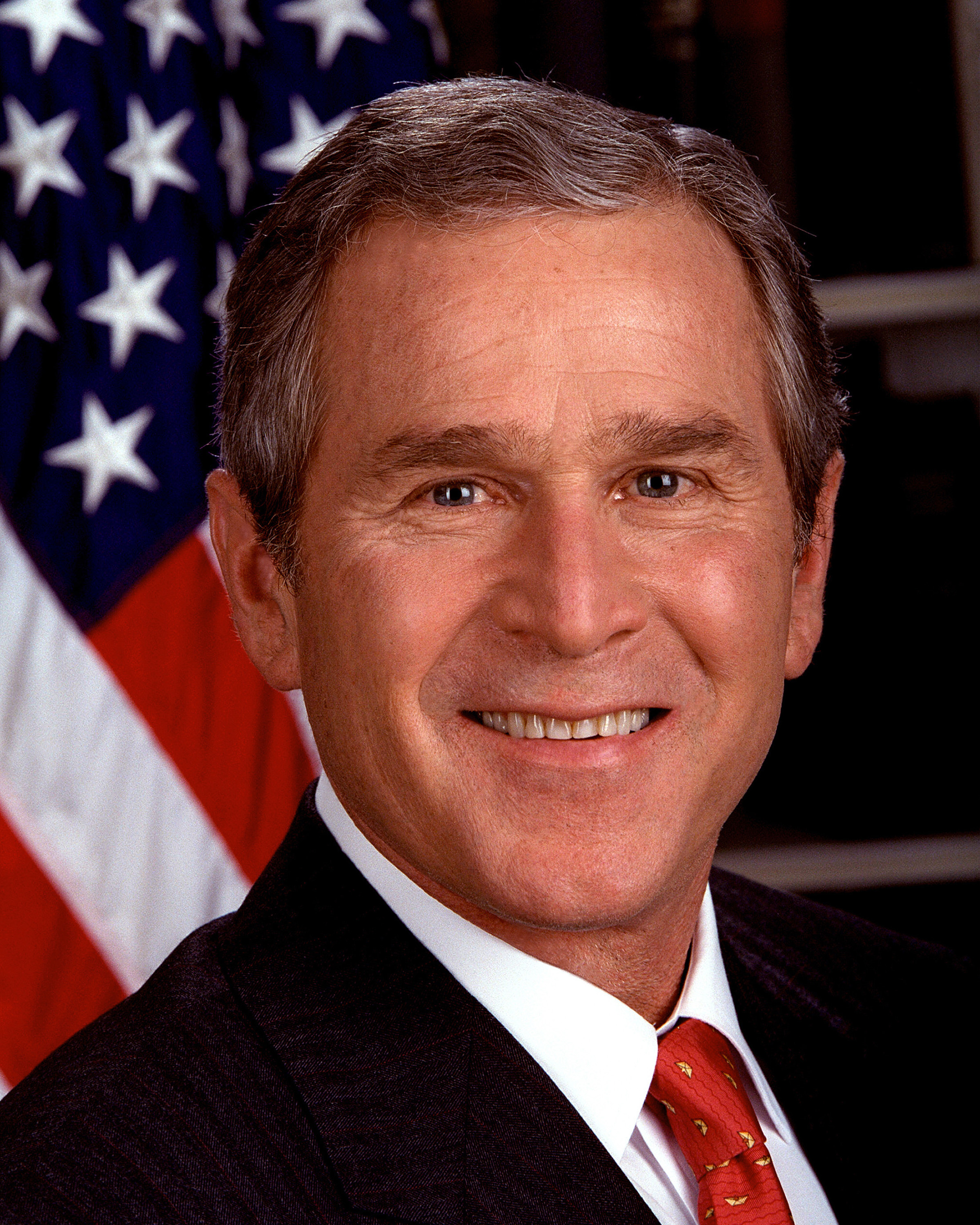
George W. Bush 2001–2009
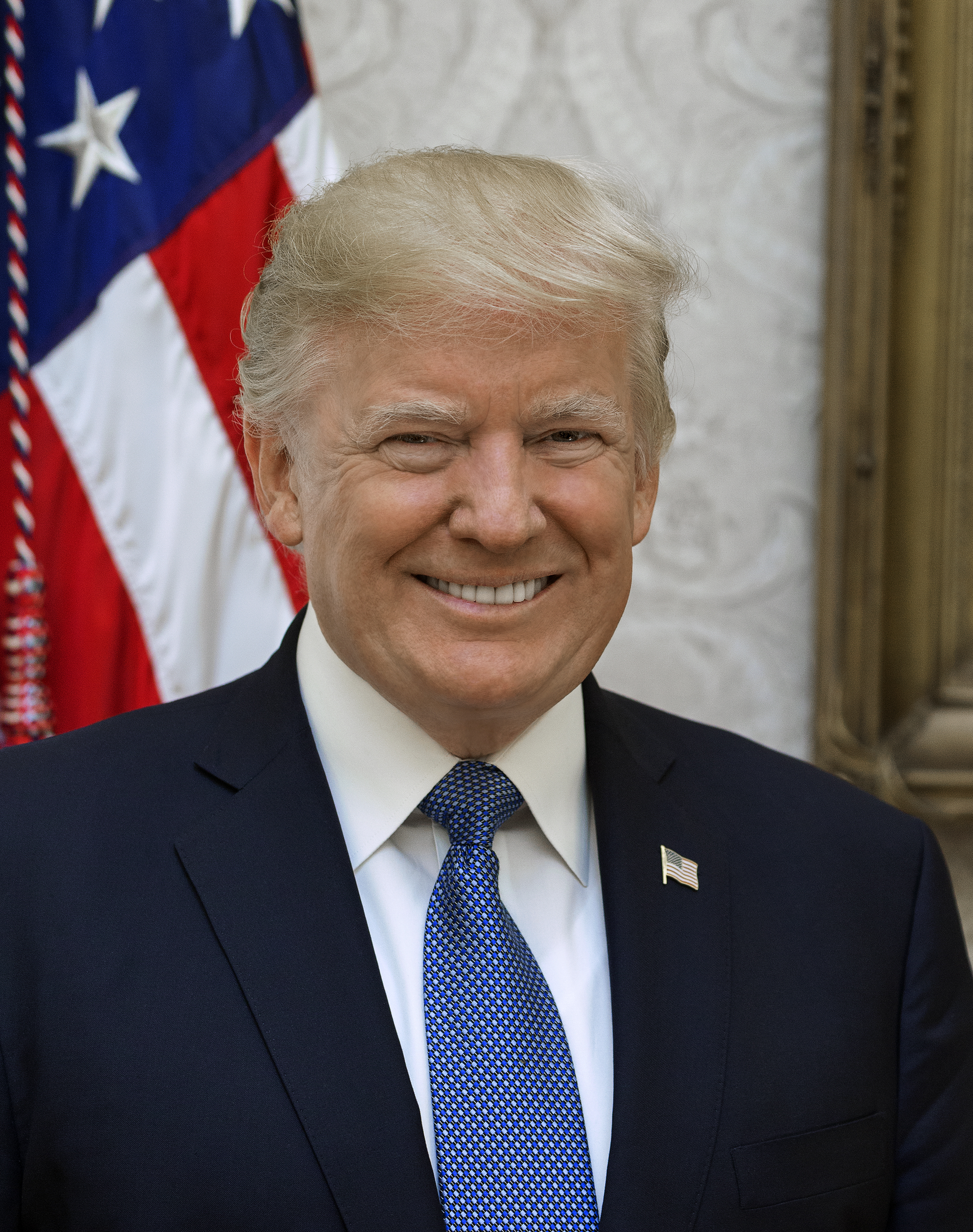
Donald Trump 2017–2021, seit 2025

## Präsidentschaftswahlen
Kandidat ging als Gewinner und somit Amtsinhaber aus den Wahlen hervor.
Kandidat ging als Verlierer aus den Wahlen hervor.
* Kandidat war zum Zeitpunkt der Wahl bereits Präsident.
| Jahr | Kandidat Präsident    | Wählerstimmen (absolut) | Wählerstimmen (prozentual) | Wahlmänner | Wahlmänner (prozentual) |
| ---- | --------------------- | ----------------------- | -------------------------- | ---------- | ----------------------- |
| 1856 | John C. Frémont       | 01.342.345              | 33,1 %                     | 114        | 38,5 %                  |
| 1860 | Abraham Lincoln       | 01.865.908              | 39,8 %                     | 180        | 59,4 %                  |
| 1864 | Abraham Lincoln*      | 02.218.388              | 55,0 %                     | 212        | 91,0 %                  |
| 1868 | Ulysses S. Grant      | 03.013.650              | 52,7 %                     | 214        | 72,8 %                  |
| 1872 | Ulysses S. Grant*     | 03.598.235              | 55,6 %                     | 286        | 81,3 %                  |
| 1876 | Rutherford B. Hayes   | 04.034.311              | 47,9 %                     | 185        | 50,1 %                  |
| 1880 | James A. Garfield     | 04.446.158              | 48,3 %                     | 214        | 58,0 %                  |
| 1884 | James G. Blaine       | 04.848.936              | 48,2 %                     | 182        | 45,4 %                  |
| 1888 | Benjamin Harrison     | 05.443.892              | 47,8 %                     | 233        | 58,1 %                  |
| 1892 | Benjamin Harrison*    | 05.190.819              | 43,0 %                     | 145        | 32,7 %                  |
| 1896 | William McKinley      | 07.112.138              | 51,0 %                     | 271        | 60,6 %                  |
| 1900 | William McKinley*     | 07.228.864              | 51,6 %                     | 292        | 65,3 %                  |
| 1904 | Theodore Roosevelt*   | 07.630.457              | 56,4 %                     | 336        | 70,6 %                  |
| 1908 | William Howard Taft   | 07.678.395              | 51,6 %                     | 321        | 66,5 %                  |
| 1912 | William Howard Taft*  | 03.486.242              | 23,2 %                     | 008        | 01,5 %                  |
| 1916 | Charles Evans Hughes  | 08.548.728              | 46,1 %                     | 254        | 47,8 %                  |
| 1920 | Warren G. Harding     | 16.144.093              | 60,3 %                     | 404        | 76,1 %                  |
| 1924 | Calvin Coolidge*      | 15.723.789              | 54,0 %                     | 382        | 71,9 %                  |
| 1928 | Herbert Hoover        | 21.427.123              | 58,2 %                     | 444        | 83,6 %                  |
| 1932 | Herbert Hoover*       | 15.761.254              | 39,7 %                     | 059        | 11,1 %                  |
| 1936 | Alf Landon            | 16.681.892              | 36,5 %                     | 008        | 1,5 %                   |
| 1940 | Wendell Willkie       | 22.347.744              | 44,8 %                     | 082        | 15,4 %                  |
| 1944 | Thomas E. Dewey       | 22.017.929              | 45,9 %                     | 099        | 18,6 %                  |
| 1948 | Thomas E. Dewey       | 21.991.292              | 45,1 %                     | 189        | 35,6 %                  |
| 1952 | Dwight D. Eisenhower  | 34.075.529              | 55,2 %                     | 442        | 83,2 %                  |
| 1956 | Dwight D. Eisenhower* | 35.579.180              | 57,4 %                     | 457        | 86,0 %                  |
| 1960 | Richard Nixon         | 34.108.157              | 49,6 %                     | 219        | 40,8 %                  |
| 1964 | Barry Goldwater       | 27.175.754              | 38,5 %                     | 052        | 09,7 %                  |
| 1968 | Richard Nixon         | 31.783.783              | 43,8 %                     | 301        | 55,9 %                  |
| 1972 | Richard Nixon*        | 47.168.710              | 60,7 %                     | 520        | 96,7 %                  |
| 1976 | Gerald Ford*          | 39.148.634              | 48,0 %                     | 240        | 44,6 %                  |
| 1980 | Ronald Reagan         | 43.903.230              | 50,7 %                     | 489        | 90,9 %                  |
| 1984 | Ronald Reagan*        | 54.455.472              | 58,8 %                     | 525        | 97,6 %                  |
| 1988 | George Bush           | 48.886.597              | 53,4 %                     | 426        | 79,2 %                  |
| 1992 | George Bush*          | 39.104.550              | 37,4 %                     | 168        | 31,2 %                  |
| 1996 | Bob Dole              | 39.198.755              | 40,7 %                     | 159        | 29,6 %                  |
| 2000 | George W. Bush        | 50.460.110              | 47,9 %                     | 271        | 50,4 %                  |
| 2004 | George W. Bush*       | 62.040.610              | 50,7 %                     | 286        | 53,2 %                  |
| 2008 | John McCain           | 59.934.814              | 46,0 %                     | 173        | 32,2 %                  |
| 2012 | Mitt Romney           | 60.932.795              | 47,3 %                     | 206        | 38,3 %                  |
| 2016 | Donald Trump          | 62.984.825              | 46,1 %                     | 306        | 56,9 %                  |
| 2020 | Donald Trump*         | 74.224.501              | 46,8 %                     | 232        | 43,1 %                  |
| 2024 | Donald Trump          | 76,744,149              | 49,9 %                     | 312        | 58,0 %                  |